# Stettin

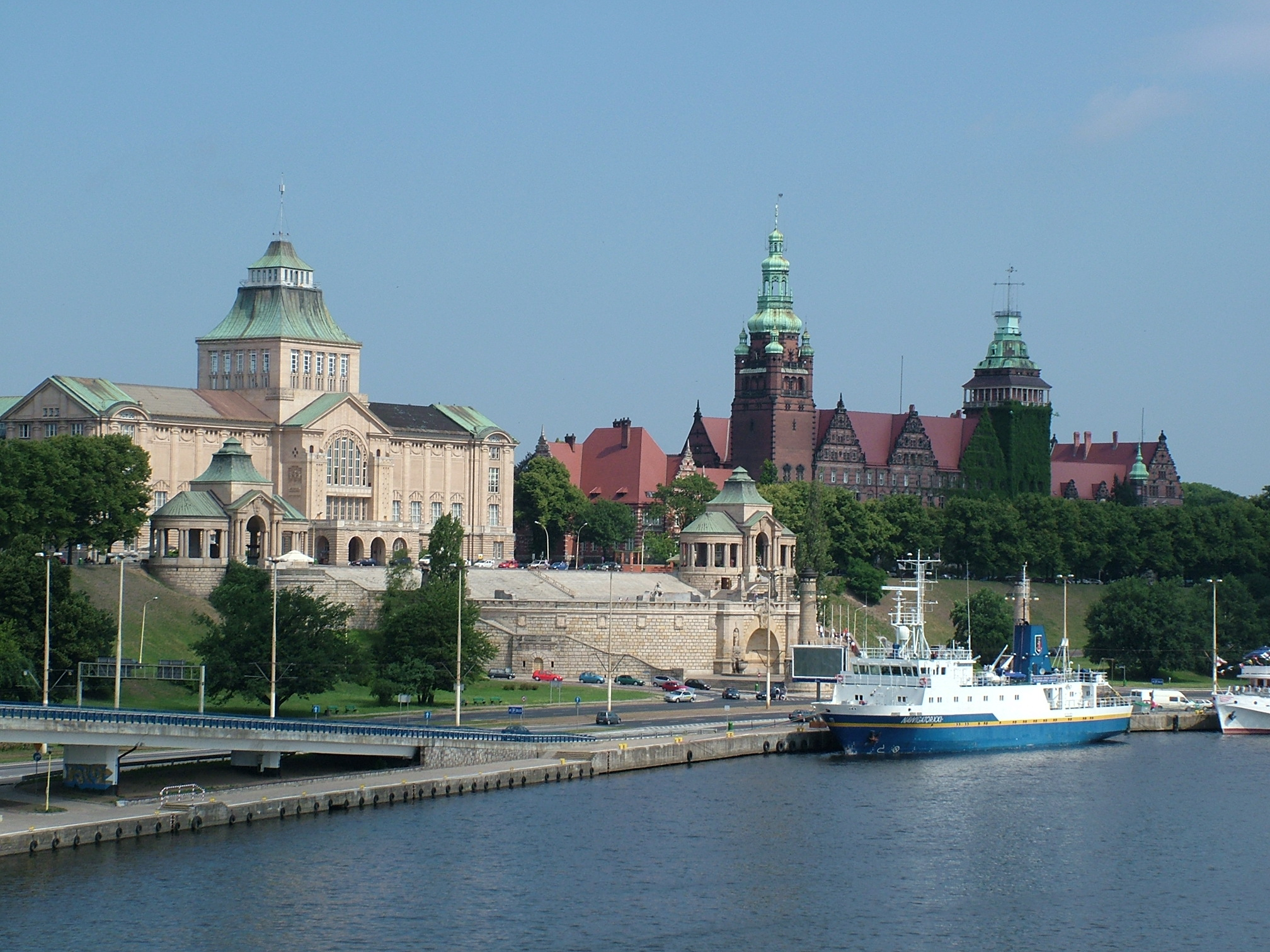
Hakenterrasse
am Westufer der Oder

Stettin (polnisch Szczecinⓘ [ˈʂt͡ʂɛt͡ɕin]) ist die Hauptstadt der polnischen Woiwodschaft Westpommern. Die kreisfreie Großstadt mit knapp 400.000 Einwohnern ist die siebtgrößte Stadt Polens. Sie bildet den Schwerpunkt des deutsch-polnischen Ballungsraums Stettin mit etwa 780.000 Einwohnern, der zu einer europäischen Metropolregion mit rund einer Million Einwohnern entwickelt werden soll.
Die Universitätsstadt ist mit fünf staatlichen Universitäten, der Universität Stettin, der Westpommerschen Technischen Universität Stettin, der Pommerschen Medizinischen Universität Stettin, der Maritimen Technischen Universität und der Akademie der Kunst, ein bedeutender Forschungs- und Hochschulstandort. Daneben sind in Stettin zahlreiche Berufsschulen, Kunstakademien und eine private Business School angesiedelt.
Historisch, kulturell und touristisch bedeutsam sind als Wahrzeichen Stettins unter anderem das Greifenschloss und die Jakobskathedrale in der Altstadt, die Philharmonie sowie die Hakenterrasse mit dem Nationalmuseum. Bekanntester Sportverein der Stadt ist der Fußballclub Pogoń Stettin, große Bedeutung besitzt darüber hinaus der Rudersport. Bis 1945 gehörte Stettin zu Deutschland.

## Geographie

### Lage und Besonderheiten
Stettin liegt in der Nähe der südlichen Ostseeküste an der Mündung der Oder in das Stettiner Haff, etwa 105 km südöstlich von Greifswald, 125 km nordöstlich von Berlin und 151 km südwestlich von Koszalin (Köslin). Das Stadtgebiet grenzt mit seinen Vororten im Westen an die Länder Mecklenburg-Vorpommern und Brandenburg. Stettin ist damit vor Magdeburg und Potsdam die größte Stadt in diesem Umkreis von Berlin. Das größere Leipzig liegt um die Hälfte weiter von Berlin entfernt.
Stettin und der ebenfalls westlich der Oder gelegene Powiat Policki (Pölitzer Kreis) gehörten seit dem Westfälischen Frieden von 1648 zu Vorpommern, die kulturelle Grenze zwischen Vor- und Hinterpommern lag aber weiter westlich. Der durch die Grenzziehung von 1945 entstandene „Stettiner Zipfel“ hatte Vorläufer vor der Westausdehnung Pommerns (seit 1121). Im Osten reicht das Stadtgebiet bis über die Oder. Der östlich der Oder gelegene Teil der Woiwodschaft Westpommern umfasst große Teile des historischen Hinterpommern und die Nordhälfte der ehemaligen Neumark.

### Verkehrswege
Stettin besitzt als alte Hansestadt einen der größten Seehäfen des Ostseeraumes. Es ist u. a. über den internationalen Flughafen Stettin-Goleniów auch auf dem Luftweg und durch den Bahnhof Szczecin Główny über mehrere Bahnlinien weit vernetzt.

### Odermündung
Der größte Teil der Stadt liegt am linken Westoderufer, das vor allem im Norden der Stadt von bewaldeten Hügeln geprägt ist. Auch die Stadtteile Dąbie (Altdamm), Podjuchy (Podejuch) und Kołbacz (Colbatz) östlich der Oder sind von Waldgebieten der Buchheide (Puszcza Bukowa, bis 149 m ü. NN) und der Gollnower Heide (Puszcza Goleniowska) umgeben.
Zwischen diesen beiden Stauchmoränen verläuft das bis fünf Kilometer breite Flusstal – begrenzt von den Hauptarmen Westoder und Ostoder (Odra Zachodnia und Odra Wschodnia). Die in zahlreiche Flussarme geteilte Oder mit zahlreichen Flussinseln reicht bis in das Stadtgebiet. Unmittelbar südlich der Stadt beginnt der deutsch-polnische internationale Park Unteres Odertal, der aus dem polnischen Landschaftsschutzpark Unteres Odertal und dem deutschen Nationalpark Unteres Odertal besteht und sich über Schwedt/Oder bis nahe Hohensaaten erstreckt.
Nördlich der Kernstadt weitet sich die Oder zu einem großen Binnensee, dem Dammschen See (Jezioro Dąbie), auf. In der Höhe von Police (Pölitz) findet der Fluss wieder in ein (sehr breites) Bett zurück, bevor er sich wieder aufweitet (Roztoka Odrzańska) und bei Trzebież (Ziegenort) ins Stettiner Haff mündet. Über den Kanał Piastowski (Kaiserfahrt) und die Swine (Świna) wird bei Świnoujście (Swinemünde) die offene Ostsee erreicht.

### Stettiner Flussinseln
Im engeren Stadtgebiet liegen zwischen den beiden Hauptarmen des Flusses, der Westoder (Odra Zachodnia) und der Ostoder (Odra Wschodnia) sowie den alten Querverbindungen Parnitz und Dunzig, zahlreiche Flussinseln:
- Der Altstadt direkt gegenüber befindet sich die Insel Lastadie (Łasztownia), die über die Most Długi (übersetzt „Lange Brücke“, früher Hansabrücke) erreicht wird. Der Stadtteil Łasztownia grenzt unmittelbar an das Gebiet des Seehafens. Die Insel wird ohne Anbindung an ihr Straßennetz von der Schnellstraße Trasa Piotra Zaremby überquert, die, nördlich der Altstadt als Trasa Zamkowa (Schloss-Trasse) beginnend, Ost- und Westoder überquert.
- Nördlich davon liegt, zwischen Westoder, Duńczyca und Oder-Dunzig-Kanal (Kanał Grodzki), die kleine, unbebaute Insel Schlächterwiese (Wyspa Grodzka).
- Südlich von Lastadie liegt die Insel Silberwiese (Kępa Parnicka), umgeben von Westoder, Grünem Graben (Kanał Zielony) und Parnitz (Parnica). Die Silberwiese ist vollständig bebaut, und die Insel war früher durch die Bahnhofsbrücke mit dem direkt gegenüber liegenden Hauptbahnhof verbunden, die Brücke reicht heute nur noch bis zur kleinen Ahrensinsel in der Westoder. Durch weitere Brücken ist die Silberwiese mit Lastadie und mit der Neuen Silberwiese verbunden.
- Die südlich angrenzende Neue Silberwiese (Wyspa Zielona) ist nur zu einem geringen Teil bebaut, die Insel entstand durch den Bau des Parnitz-Durchstichs.
- Östlich des Parnitz-Durchstichs liegt die Insel Vorbruch (Wyspa Pucka), die durch den Vorflutkanal (Kanał Rybny) der größeren Insel Zaleskie Łęgi getrennt ist. Dieser Kanal zweigt flussaufwärts von der Westoder ab zum Hafensee (Jezioro Portowe) und führt von diesem flussabwärts zur Parnitz. Die Wyspa Pucka ist nur im Norden bebaut (ehem. Siedlung Vorbruch) und ansonsten weitgehend von Kleingärten bedeckt.
- Zaleskie Łęgi ist die größte Insel des 80 km langen Międzyodrze genannten Inselgebietes zwischen den Unterläufen von Westoder und Ostoder. Sie ist im Norden von Hafen- und Bahnanlagen an der Parnitz geprägt. Dazu gehört die Bahnstation Szczecin Port Centralny an der nördlichsten Bahnstrecke über die Oder. Dieses Gebiet ist durch die Trasa Piotra Zaremby (Teil der Fernstraße 10) mit dem Westufer der Oder verbunden und über zwei parallele Brücken mit dem Ostufer. An der Südgrenze Stettins endet die Insel am Kanał Lesny (übers.: Waldkanal). Am Nordufer des Kanals verlaufen die Bahnstrecke Poznań–Szczecin sowie die Autobahn Autostrade Poznańska (Teil der Fernstraße 31) über die Insel, letztere ohne Verbindung mit dem örtlichen Wegenetz.
- Nördlich von Lastadie liegt der Grabower Werder (Wyspa Ostrów), der ursprünglich eine ungefähr dreieckige Form besaß und von Westoder, Dunzig und Möllnfahrt begrenzt wurde. Da die Insel mitten im Gebiet des Seehafens liegt, wurden die Flussarme beim Bau der Hafenbecken stark verändert. So wurde ein Teil der Dunzig zugeschüttet, wodurch eine direkte Landverbindung mit Lastadie entstand. Die nach Norden offene Breslauer Fahrt (Kanał Dębicki) wurde damit zu einer Sackgasse. Durch den Oder-Dunzig-Kanal im Westen der Insel wurde die schon genannte Schlächterwiese abgetrennt. Der Dunzig-Parnitz-Kanal schuf eine Verbindung zwischen den beiden Flussarmen. Im Westen des Grabower Werders sind Kleingärten und Wald vorherrschend.
- Nördlich davon liegt der Bredower Werder (Wyspa Gryfia), der ganz vom Hafen eingenommen wird. Ihn umgibt im Westen die Westoder, im Osten die Grabower Fahrt (Kanał Grabowski) und die Oderfahrt (Przekop Mieleński).
- Die nördlich anschließenden Inseln Schwarzer Ort (Czarnołęka) und Großer Oderbruch (Wyspa Dębina) liegen bereits im Dammschen See.
- Im Mündungsbereich der Ostoder in den Dammschen See liegen zwei weitere Inseln. Die nördliche Insel Mönne war bis 1945 Naturschutzgebiet. Im südwestlichen Eck der Mönne befand sich eine der ältesten Vogel- und Naturschutzstationen Deutschlands, die Naturwarte Mönne. Auf dem Fundament des 1945 zerstörten Stationsgebäudes steht heute eine Gedenktafel, die auf Polnisch und Deutsch an den Gründer der Naturwarte, Paul Robien, erinnert. Inzwischen heißt die Insel nach ihm Wyspa Paula Robiena.

### Klimatabelle
|                       | Jan  | Feb  | Mär  | Apr  | Mai  | Jun  | Jul  | Aug  | Sep  | Okt  | Nov | Dez  |   |      |
| Mittl. Tagesmax. (°C) | 1,3  | 2,8  | 7,2  | 12,6 | 18,4 | 21,6 | 22,8 | 22,6 | 18,6 | 13,1 | 6,9 | 3,0  | ⌀ | 12,6 |
| Mittl. Tagesmin. (°C) | −3,7 | −3,1 | −0,4 | 2,9  | 7,5  | 11,1 | 12,9 | 12,3 | 9,5  | 5,8  | 2,0 | −1,6 | ⌀ | 4,6  |
|                       |      |      |      |      |      |      |      |      |      |      |     |      |   |      |
| Niederschlag (mm)     | 36   | 27   | 32   | 38   | 52   | 57   | 61   | 55   | 44   | 38   | 46  | 41   | Σ | 527  |
|                       |      |      |      |      |      |      |      |      |      |      |     |      |   |      |
| Sonnenstunden (h/d)   | 1,3  | 1,8  | 3,7  | 5,2  | 6,6  | 8,3  | 7,6  | 6,8  | 5,6  | 3,2  | 1,2 | 0,9  | ⌀ | 4,4  |
|                       |      |      |      |      |      |      |      |      |      |      |     |      |   |      |
| Regentage (d)         | 10   | 7    | 8    | 8    | 9    | 9    | 9    | 8    | 8    | 8    | 10  | 10   | Σ | 104  |
|                       |      |      |      |      |      |      |      |      |      |      |     |      |   |      |
| Luftfeuchtigkeit (%)  | 87   | 84   | 79   | 74   | 72   | 75   | 75   | 76   | 81   | 85   | 87  | 88   | ⌀ | 80,2 |

| −3,7 |

| −3,1 |

| −0,4 |

| 2,9 |

| 7,5 |

| 11,1 |

| 12,9 |

| 12,3 |

| 9,5 |

| 5,8 |

| 2,0 |

| −1,6 |

| −3,7 |

| −3,1 |

| −0,4 |

| 2,9 |

| 7,5 |

| 11,1 |

| 12,9 |

| 12,3 |

| 9,5 |

| 5,8 |

| 2,0 |

| −1,6 |

## Stadtwappen

Stadtflagge Stettins

Blasonierung: „Innerhalb eines goldenen Saumes in Blau ein abgerissener goldbekrönter, goldbewehrter, roter Greifenkopf mit ausgeschlagener roter Zunge.“
Das Wappen der Stadt Stettin zeigt den Kopf des roten Greifen, des Wappentiers im Wappen Pommerns, mit der goldenen Krone im blauen Feld. Das Wappen hat sich auch nach dem Zweiten Weltkrieg inhaltlich nicht geändert. In dieser offiziellen Form findet sich das Wappen auch auf der Stadtflagge Stettins wieder.

## Stadtgliederung

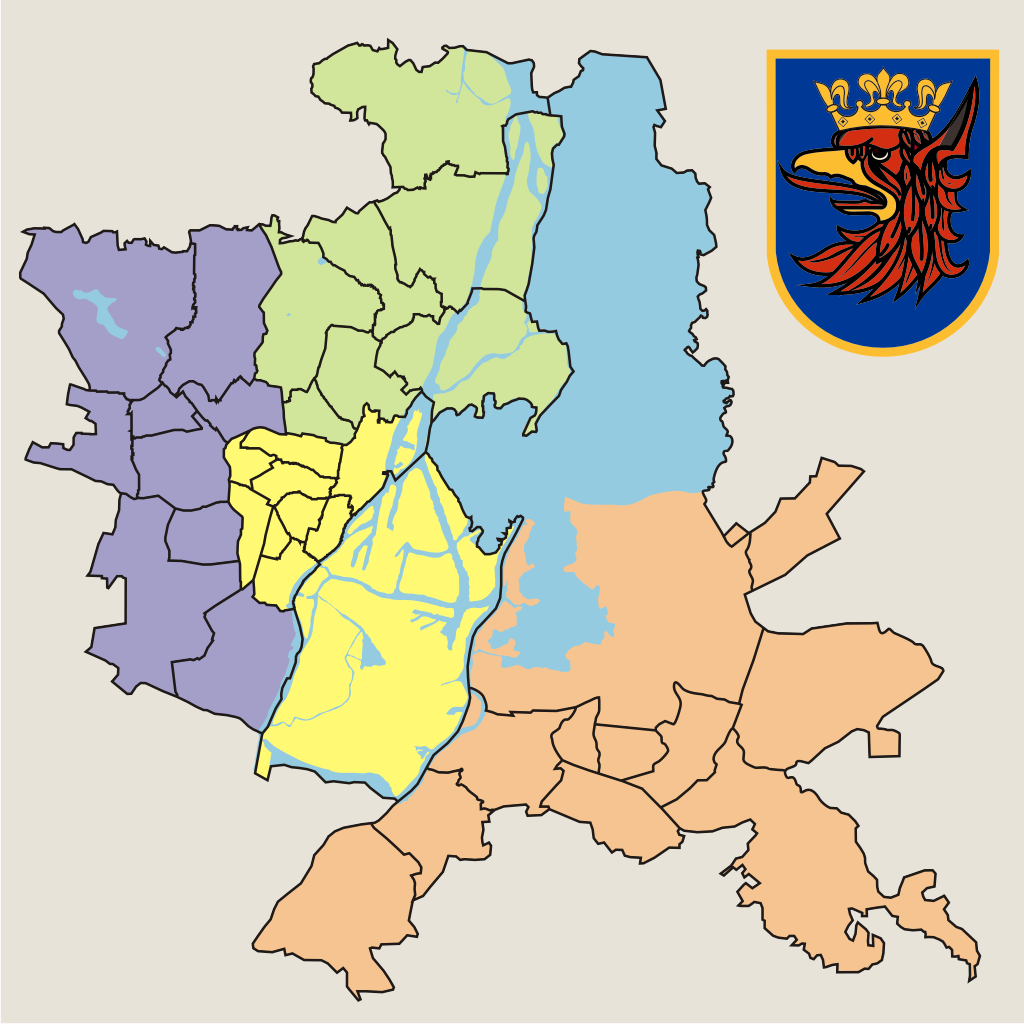
Umrisskarte von Stettin mit den vier Stadtbezirken und 37 Stadtvierteln

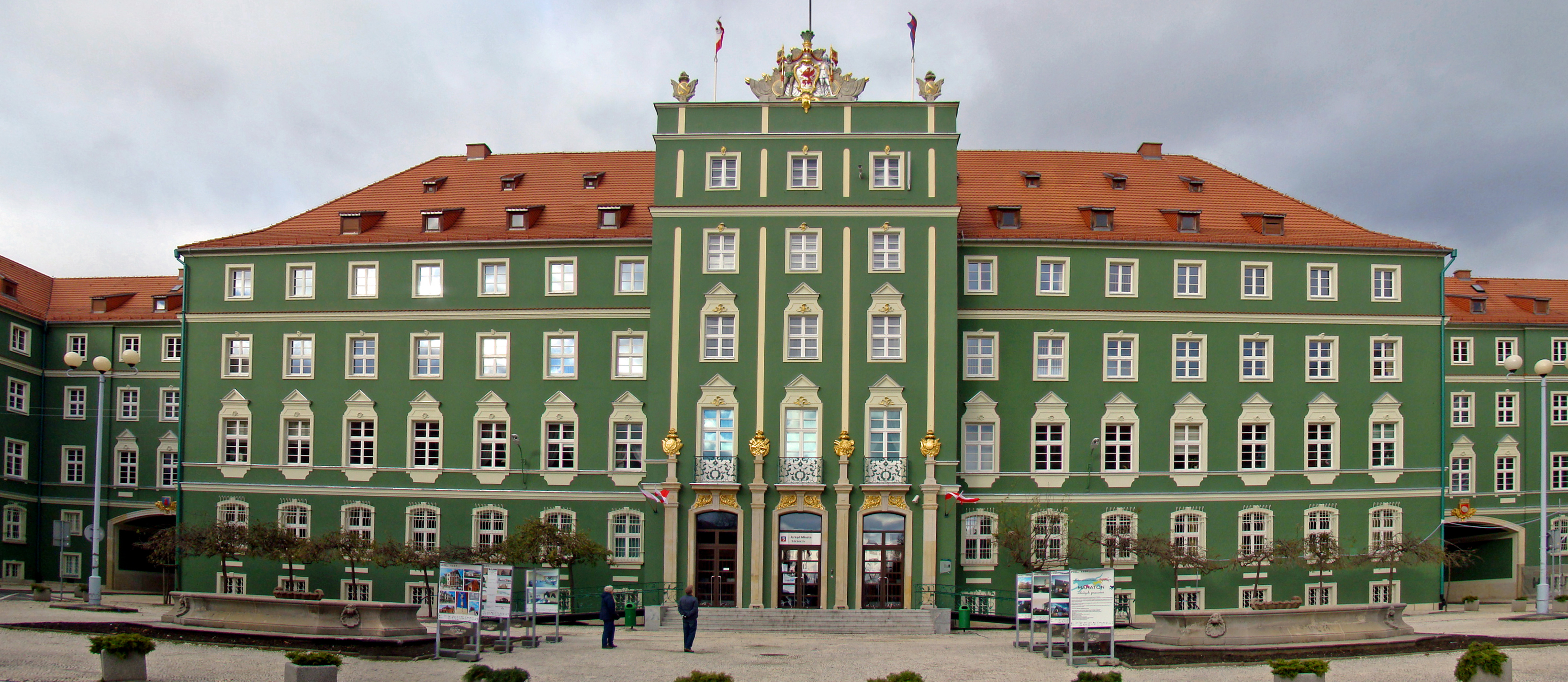
Das Stettiner Rathaus war früher Sitz der pommerschen Provinzialregierung

Die Stadt Stettin ist in die vier Stadtbezirke Śródmieście (Stadtmitte), Północ (Nord), Zachód (West) und Prawobrzeże (rechtes Ufer) gegliedert, diese wiederum in 37 Stadtteile (osiedla, wörtlich „Siedlungen“):
Der historische Stadtkern, die Altstadt, wurden am westlichen Ufer der Westoder errichtet. Um sie herum legt sich die gründerzeitliche Neustadt mit überwiegend urbaner Blockrandbebauung. Das von diesen beiden eingenommene dicht bebaute Innenstadtgebiet hat einen Durchmesser von etwa drei Kilometern.
Die angrenzenden Stadtteile sind lockerer bebaut. Jenseits der Westoder liegen die Stadtteile Lastadie und Silberwiese auf den gleichnamigen Flussinseln. Auf dem linken Flussufer grenzt südlich an die Innenstadt Pommerensdorf (Pomorzany), westlich die Stadtteile Schwarzow (Świerczewo), Torney (Turzyn), Braunsfelde (Pogodno), und nördlich Grünhof (Bolinko) und Grabow (Grabowo). Die meisten dieser zentrumsnahen Stadtteile sind ehemalige Dörfer, außerdem gibt es Villenkolonien der Vorkriegszeit und Plattenbausiedlungen der 1960er bis 1980er Jahre.
Auch in den Außenbezirken liegen zahlreiche gewachsene, eingemeindete Dörfer. Vor 1945 war Stettin mit 460 km² Fläche die flächenmäßig drittgrößte Stadt des Deutschen Reiches, das Stadtgebiet umfasste zahlreiche noch recht ländlich geprägte Ortschaften. Eine Sonderrolle innerhalb der Außenbezirke nimmt die ehemalige Stadt Altdamm (Dąbie) auf dem östlichen Oderufer ein. Sie besitzt einen eigenen mittelalterlichen Stadtkern und ist bis heute das Zentrum des Stettiner Stadtgebiets rechts der Oder.
| Deutscher Name               | Polnischer Name              | Einwohner | Stadtbezirk      | Sitze im Ortsrat |
| ---------------------------- | ---------------------------- | --------- | ---------------- | ---------------- |
| Eckerberg-Nemitz             | Arkońskie-Niemierzyn         | 11.703    | West             | 15               |
| Buchheide-Hökendorf          | Bukowe-Klęskowo              | 14.261    | Rechtes Oderufer | 15               |
| Buchholz                     | Bukowo                       | 3.591     | Nord             | 15               |
| Zentrum                      | Centrum                      | 21.252    | Stadtmitte       | 21               |
| Altdamm                      | Dąbie                        | 13.266    | Rechtes Oderufer | 15               |
| Bredow-Grabow                | Drzetowo-Grabowo             | 17.184    | Stadtmitte       | 15               |
| Glambeck-Polchow             | Głębokie-Pilchowo            | 1.232     | West             | 15               |
| Frauendorf-Gotzlow           | Golęcino-Gocław              | 3.442     | Nord             | 15               |
| Scheune                      | Gumieńce                     | 19.048    | West             | 15               |
| Rosengarten                  | Kijewo                       | 3.124     | Rechtes Oderufer | 15               |
| Kreckow-Brunn                | Krzekowo-Bezrzecze           | 3.590     | West             | 15               |
| Westend                      | Łękno                        | 3.533     | Stadtmitte       | 15               |
| […]                          | Majowe                       | 7.820     | Rechtes Oderufer | 15               |
| Mitteloder-Vorbruch          | Międzyodrze-Wyspa Pucka      | 1.111     | Stadtmitte       | 15               |
| Zabelsdorf                   | Niebuszewo                   | 17.678    | Nord             | 15               |
| Zabelsdorf-Grünhof           | Niebuszewo-Bolinko           | 22.657    | Stadtmitte       | 21               |
| Neustadt                     | Nowe Miasto                  | 7.969     | Stadtmitte       | 15               |
| Wussow                       | Osów                         | 3.328     | West             | 15               |
| Buchholz-Mühlenbeck-Jeseritz | Płonia-Śmierdnica-Jezierzyce | 3.911     | Rechtes Oderufer | 15               |
| Podejuch                     | Podjuchy                     | 9.063     | Rechtes Oderufer | 15               |
| Braunsfelde                  | Pogodno                      | 25.713    | West             | 21               |
| Pommerensdorf                | Pomorzany                    | 22.186    | West             | 21               |
| Scholwin                     | Skolwin                      | 3.328     | Nord             | 15               |
| […]                          | Słoneczne                    | 14.088    | Rechtes Oderufer | 15               |
| Altstadt                     | Stare Miasto                 | 4.902     | Stadtmitte       | 15               |
| Stolzenhagen                 | Stołczyn                     | 4.542     | Nord             | 15               |
| Stadtmitte-Nord              | Śródmieście-Północ           | 12.665    | Stadtmitte       | 15               |
| Stadtmitte-West              | Śródmieście-Zachód           | 16.256    | Stadtmitte       | 15               |
| Schwarzow                    | Świerczewo                   | 17.017    | West             | 15               |
| Torney                       | Turzyn                       | 20.736    | Stadtmitte       | 21               |
| Warsow                       | Warszewo                     | 7.184     | Nord             | 15               |
| Augustwalde-Franzhausen      | Wielgowo-Sławociesze         | 3.687     | Rechtes Oderufer | 15               |
| Arnimswalde                  | Załom                        | 3.657     | Rechtes Oderufer | 15               |
| […]                          | Zawadzkiego-Klonowica        | 13.091    | West             | 15               |
| Finkenwalde                  | Zdroje                       | 8.868     | Rechtes Oderufer | 15               |
| Züllchow                     | Żelechowa                    | 14.013    | Nord             | 15               |
| Sydowsaue-Klütz              | Żydowce-Klucz                | 2.455     | Rechtes Oderufer | 15               |

## Stadtbild

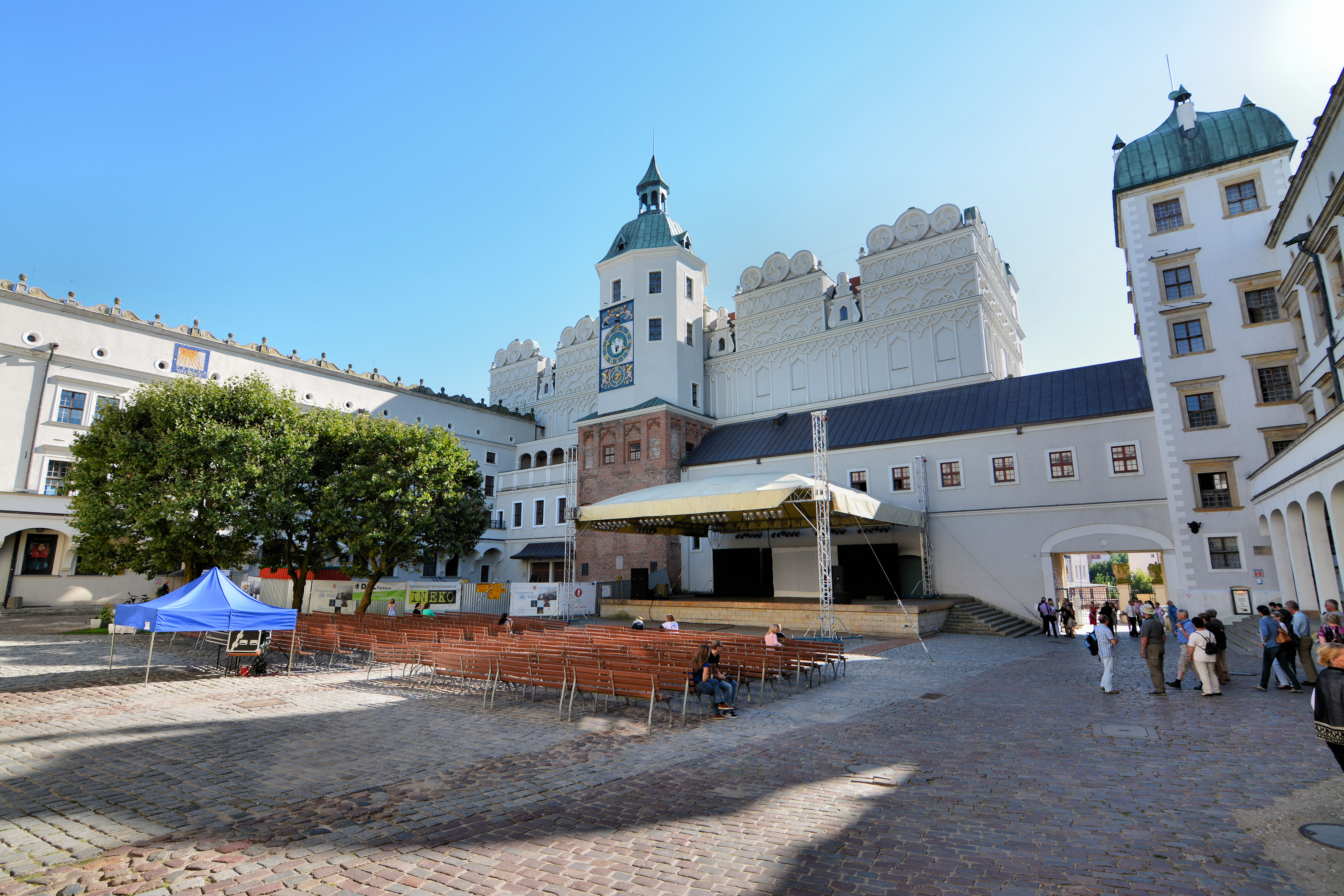
Südflügel, Bogislawbau genannt, des Stettiner Schlosses, das nach der Zerstörung im Zweiten Weltkrieg wieder aufgebaut wurde und seitdem unter dem Namen Schloss der Herzöge von Pommern als Kulturzentrum fungiert.

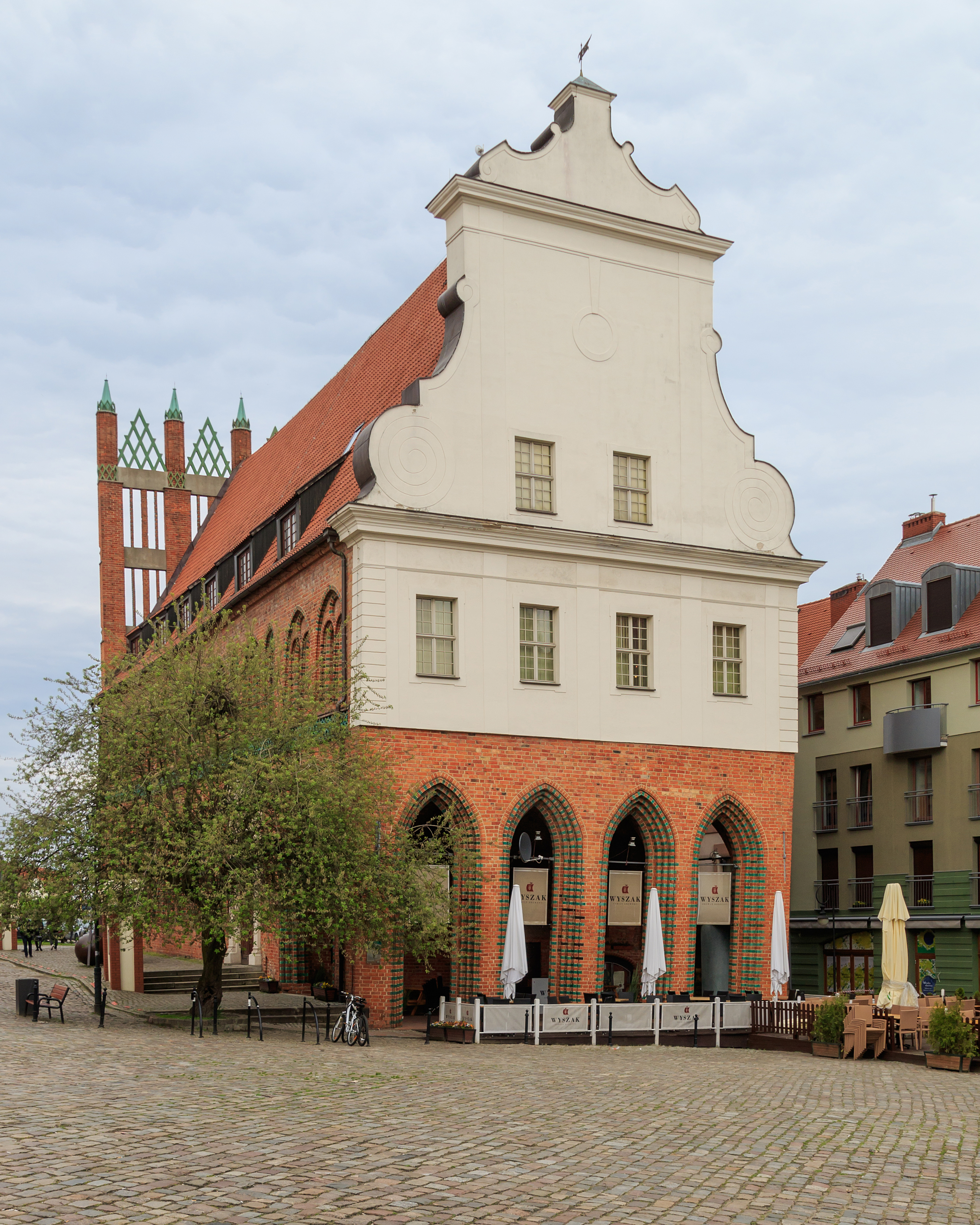
Altes Rathaus

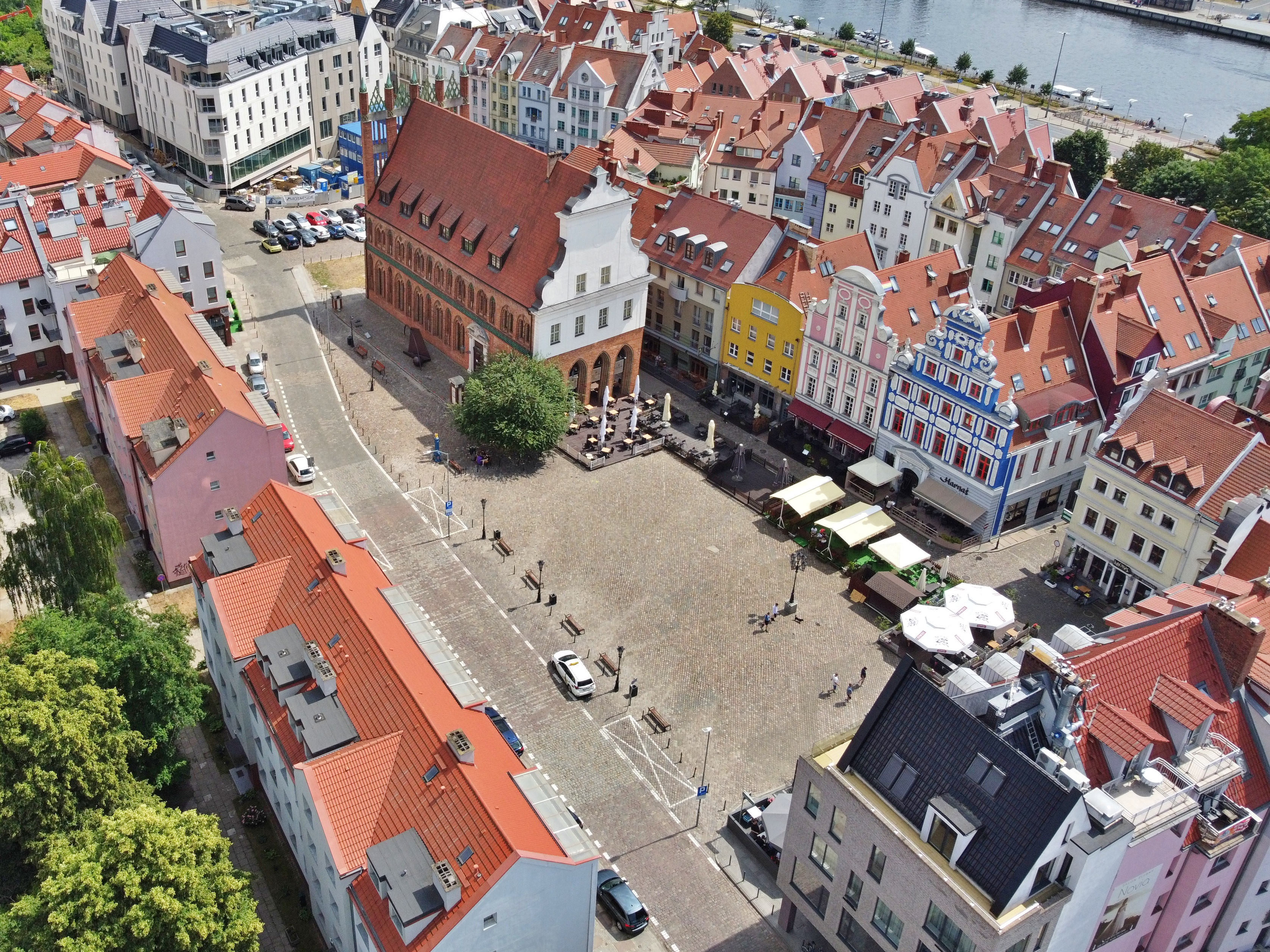
Häuser in der Altstadt

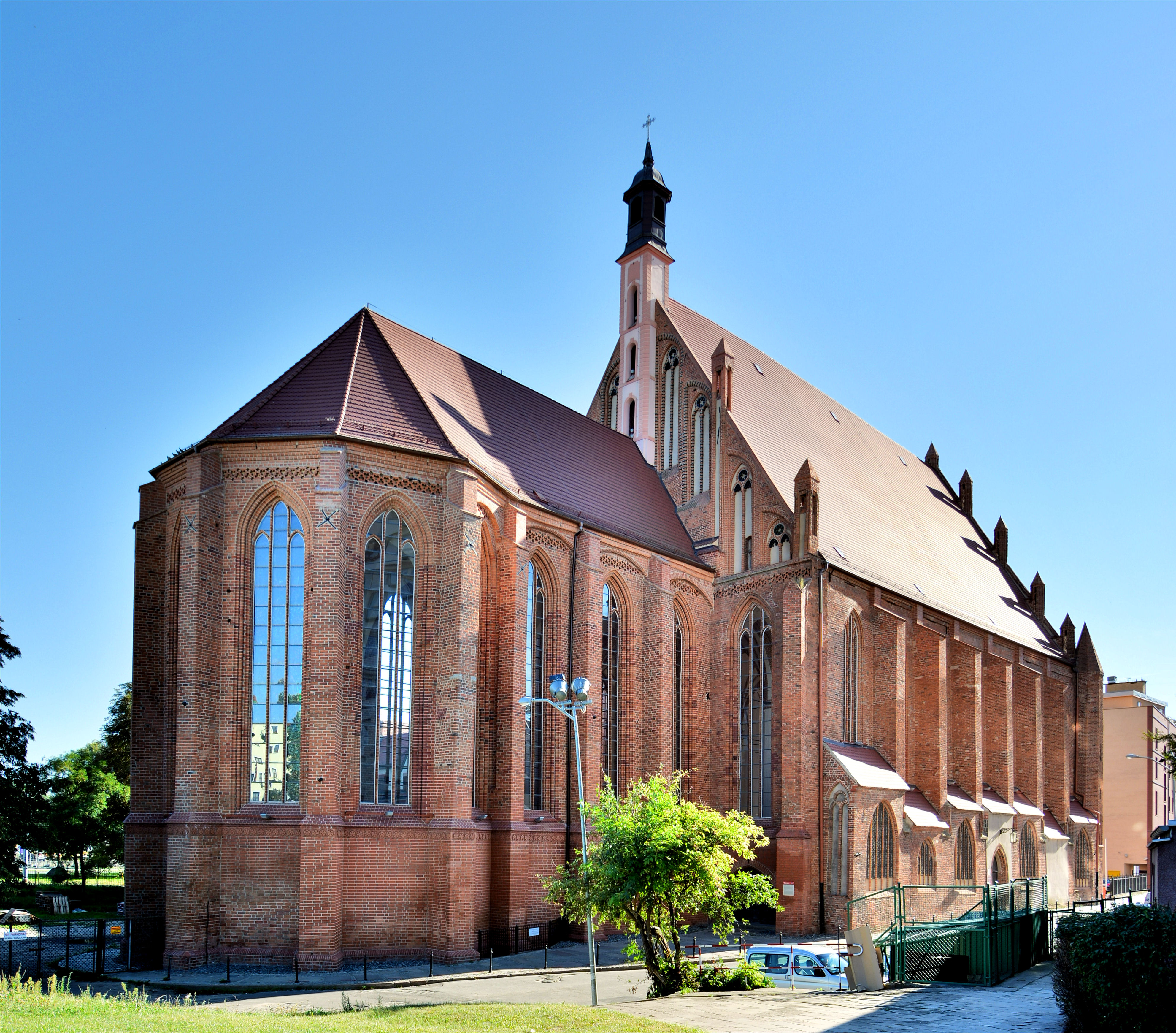
Johanneskirche

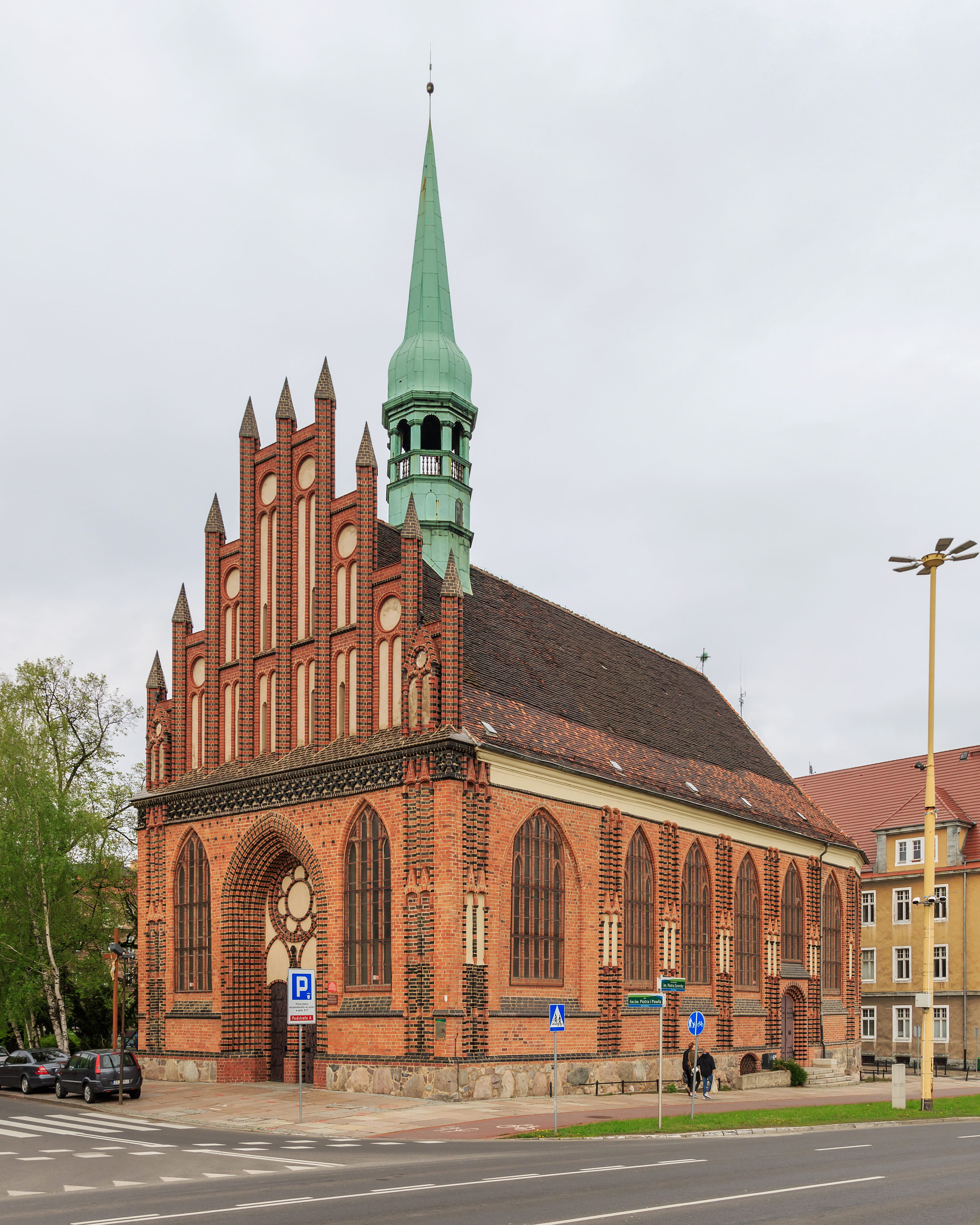
Petrikirche, 1124 als erste christliche Kirche in Pommern gegründet und im 15./16. Jahrhundert im spätgotischen Baustil erneuert

### Altstadt
Die Altstadt wurde nach schweren Kriegszerstörungen nur teilweise wiederaufgebaut. Das mehrfach erweiterte Gebiet der mittelalterlichen Stadt lag ungefähr zwischen dem Oderufer und den heutigen Straßen Dworcowa („Bahnhofstraße“, früher Grüne Schanze), aleja Niepodleglości, („Unabhängigkeitsallee“, früher Paradeplatz), plac Zołnierza Polskiego („Platz des polnischen Soldaten“, früher Königsplatz) und der neuen Schnellstraße Trasa Zamkowa („Schloss-Trasse“). Bis heute prägen zahlreiche Brachen das Stadtbild im ältesten Teil Stettins. Zwischen erhaltenen oder nach alten Unterlagen rekonstruierten alten Bauwerken stehen zahlreiche sehr einfache Wohnhäuser der 1950er Jahre.
Den höchsten Punkt der Altstadt nimmt das Schloss der Herzöge von Pommern ein. Zu seinen Füßen, südlich angrenzend, entstand die bürgerliche Stadt. Zwischen Heumarkt (Rynek Sienny) und Neumarkt (Rynek Nowy) standen eng beieinander die Nikolaikirche und das Alte Rathaus. Die Nikolaikirche brannte 1811 ab. Ziemlich genau in der Mitte der Altstadt steht die größte Kirche der Stadt, die gotische Jakobikirche, seit 1972 Kathedrale.
An die mittelalterliche Stadtmauer erinnert heute nur noch der Siebenmäntel- oder Frauenturm (Baszta Siedmiu Płaszczy/Baszta Panieńska) an der nordöstlichen Ecke des damaligen Stadtgebiets. Die beiden erhaltenen barocken Festungstore, das Berliner Tor (Brama Portowa, „Hafentor“) im Westen und das Königstor (polnisch gleichbedeutend Brama Królewska) im Norden, entstanden erst im Zuge des Festungsausbaus nach dem Übergang an Preußen unter König Friedrich Wilhelm I. zu Beginn des 18. Jahrhunderts. Sie wurden vom preußischen Festungsbaumeister Gerhard Cornelius von Wallrave entworfen und dienten neben militärischen auch repräsentativen Zwecken, so dokumentieren die Inschriften am Königstor die Inbesitznahme der Stadt durch Preußen.
Zwei weitere gotische Kirchen sind erhalten geblieben, die Johanneskirche, ursprünglich die Kirche des Franziskanerklosters, am südlichen Rand der Altstadt und die Kirche St. Peter und Paul im Norden. Dagegen sind die Marienkirche zwischen Kleiner und Großer Domstraße und die Nikolaikirche neben dem Alten Rathaus am Heumarkt (Rynek Sienny) bereits am Ende des 18. bzw. zu Beginn des 19. Jahrhunderts aus dem Stadtbild verschwunden. Zwischen Jakobikirche und Königstor liegen mehrere barocke Stadtpaläste, etwa der ehemalige pommersche Landtag in der Staromłyńska („Altmühlenstr.“, früher Luisenstraße) das Wolkenhauerhaus am Plac Orła Białego (früher Rossmarkt), heute Musikhochschule, oder das ehemalige Generalkommando, heute Nationalmuseum, am plac Żołnierza Polskiego (früher Königsplatz).

### Neustadt

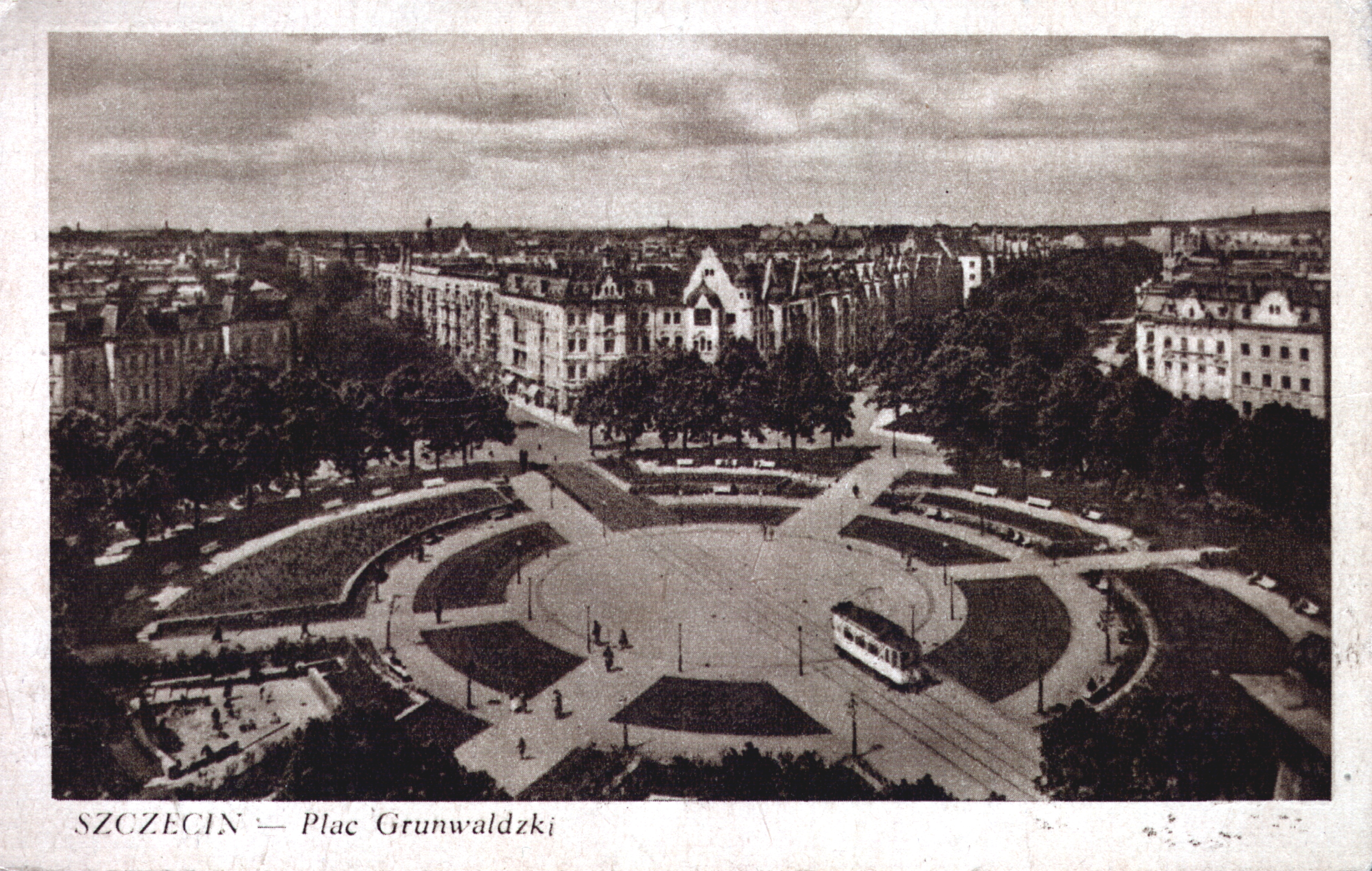
plac Grunwaldzki (eh. Kaiser-Wilhelm-Platz)

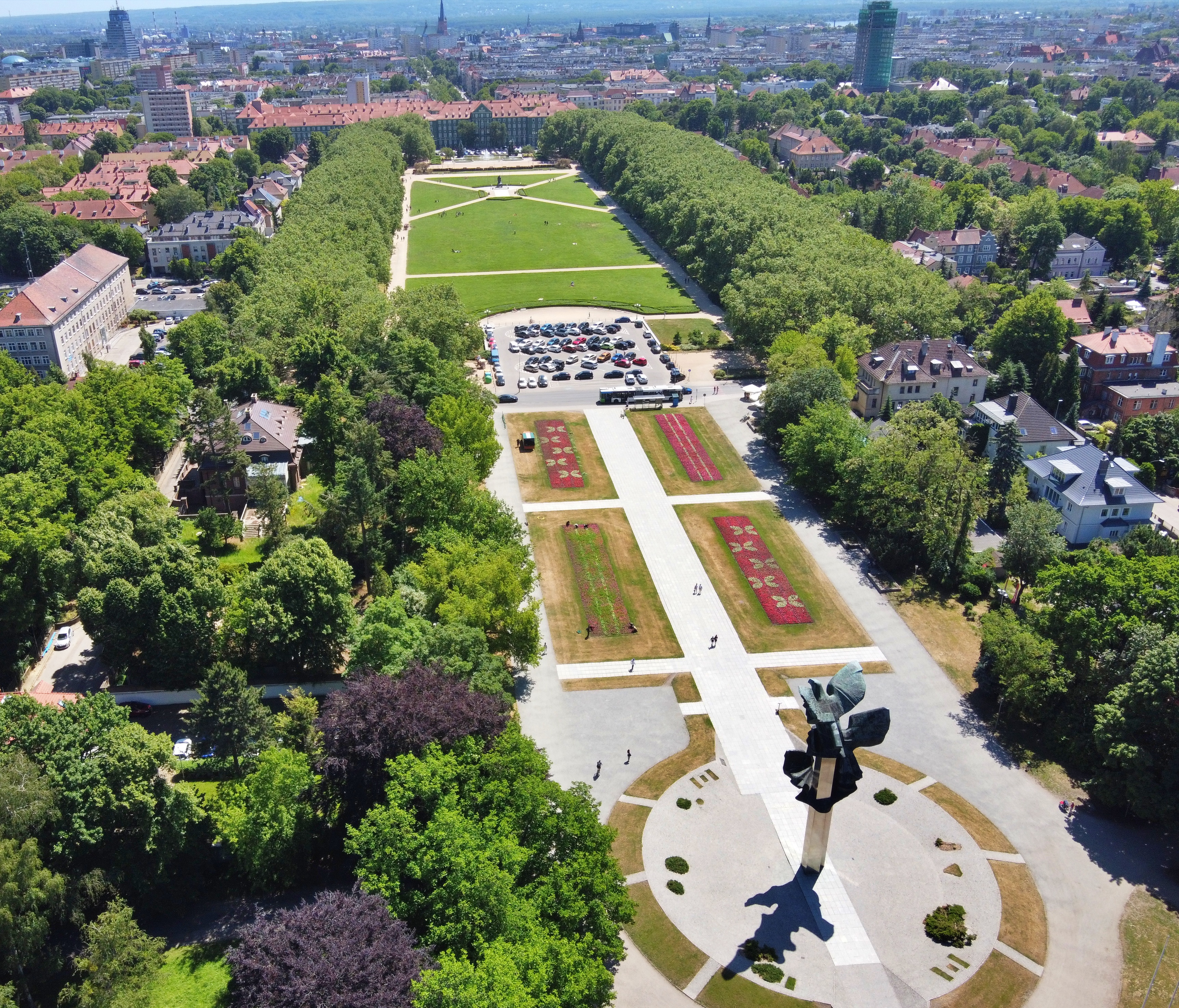
plac Jasne Błonia (Quistorp-Aue)

Nach 1945 übernahm die gründerzeitliche Neustadt mit ihrer überwiegend gut erhaltenen Blockrandbebauung anstelle der fast völlig zerstörten Altstadt die meisten Zentrumsfunktionen. Die Anlage der Neustadt ging auf die Initiative des langjährigen Oberbürgermeisters Hermann Haken zurück.
Ein dominierender Stadtmittelpunkt ist in der Neustadt nicht erkennbar, jedoch kann der Bereich um aleja Niepodległości („Unabhängigkeitsallee“) und plac Wyzwolenia („Befreiungsplatz“), vor dem Krieg zusammen Paradeplatz, zwischen Berliner Tor (heute Brama Portowa „Hafentor“) und dem Hotelhochhaus Radisson SAS als wichtigster Straßenzug der Innenstadt angesehen werden. Direkt neben dem Hotelgebäude befindet sich die Shopping-Mall Galaxy, das größte Einkaufszentrum der Stadt.
An der aleja Niepodległości sind einige Prachtbauten der Gründerzeit erhalten und restauriert, etwa ein neobarockes Gebäude, einst gebaut als Sitz der staatlichen Bank Pommersche Landschaft, die neugotische ehemalige Oberpostdirektion und mehrere Kaufhäuser.
Am Berliner Tor stößt rechtwinklig der plac Zwycięstwa („Siegesplatz“, bis 1945 Hohenzollernplatz) auf den genannten Straßenzug. Den Platz schmücken repräsentative Grünanlagen, in denen sich am westlichen Ende die neugotische Bugenhagenkirche (heute św. Wojciecha „Adalbertkirche“) erhebt; sie dient als katholische Garnisonskirche. Aus der gleichen Zeit stammt die benachbarte, im Stil des Jugendstils errichtete frühere evangelische Garnisonkirche, heute Herz-Jesu-Kirche (N. Serca Pana Jezusa).
In der südlichen Neustadt, zwischen Altstadt und Hauptbahnhof, entstanden vor dem Ersten Weltkrieg weitere repräsentative Großbauten, die heute, nach der Zerstörung ihrer städtebaulichen Umgebung, als Solitäre in einer Abfolge großer Grünanlagen stehen.
Nördlich des Bahnhofs, unmittelbar am Oderufer (Bollwerk, Bulwar Piastowski) steht die Hauptpost, ein Backsteinbau in maßvoller Neorenaissance. Die westlich anschließende Freifläche heißt plac Tobrucki („Tobrukplatz“). Das ehemalige Neue Rathaus am plac Stefana Batorego („Stephan-Báthory-Platz“, früher Rathausplatz) wurde nach Berliner Vorbild Rotes Rathaus genannt, es beherbergt heute Einrichtungen des Seeamtes. Das nahe ehemalige Stadthaus mit seinem hohen Jugendstilturm ist heute Sitz der Pommerschen Medizinischen Universität Stettin.
Die äußere Neustadt erinnert in ihrem städtebaulichen Grundriss an Pariser Vorbilder, in der Architektur der Einzelgebäude dagegen an Berlin. Große, gerade Straßenachsen schneiden sich an repräsentativen Sternplätzen, deren bekanntester der plac Grunwaldzki (früher Kaiser-Wilhelm-Platz) im Norden der Neustadt ist. Die Bebauung der einzelnen Parzellen erfolgte wie in Berlin mit Vorderhäusern, Seitenflügeln und Quergebäuden, wodurch zahlreiche enge Hinterhöfe entstanden. Die Bebauung der Neustadt ist überwiegend viergeschossig. Eine der größten Straßenachsen ist die Aleja Jedności Narodowej (früher Kaiser-Wilhelm-Straße), an deren Endpunkt das heutige Rathaus von Szczecin steht, ehemals als Landeshaus Sitz der Provinz Pommern. Hinter dem Rathaus liegt die Jasne Błonia („Helle Brache“, früher Quistorp-Aue), in der ein Denkmal Papst Johannes Pauls II. bereits zu dessen Lebzeiten errichtet wurde.
Nördlich der Altstadt, zwischen Oderufer und Grabower Anlagen, entstand von 1902 bis 1921 das bekannteste Bauensemble Stettins, die Hakenterrasse, heute Wały Chrobrego. Drei monumentale Großbauten stehen an dieser Uferstraße: die Seefahrthochschule, das Stadtmuseum (heute Theater und Meeresmuseum) sowie das Gebäude der Regierung von Pommern, das heute als Sitz der Wojewodschaft Westpommern weiterhin seiner ursprünglichen Funktion dient. Die flussseitige Straßenseite schmücken zwei Jugendstilpavillons und eine große Freitreppe zum tiefer liegenden Fluss.

### Äußere Stadtteile
Die äußeren Stadtteile Stettins sind von großen Grünanlagen durchzogen. Zu diesen gehört der Hauptfriedhof Stettin, im Stadtteil Scheune (polnisch Gumieńce) an der ulica Ku Słońcu („Straße zur Sonne“, früher Pasewalker Chaussee), mit 1,7 km² Fläche einer der größten Friedhöfe Europas. Er wurde auf Initiative des schon erwähnten Oberbürgermeisters Haken angelegt, der hier auch begraben liegt.
Der nördlich angrenzende Stadtteil Pogodno, die frühere Villenkolonie Braunsfelde, ist Heimat des Fußballvereins Pogoń Szczecin. Nördlich dieses Stadtteils liegt der Park Leśny Arkónski („Arkona-Waldpark“, früher Eckerberger Wald), ein wichtiges Ausflugsziel. Nicht weit davon liegt der schöne jezioro Głębokie („Tiefer See“, früher Glambecksee) im Park Leśny Głębokie.
Größere Plattenbausiedlungen liegen am westlichen Rand von Pogodno (Zawadzkiego, Somosierry), im Süden von Pogodno (Kaliny, Przyjaźni), in Niebuszewo (Zabelsdorf, Książąt Pomorskich) sowie im südlichen Stadtteil Pomorzany (Wzgórze Hetmańskie).

## Geschichte

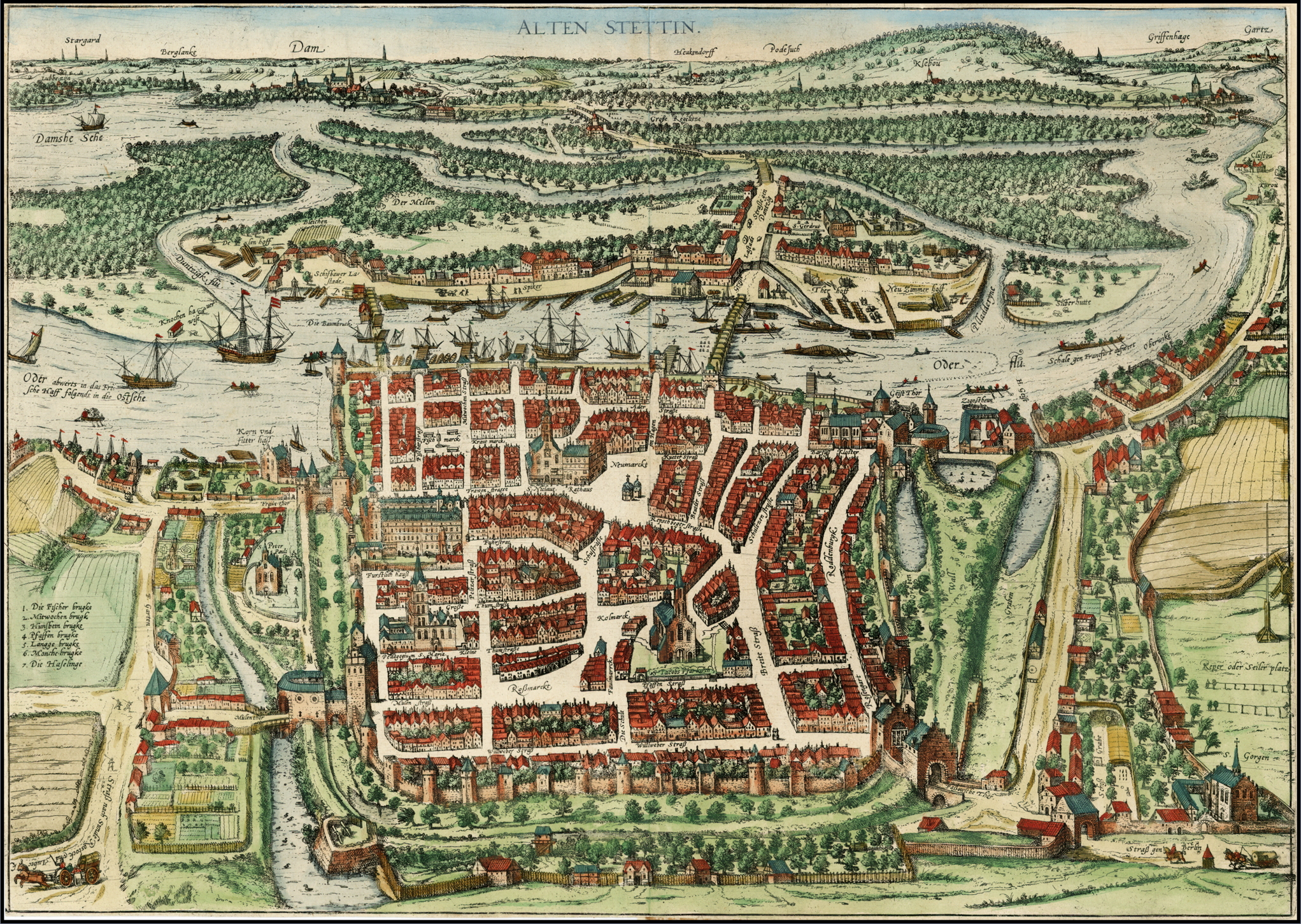
Stettin um 1580 (Frans Hogenberg)

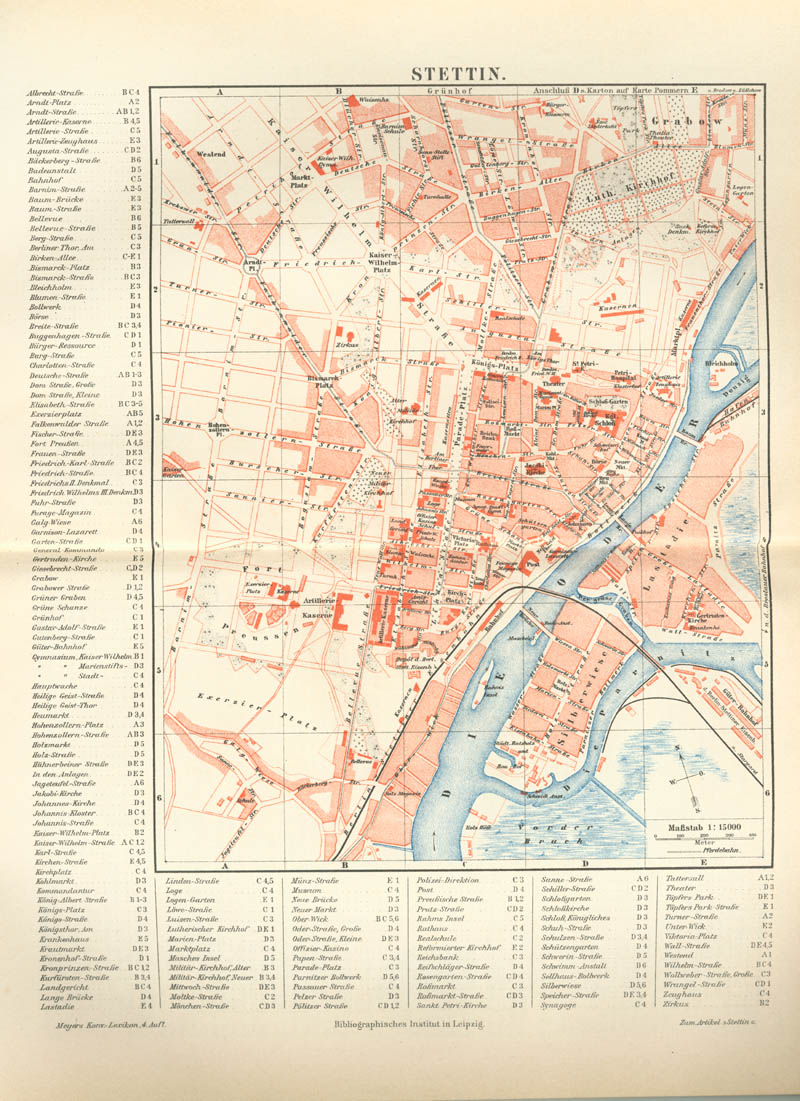
Stettin um 1888

### Mittelalter
Im Jahr 967 annektierte Mieszko I. Pommern zusammen mit Stettin für Polen. Das damalige Stettin bestand aus drei Teilen: der Festung, der Vorstadt und dem Hafen. Bis etwa 1007 stand Stettin unter der Herrschaft von Bolesław Chrobry. Das militärische Engagement des polnischen Herrschers in Tschechien und der Konflikt mit Deutschland veranlassten die pommerschen Magnaten zur Sezession. Der antichristliche Aufstand in Verbindung mit dem Aufstand der örtlichen Aristokratie führte zur Unabhängigkeit von Stettin und anderen pommerschen Städten.
Stettin entwickelte sich aus einer frühmittelalterlichen Siedlung, die wahrscheinlich von den Ukranen gegründet worden war.
Ende 1121 kehrte Herzog Bolesław Schiefmund mit Stettin zu Polen zurück, und Herzog Warcisław I. erkannte die polnische Oberhoheit an und huldigte Schiefmund und gründete die Griffin-Dynastie, die Stettin über 500 Jahre lang regierte.
Die Stadt Stettin entstand durch den Zusammenschluss einer pomoranischen und zweier benachbarter deutscher Siedlungen, denen der pommersche Herzog Barnim I. 1237/1243 das Stadtrecht verlieh. Danach wuchsen die Stadtteile schnell zusammen, und Stettin wurde zu einem bedeutenden Handelsplatz. 1278 erfolgte die Aufnahme in den Hansebund. Herzog Otto I. machte Stettin 1309 zur Residenzstadt Pommerns.
1451 und 1464 wütete die Pest in der Stadt.

### Frühe Neuzeit

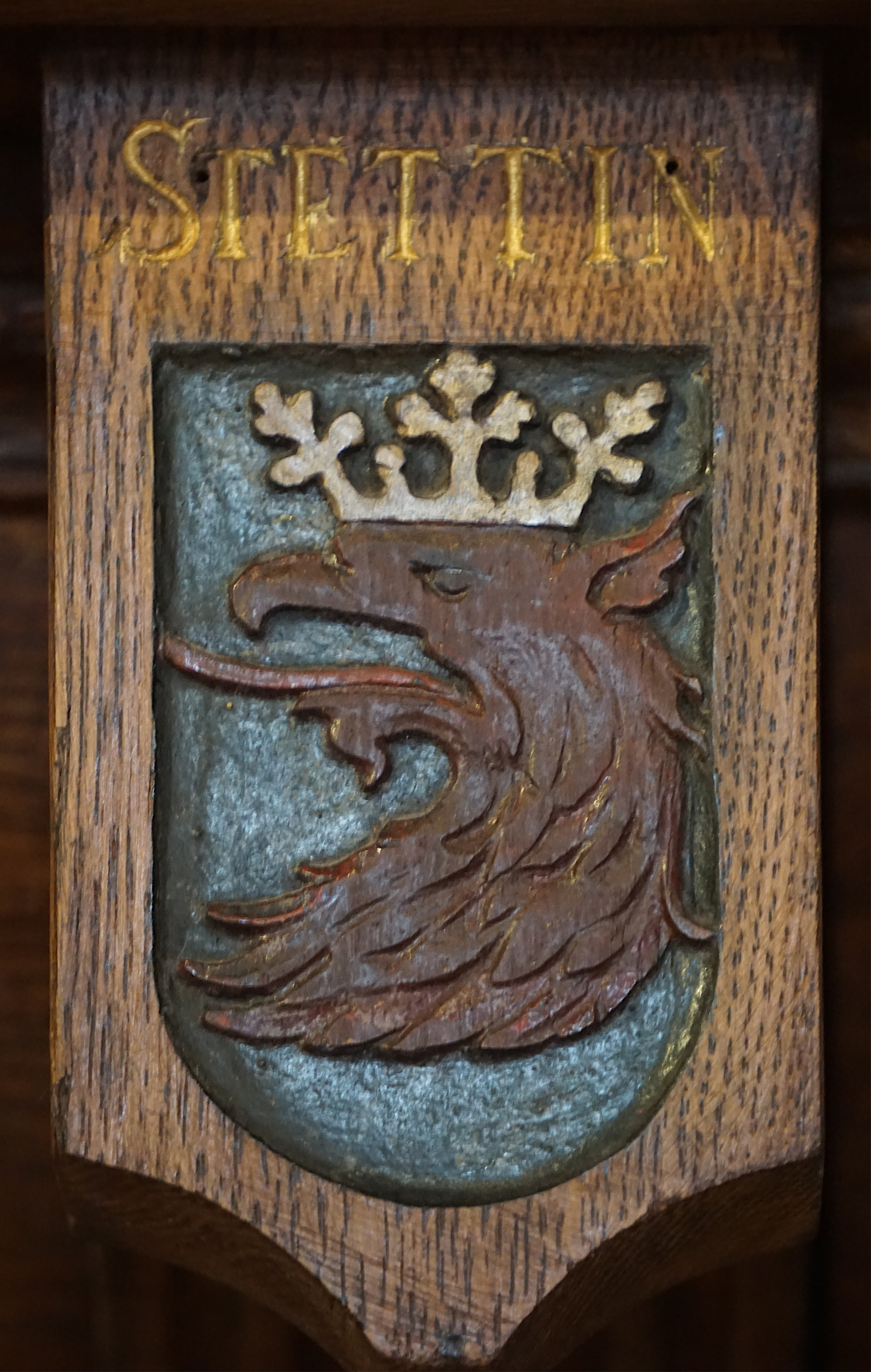
Wappen von Stettin im Plenarsaal des altstädtischen Rathauses in Danzig

Nach Einführung der Reformation wurde in Stettin die erste weltliche Hochschule Pommerns, das Pädagogium, gegründet. 1570 fand hier der Stettiner Friedenskongress statt, der den Nordischen Siebenjährigen Krieg beendete. Herzog Johann Friedrich (reg. 1569–1600) baute das Schloss zu einer Residenz im Renaissancestil aus und verlieh ihm im Wesentlichen das heutige Erscheinungsbild. 1637 starb hier Herzog Bogislaw XIV. als letzter Greifenherzog.
Von 1630/1637 bis 1713/1720 war Stettin in schwedischer Hand. Als Sitz der schwedischen Provinzialverwaltung und wichtige Festung, die den nördlichsten Oderübergang sicherte, wurde sie in den Kriegen der schwedischen Großmachtzeit mehrmals belagert. 1659 widerstand sie den Belagerern, aber 1677 während des Schwedisch-Brandenburgischen Krieges eroberte Kurfürst Friedrich Wilhelm von Brandenburg die Stadt, wobei sie starke Zerstörungen erlitt, musste sie aber wieder abgeben. 1713 besetzte nach der Einnahme der Stadt durch russische und sächsische Truppen in der Belagerung von Stettin der preußische König Friedrich Wilhelm I. als neutrale Macht die Stadt und erwarb sie endgültig durch den Frieden von Stockholm im Jahr 1720. Die Preußen siedelten wichtige Verwaltungseinrichtungen an und bauten Stettin weiter zu einer Festungsstadt aus. Das Altpreußische Infanterieregiment No. 7 wurde nach Stettin verlegt, und Stettin wurde so zur preußischen Garnisonsstadt. Der Soldatenkönig ließ die Stadt wieder aufbauen, als Festungs-, Verwaltungs- und Garnisonsstadt, mit zahlreichen Neubauten. Der Sitz der pommerschen Regierung und der Kriegs- und Domänenkammer wurden von Stargard nach Stettin verlegt, 1738 auch das Konsistorium und ein Teil des Hofgerichts.

### 19. Jahrhundert

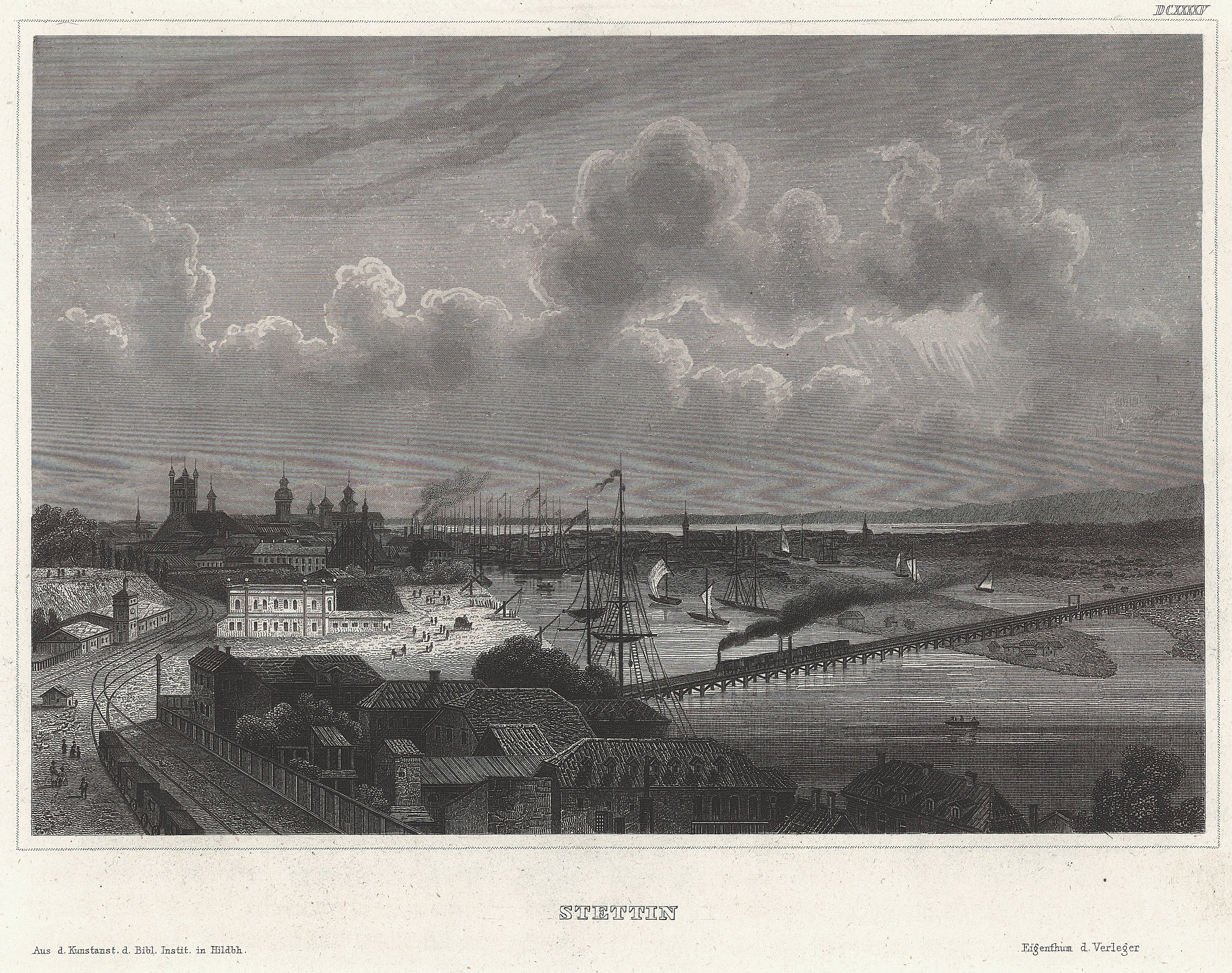
Blick auf Stettin ca. 1850

Während der Napoleonischen Kriege wurde die Festung Stettin 1806 von den Franzosen kampflos eingenommen, die die Stadt bis 1813 besetzt hielten.
Im Jahr 1815 wurde Stettin Hauptstadt der preußischen Provinz Pommern. Zum 1. Januar 1818 wurde mit Austritt aus dem Kreis Randow der Stadtkreis Stettin gegründet. Mit der Eröffnung der Eisenbahnlinie Stettin–Berlin und der Erweiterung des Hafens entwickelte sich die Stadt auch zu einem wichtigen Industriestandort. Nach der Entfestung ab 1870 vergrößerte sich die Stadt durch neue Wohngebiete und Eingemeindungen. 1879 wurde auf einer Anhöhe vor der Stadt ein Krankenhaus mit 300 Betten eröffnet. Im gleichen Jahr entstand das Landgericht Stettin und das Oberlandesgericht Stettin. Stettin beherbergte verschiedene Verwaltungsbehörden, die zum Teil auch als Schulen dienten. Die Preußische Marine errichtete 1851 die Marineschule Stettin, die erhalten ist und weiter für die Ausbildung von Seeleuten dient.

### 20. und 21. Jahrhundert
An Bildungs- und Lehranstalten verfügte Stettin im Jahr 1909 über drei Gymnasien, wie das an der Petrihofstraße (heutige Mieczysława-Niedziałkowskiego-Straße), zwei Realgymnasien, zwei Lehrerinnenseminare, eine Maschinenbauschule, eine Baugewerkschule, eine Seemannsschule, eine Navigationsschule, eine Landwirtschaftsschule, eine Handelsschule, eine Hebammenlehranstalt mit angeschlossener Frauenklinik, eine Taubstummenanstalt und eine Blindenanstalt. Der Wirtschaft stand in der Stadt eine Börse zur Verfügung.
1913 erfolgte die Grundsteinlegung für den Stettiner Bismarckturm am linken Oderhochufer in Stettin-Gotzlow, der 1921 – verzögert durch den Ersten Weltkrieg – als Denkmal und Aussichtsturm eingeweiht wurde. 1928 wurde das Pommersche Landesmuseum eröffnet. Auf Beschluss des pommerschen Provinziallandtags von 1929 wurde die überalterte und nicht mehr ausbaufähige Provinzial-Hebammen-Lehranstalt und Frauenklinik in der Innenstadt (Karkutschstraße) in die Landesfrauenklinik der Provinz Pommern (LFK) umgewandelt. Unter Leitung des Gynäkologen und Institutsdirektors Siegfried Stephan wurde für die LFK zwischen 1929 und 1931 in einem ruhigen Außenbezirk (Roonstraße 7, südöstliche Ecke des Quistorpparks und des Westendsees) ein großzügiger Neubau errichtet. Die Synagoge zu Stettin wurde 1938 bei den Novemberpogromen zerstört.
Um 1935 hatte Stettin unter anderem über zwanzig Hotels, zahlreiche Pensionen, etwa fünf Dutzend Gasthöfe und Restaurants, 18 Cafés, ein Dutzend Weinstuben, über zwanzig Bankhäuser, eine Akkumulatorenfabrik, eine Anker- und Kettenfabrik, eine Automobilfabrik (Stoewer-Werke AG), eine Backofenfabrik, eine Billardfabrik, sieben Bootsbauereien, sieben Chemie-Fabriken, zahlreiche Metallwaren-Fabriken, einen Orgelbauer, zwei Papierfabriken, zahlreiche Reedereien, fünf Schiffsbauanstalten (Werften), sehr viele Lebensmittelfabriken, über drei Dutzend Molkereien, drei Mühlen, vier Brauereien sowie eine hohe Anzahl von Einzelhandelsgeschäften, Handwerks- und Dienstleistungsbetrieben und Großhandlungen.
1939 wurde durch die Eingemeindung der Städte Altdamm und Pölitz sowie weiterer 36 Gemeinden Groß-Stettin geschaffen. Die rund tausend Stettiner Juden waren die ersten auf deutschem Gebiet, die von den Nationalsozialisten ins nun besetzte Polen deportiert wurden: Am 12. Februar 1940 erfolgte ihre Verhaftung im ganzen pommerschen Regierungsbezirk Stettin.
Im Zweiten Weltkrieg richteten in den Jahren 1943 und 1944 Bombenangriffe des Bomber Command der Royal Air Force große Schäden an, denen die Altstadt inklusive des Hafengebiets zu 90 Prozent, das übrige Stadtgebiet zu 70 Prozent zum Opfer fielen. Noch am 11. April 1944 erfolgte ein Tagesangriff der 8. US-Bomberflotte auf die Flugzeugmotorenfabrik „Pommersche Motorenwerke GmbH“ im Vorort Arnimswalde/Załom.
Ab dem 18. April 1945 wurde die „Festung“ Stettin gegen die Rote Armee verteidigt, am 25. April 1945 jedoch aufgegeben und am Tag darauf von der Roten Armee kampflos eingenommen.
Nach Kriegsende wurden die in Pommern eroberten Gebiete mit Ausnahme militärischer Sperrgebiete seitens der sowjetischen Besatzungsmacht der Volksrepublik Polen zur Verwaltung unterstellt. Der genaue Verlauf der Demarkationslinie zwischen der Sowjetischen Besatzungszone und der Besatzungszone der Westmächte, die an der Seite der Sowjetunion gekämpft hatten, war im Stettiner Raum jedoch vorerst noch unklar, so dass die Rote Armee zunächst davon absah, das westlich der Oder gelegene Stettin den polnischen Behörden zu unterstellen. Sie setzte in der Stadt eine neugebildete deutsche Verwaltung ein, zunächst ab dem 2. Mai 1945 unter Erich Spiegel als Bürgermeister, der am 26. Mai 1945 durch den KPD-Politiker Erich Wiesner abgelöst wurde. Am 5. Juli 1945 wurde das gesamte Stettiner Gebiet jedoch von der sowjetischen Kommandantur der Volksrepublik Polen unterstellt (siehe auch Schweriner Grenzvertrag). (Alliierte Vereinbarungen sahen Anfang August einen Grenzverlauf „unmittelbar westlich von Swinemünde und von dort die Oder entlang bis zur Einmündung der westlichen Neiße“ vor, die Oder-Neiße-Linie.) Gleichzeitig erfolgte die Ablösung der deutschen Stadtverwaltung unter Absetzung des Bürgermeisters Wiesner, und in der in  Szczecin umbenannten Stadt begann die Zuwanderung von Polen, die mit der Vertreibung der einheimischen Einwohner durch die polnische Administration einherging. Die neu angesiedelten Bewohner waren zum Teil im Zuge der Zwangsumsiedlung von Polen aus den ehemaligen polnischen Ostgebieten 1944–1946 vertrieben worden. Stettin wurde als Hauptstadt der gleichnamigen Woiwodschaft und unter Reaktivierung von Industrie, Bildungseinrichtungen etc. wiederaufgebaut. Der Hafen wurde erst 1955 von der Sowjetunion an Polen übergeben.
Im Aufstand vom Dezember 1970 in Polen und bei den August-Streiks 1980 wurde Stettin neben Danzig zur Keimzelle der Gewerkschaftsbewegung Solidarność. 1972 machte die katholische Kirche Stettin zum Bistumssitz. Am 27. Mai 1990 wurde die erste demokratische Kommunalwahl durchgeführt. In Stettin wurde am 15. Dezember 1995 der Gründungsvertrag der Euroregion Pomerania zwischen polnischen und deutschen Partnern unterzeichnet. 1999 wurde Stettin im Zuge einer Verwaltungsreform Hauptstadt der neuen Woiwodschaft Westpommern. Piotr Krzystek ist seit dem 4. Dezember 2006 Stadtpräsident. Seit 2012 wird die Agglomeration Stettin als grenzüberschreitender Ballungsraum zu einer europäischen Metropolregion im Anschluss an Berlin entwickelt.

### Bevölkerungsentwicklung
|  | Jahr/Datum | Einwohner |
|  | ---------- | --------- |
|  | 1350       | 9.000     |
|  | 1470       | 9.500     |
|  | 1560       | 13.000    |
|  | 1586       | 11.200    |
|  | 1600       | 12.200    |
|  | 1627       | 12.500    |
|  | 1709       | 10.900    |
|  | 1720       | 12.360    |
|  | 1740       | 12.360    |
|  | 1750       | 12.966    |
|  | 1756       | 13.533    |
|  | 1760       | 11.088    |
|  | 1763       | 12.483    |
|  | 1782       | 15.372    |
|  | 1794       | 16.700    |
|  | 1812       | 21.255    |
|  | 1816       | 21.528    |
|  | 1831       | 27.399    |
|  | 1852       | 48.028    |
|  | 1861       | 58.487    |
|  | 1875       | 80.972    |
|  | 1885       | 91.756    |
|  | 1889       | 99.543    |
|  | 1890       | 116.228   |
|  | 1900       | 210.702   |
|  | 1905       | 224.119   |
|  | 1910       | 236.113   |
|  | 1925       | 254.466   |
|  | 1933       | 270.747   |
|  | 1939       | 268.421   |
|  | 1960       | 269.400   |
|  | 1970       | 338.000   |
|  | 1975       | 369.700   |
|  | 1980       | 388.300   |
|  | 2002       | 413.600   |
|  | 2004       | 419.000   |
|  | 2005       | 413.638   |
|  | 2006       | 409.068   |
|  | 2007       | 407.811   |
|  | 2009       | 406.427   |
|  | 2011       | 407.811   |
|  | 2015       | 405.657   |
|  | 2018       | 403.274   |
|  | 2019       | 402.067   |

## Ortsname
Der Ortsname leitet sich entweder von einem slawischen Ortsnamen ab, der mit den polnischen Wörtern szczyt (Anhöhe) oder szczeć (eine Grasart) verbunden wird. Oder er könnte sich auf einen Personennamen Ščeta beziehen, also z. B. einen ehemaligen Besitzer oder Bewohner. Auch ein Ursprung im Wort szczecina (Borsten) wird diskutiert, was zum altnordischen Namen Burstaburg passen würde. Der polnische Name erscheint zuerst 1273 in einer lateinischen Urkunde als Sczecin. Die kaschubische Namensform ist Szczecëno. Auf die slawischen Namen geht wiederum die deutsche Namensform zurück.
Der deutsche Ortsname Stetin findet sich zuerst in Urkunden aus den Jahren 1140 und 1223. Altnordische Quellen übersetzten ihn Ende des 12. Jahrhunderts mit ‚Burstaborg‘ (und Kamień/Cammin mit ‚Steinsborg‘). Ab dem 15. Jahrhundert kam es zur Verdoppelung des zweiten „t“, was bald allgemein üblich wurde und zu Stettin führte. Ungefähr gleichzeitig wurde die Stadt zur Unterscheidung von dem 1310 gegründeten Neustettin immer allgemeiner auch Alten-Stettin genannt. Bis Anfang des 19. Jahrhunderts wurden die Schreibweisen Alt-Stettin, Altstettin und Stettin nebeneinander angewendet, bis sich schließlich wieder das einfachere Stettin durchsetzte, was seitdem der Ortsname in deutscher Sprache ist. Das polnische Szczecin ist seit dem 19. Mai 1946 die amtliche Bezeichnung der Stadt.

## Religion

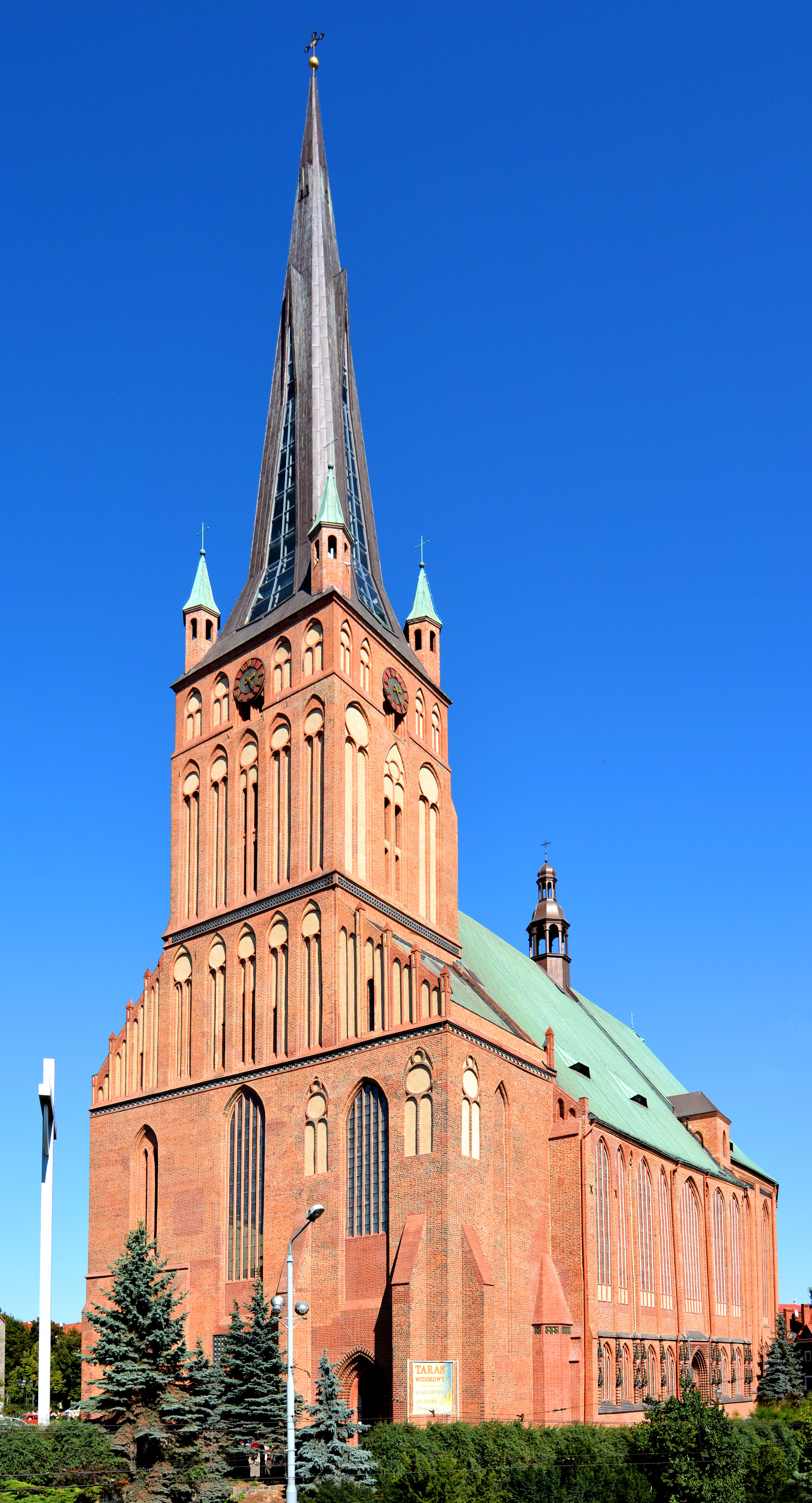
Jakobikirche, Westfassade

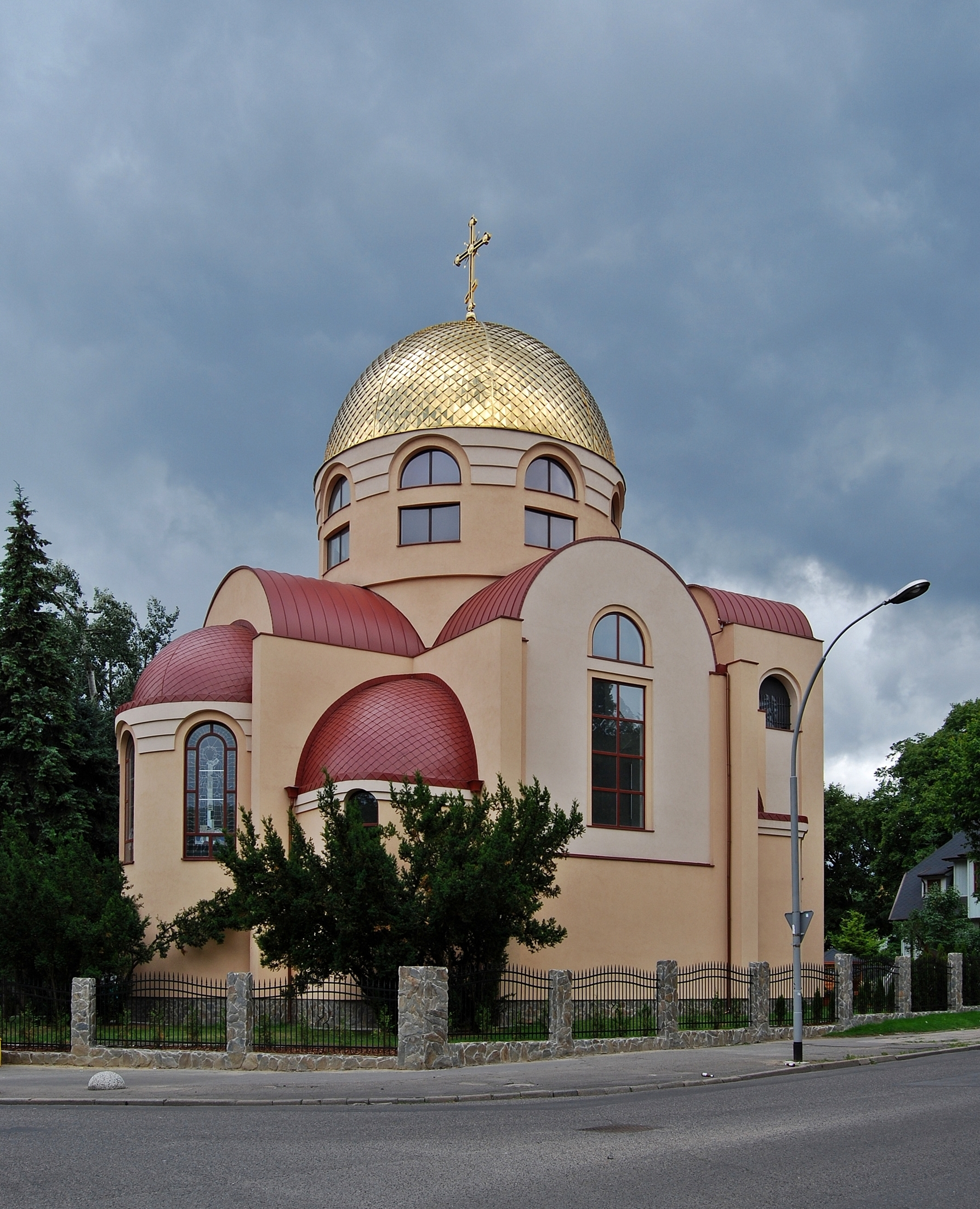
Orthodoxe Kirche św. Mikołaja

### Überblick
Die Bevölkerung Stettins, so wie ganz Pommerns, war mit der Reformation evangelisch geworden, so dass die Einwohnerschaft Stettins bis Kriegsende 1945 mehrheitlich dem evangelischen Glaubensbekenntnis angehörte. Anfang des 20. Jahrhunderts hatte Stettin neun evangelische Kirchen, von denen die in ihrer heutigen Gestalt spätgotische Petrikirche (1124 gegründet) als erste christliche Kirche in Pommern und die Jakobikirche (aus der zweiten Hälfte des 14. Jahrhunderts) wegen der Größe bemerkenswert sind. Neu waren die Lutherkirche, die St.-Gertrud-Kirche und die Bugenhagenkirche (1907 noch im Bau). Außerdem waren vorhanden: eine altlutherische sowie eine katholische Kirche, vier Baptistenkapellen und eine Synagoge.

### Christentum

#### Evangelische
1905 waren 93,3 % der Stettiner evangelisch und 3,9 % katholisch. Die Eintragungen über Taufen, Eheschließungen und Todesfälle der evangelischen Kirchenmitglieder in Stettin sind seit 1603 vorhanden und befinden sich heute im Evangelischen Zentralarchiv in Berlin. Zwischen 1945 und 1948 endete mit dem völligen Bevölkerungstausch die evangelische Zeit in Stettin: von ehemals 15 Stadtgemeinden besteht noch eine, deren Zentrum die ehemalige Gertrudenkirche (heute: Św. Trójcy/St.-Trinitatis-Kirche) an der Großen Lastadie (heute: ul. Energetyków) ist. Sie gehört zur Diözese Breslau der Evangelischen Kirche Augsburger (lutherischer) Konfession in Polen, die etwa 0,3 % der Gesamtbevölkerung umfasst.

#### Römisch-Katholische
Die seit 1945 und Vertreibung der einheimischen Stadtbewohner anwesende polnische Einwohnerschaft gehört mehrheitlich der katholischen Kirche an. 1972 wurde ein katholisches Bistum mit Sitz in Stettin eingerichtet, das 1992 zum Erzbistum Stettin-Cammin erhoben wurde. Die zwangsenteignete Jakobikirche im Zentrum der Stadt, bis 1945 Gotteshaus der evangelischen Gemeinde Stettins, wurde zur katholischen Kathedrale.

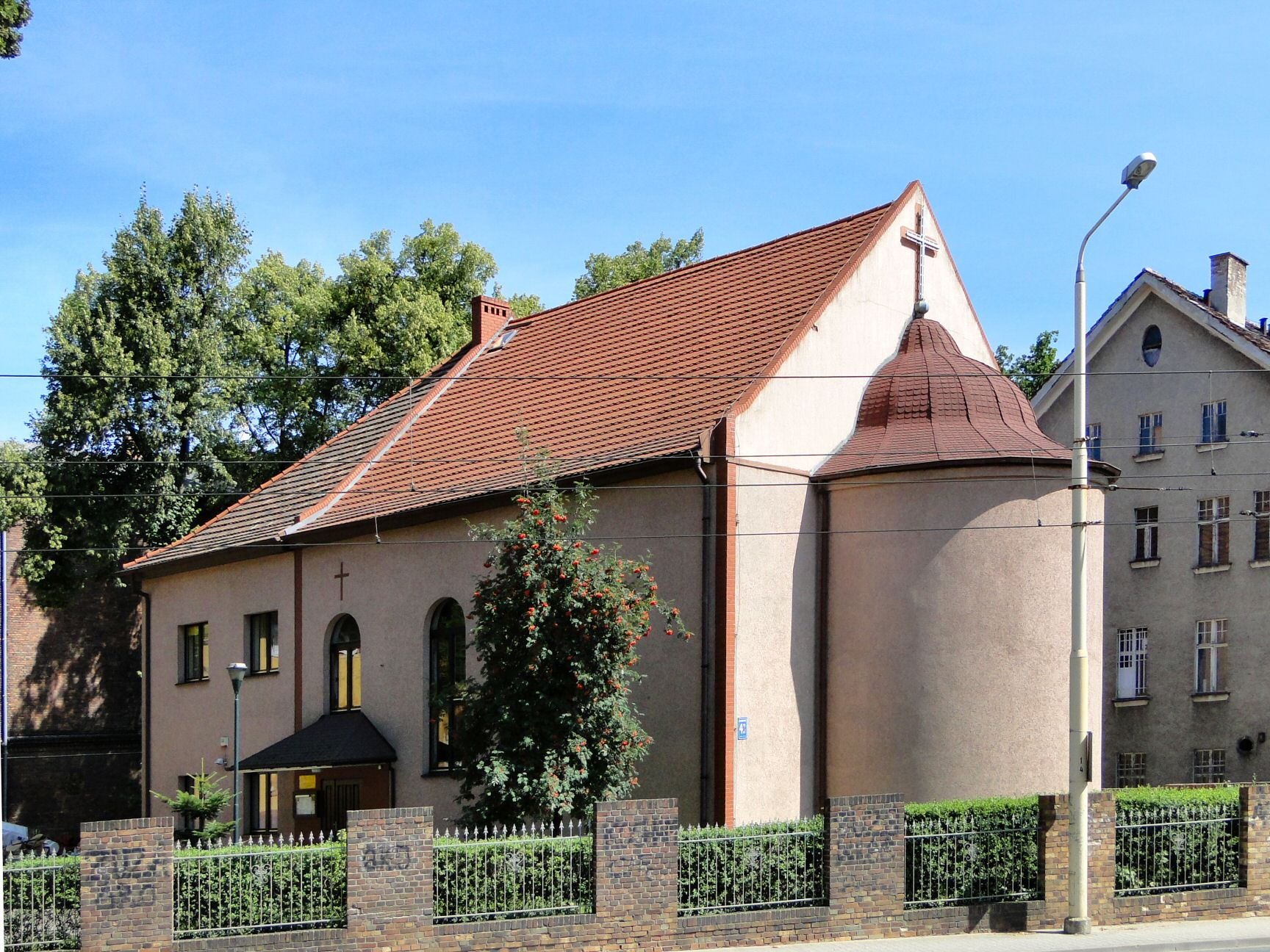
Ukrainische griechisch-katholische Kirche in der ul. Mickiewicza

#### Griechisch-Katholische/Orthodoxe
Die in großer Zahl in Stettin lebenden Ukrainer gehören überwiegend der Ukrainischen griechisch-katholischen Kirche, aber auch der Polnisch-Orthodoxen Kirche an. Die griechisch-katholische Kirche befindet sich auf dem Gelände des früheren Bethanienstifts an der ul. Mickiewicza. Die Orthodoxe Kirche benutzt einen Neubau, der stellt die zweite Kathedralkirche des Bistums Breslau-Stettin dar.

#### Altkatholiken
Die polnischen Altkatholiken benutzen heute als Gotteshaus die 1124 gegründete, älteste Kirche Stettins und Pommerns, die im Zweiten Weltkrieg nur gering beschädigt wurde, die Petrikirche.

### Buddhisten
Stettin gilt auch als eines der Zentren des Buddhismus in Polen. Unter anderem befindet sich hier der Sitz der „Misja Buddyjska“ (Buddhistischen Mission), einer Dachorganisation buddhistischer Gruppen in Polen. Mit der Eröffnung einer „Buddhistischen Bibliothek“ im Rahmen der Pommerschen Bibliothek durch den Dalai Lama im Mai 2000 wurde die Bedeutung Stettins gewürdigt. 2005 fanden auf Einladung der polnischen Buddhisten der Jahreskongress der Europäischen Buddhistischen Union und das Treffen der „Buddhist Teachers in Europe“ in Stettin statt.

### Juden
Die Stettiner Synagoge wurde während der Reichspogromnacht niedergebrannt. Seit Juni 1946 besteht wieder eine jüdische Gemeinde in Stettin, die ihr eigenes Gräberfeld auf dem Hauptfriedhof hat.

## Kultur

### Bibliotheken
Die Książnica Pomorska (Pommersche Bibliothek) in Stettin ist die umfangreichste Bibliothek der Woiwodschaft Westpommern. Sie besitzt auch viele Vorkriegsbestände aus der ab 1905 von Erwin Ackerknecht geleiteten ehemaligen Stettiner Stadtbücherei. Die Broschüre Schätze der Pommerschen Bibliothek Stettin gibt einen guten Überblick zu den derzeitigen Beständen.

### Nationalmuseum Stettin

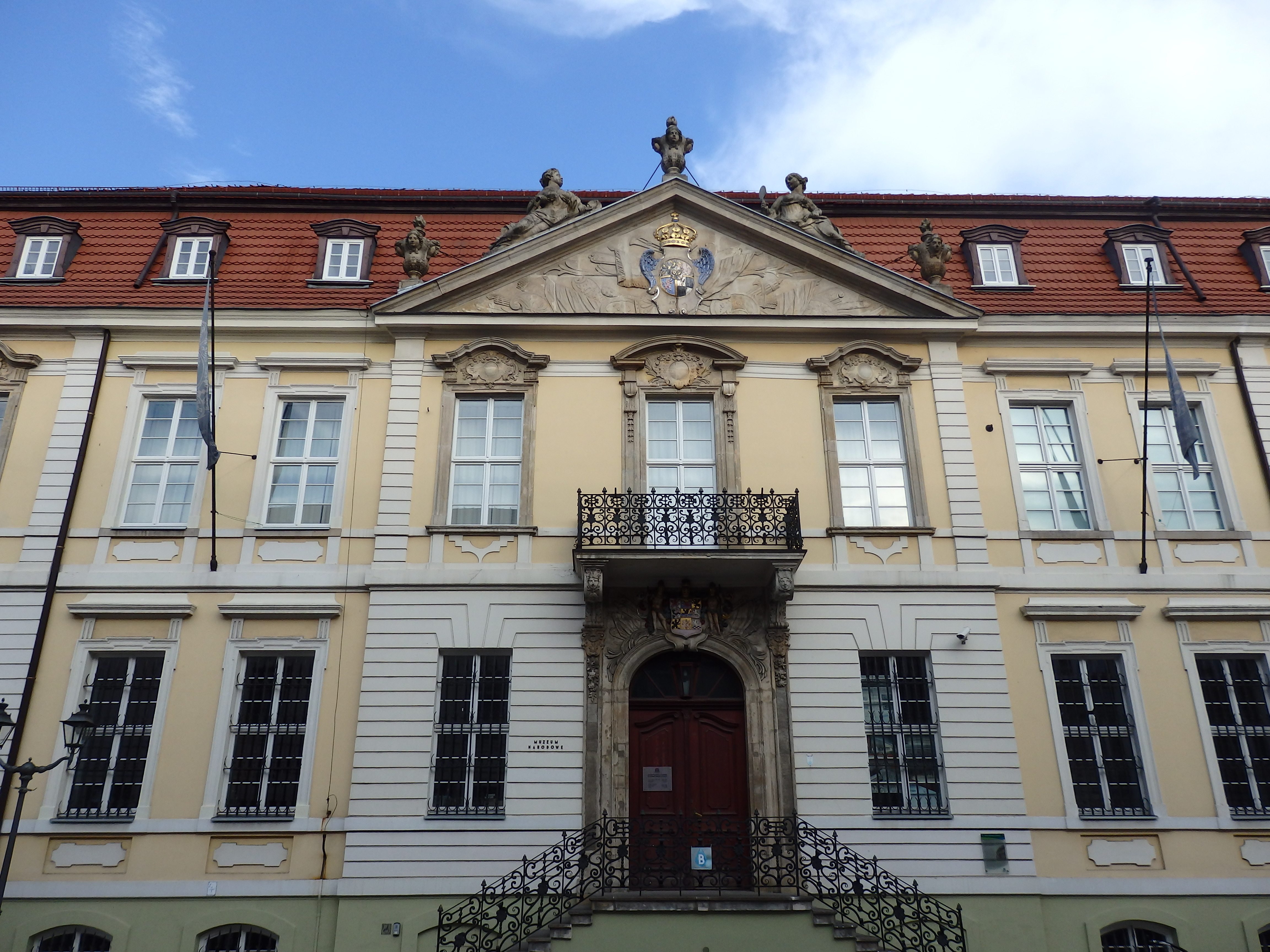
Pommersches Ständehaus, heute Teil des Nationalmuseums Stettin

Nach Umzug des Provinziallandtags Pommern 1928 in das Neue Landeshaus (1924–1928 von Georg Steinmetz) wandelte der Eigentümer des alten Ständehauses (1726–1729 von Gerhard Cornelius von Walrave; auch Altes Landeshaus genannt), der Provinzialverband Pommern, den Bau in ein Museum für die 1913 von der Gesellschaft für pommersche Geschichte und Altertumskunde gegründete Sammlung pommerscher Altertümer, die 1934–1945 als Pommersches Landesmuseum firmierte. Nach 1945 wurde das ehemalige, zerstörte Landesmuseum und das kaum beschädigte ehemalige Städtische Museum Stettin an der Hakenterrasse zum Museum für Westpommern vereint, wobei das Ständehaus nach seinem Wiederaufbau als hauptsächliches Ausstellungsgebäude hinzukam. Seit 1970 bilden beide Häuser unter dem Bezeichnung „Nationalmuseum Stettin“ einen Verbund. Es zeigt Kunst der Region vor allem im Ständehaus, im Bau an der Hakenterrasse die Archäologie- und Meeresabteilungen.

### Kandidatur als Kulturhauptstadt Europas
Stettin kandidierte als Kulturhauptstadt Europas für das Jahr 2016, die Entscheidung fiel aber letztlich zugunsten der schlesischen Stadt Breslau. Stettin könnte für das Jahr 2029 erneut als Kulturhauptstadt nominiert werden.

### Lokale Küche
Die berühmtesten lokalen Gerichte sind Stettiner Pastetchen und paprykarz szczeciński.

### Medien
Der lokale öffentlich-rechtliche Fernsehsender ist TVP Szczecin, daneben gibt es mehrere Privatsender. Zu den bedeutendsten Zeitungen gehören Głos Szczeciński und Kurier Szczeciński. In Stettin wird seit 1907 eines der ältesten Kinos der Erde betrieben. Es wurde 1907 von Otto Blauert als Helios Welt-Kino-Theater gegründet. Seit der Übernahme Stettins durch Polen 1945 und der Vertreibung der Deutschen nennt es sich das Kino Pionier 1907.

## Sport
Der Sportverein Pogoń Stettin vertritt die Stadt im Handball in der erstklassigen Superliga sowie im Fußball in der erstklassigen Ekstraklasa. Die Heimspiele der ersten Fußballmannschaft der Herren trägt der Sportverein im Florian-Krygier-Stadion im Stadtteil Pogodno aus. Der ebenfalls im Fußball, vor allem aber im Wasserball erfolgreiche Sportverein Arkonia Stettin besitzt eigene Sportstätten am Eckerberger Wald.
Größtes Leichtathletikstadion Stettins ist das Wiesław-Maniak-Stadion im Stadtteil Klonowica. Ferner besitzt Stettin mit der Zbysław-Zając-Radrennbahn eine der ältesten noch intaktiven Freiluftradrennbahnen Europas. Sämtliche Sporteinrichtungen sind Eigentum der Stadt.
Stettin war darüber hinaus bereits Gastgeber mehrerer internationaler Sportveranstaltungen, wie der Europameisterschaft im Schwimmen oder der Europameisterschaft im Volleyball. Seit 2014 besitzt die Stadt ferner mit der Netto-Arena eine Multifunktionshalle für Leichtathletik, Gymnastik, Handball, Volleyball, Basketball, Tennis, Badminton sowie verschiedene Kampfsportarten.
Große überregionale Bedeutung genießt in Stettin der Rudersport. Die Stadt beherbergt ein Leistungszentrum des polnischen Ruderverbandes und mehrere Rudervereine, deren Mitglieder bereits erfolgreich Medaillen bei Ruderweltmeisterschaften und den Olympischen Spielen gewinnen konnten.

## Wichtige Bauwerke, Straßen und Plätze

### Altstadt

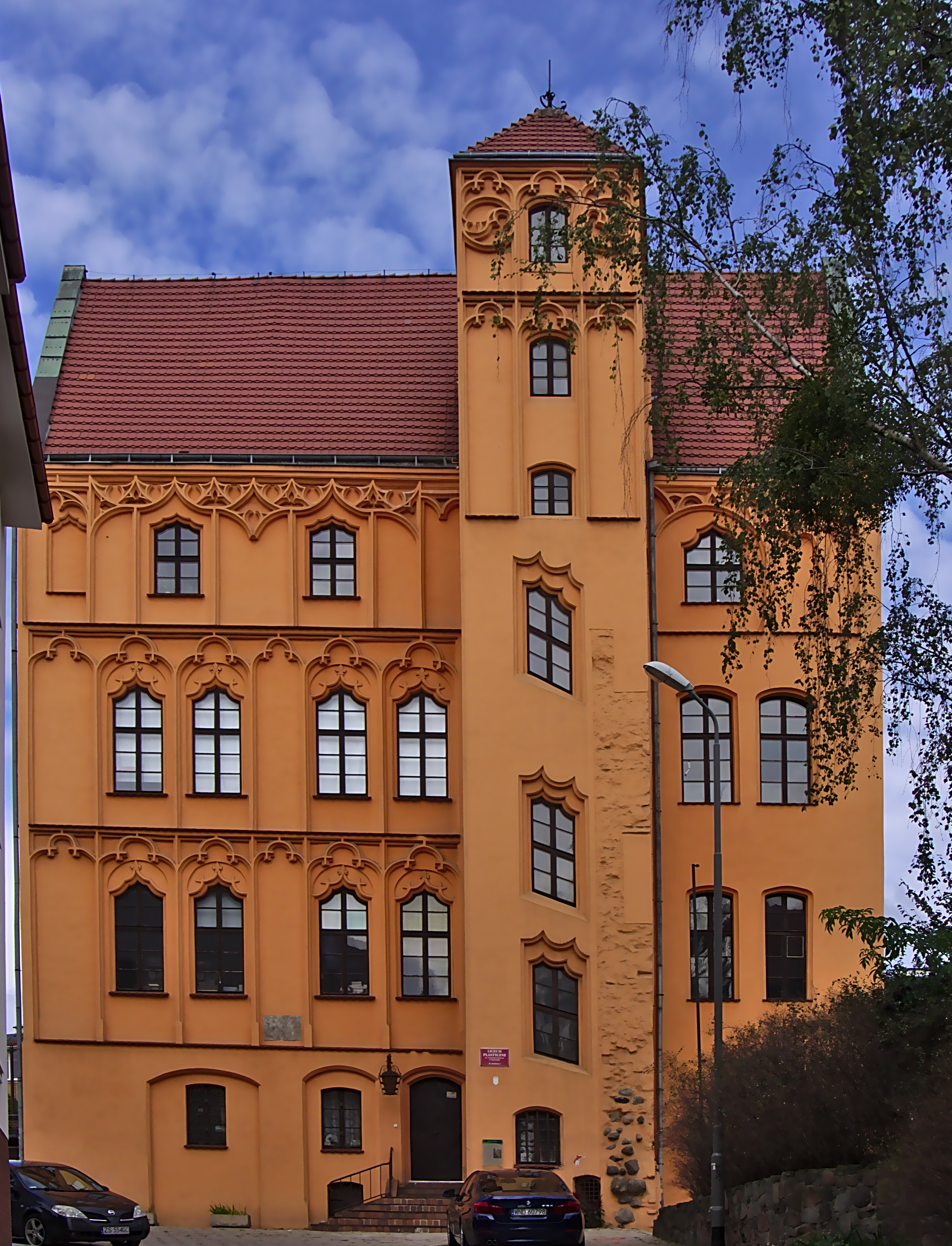
Loitzhaus

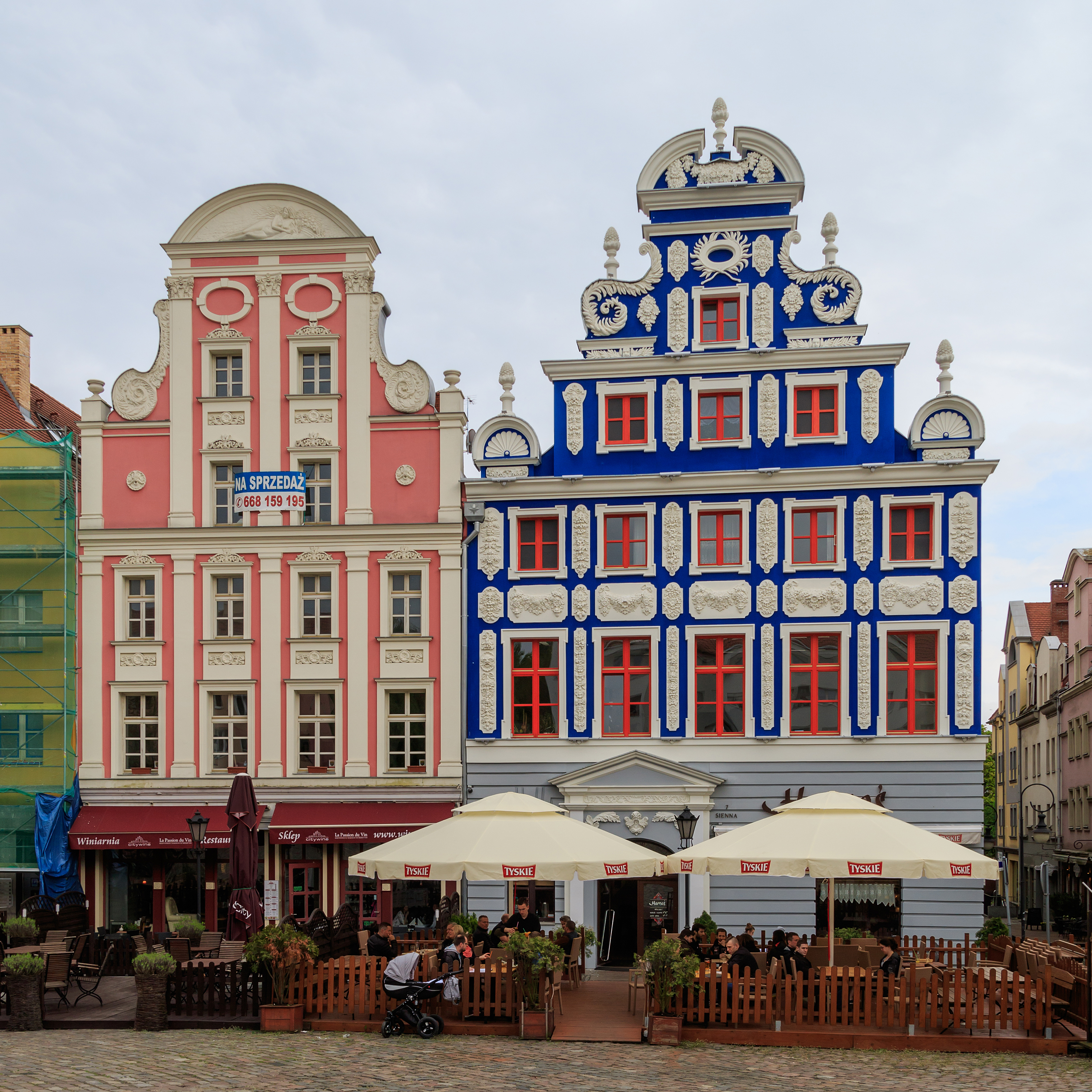
Fassaden am Heumarkt

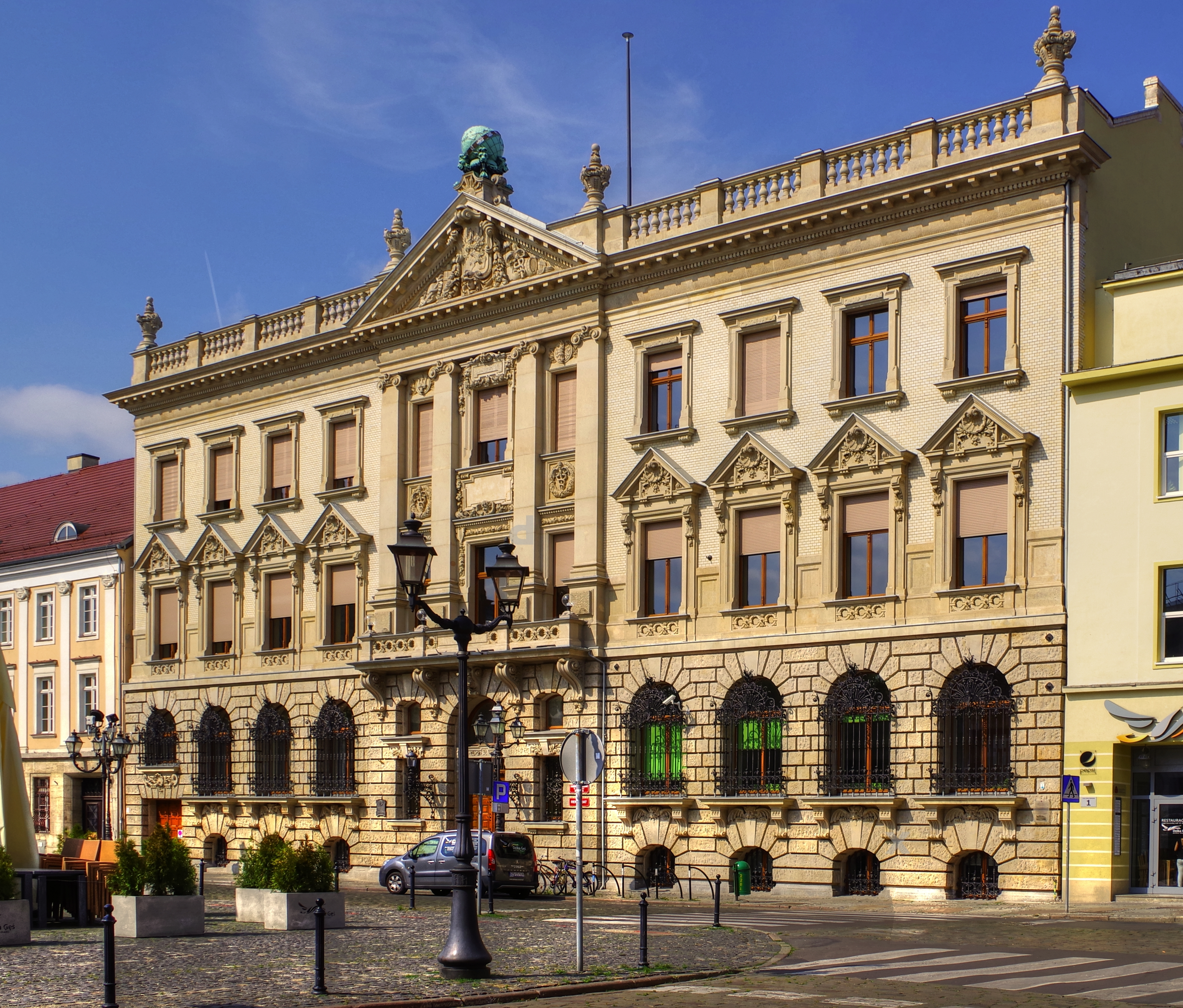
Grumbkow-Palais/Pałac pod Globusem

- Das Schloss der Herzöge von Pommern (Zamek Książąt Pomorskich) wurde im Zweiten Weltkrieg fast völlig zerstört. Erst in den 1980er Jahren wurde es im Stil der Renaissance rekonstruiert, als Orientierung dienten unter anderem Stiche aus dem 17. Jahrhundert. Das Schloss liegt an der nordöstlichen Ecke der Altstadt, besitzt einen großen, quadratischen und einen kleineren, länglichen Hof sowie zwei Türme. Zum Schloss gehört das Gebäude der Schlosskirche zu Stettin. Im großen Schlosshof finden im Sommer Freiluftkonzerte statt. Ein Flügel des Schlosses dient als Stettiner Opernhaus.
- Der benachbarte Frauen- oder Siebenmäntelturm (Baszta Panieńska/Baszta Siedmiu Płaszczy) verdankt seinen Namen der Legende nach einem Schneider, der dem Herzog von Pommern sieben Mäntel nähen sollte, aber mit dem wertvollen Stoff zu fliehen versuchte und nach seiner Festnahme in diesem Stadtmauerturm seine Strafe absitzen musste. Der ehemalige Fangelturm der Stadtbefestigung kam erst nach 1945 ans Tageslicht, weil die Gebäude, in die er eingemauert war, kriegsbedingt zerstört waren und deshalb abgetragen wurden.
- Unterhalb des Schlosses wurde 1995 bei der Herstellung von Baugruben für neue Gebäude die slawische Vorburgsiedlung aufgedeckt und ausgegraben. Die zahlreichen archäologischen Funde sind im alten Rathaus im jetzigen städtischen Museum ausgestellt, einschließlich der Abzüge der Siedlungsschichten von bis zu 6 bis 8 Metern Tiefe.
- Der gotische Loitzenhof (Dom Loitzów, 16. Jahrhundert) unterhalb des Schlosses war der Sitz der bedeutenden Kaufmannsfamilie Loitz, die durch den Salzhandel zu großem Reichtum kam und als Bankiers in vielen Städten Nordeuropas vertreten war. Das Handelsimperium, dessen wichtigste Zentren außer Stettin auch Danzig und Lüneburg waren, brach 1572 zusammen, als große Kredite an den König Sigismund II. August von Polen und Kurfürst Joachim II. von Brandenburg nach deren Tod nicht zurückgezahlt wurden. Die Familie Loitz konnte dadurch ihre eigenen Gläubiger nicht mehr bezahlen und musste aus Stettin fliehen.
- Die spätgotische St.-Peter-und-Paul-Kirche (Kościół Piotra i Pawła) steht an der Stelle des ersten christlichen Gotteshauses der Stadt, in dem bereits der Missionsbischof Otto von Bamberg 1124 die Messe feierte.
- Die Jakobikirche (Katedra pw. Św. Jakuba) wurde von den Bürgern der stolzen Hansestadt nach dem Vorbild der Lübecker Marienkirche errichtet. Die dreischiffige Hallenkirche war sehr reich ausgestattet, sie wurde jedoch 1677 durch Kriegsereignisse zerstört. 1894 stürzte der zuvor aufgestockte Westturm ein, wurde jedoch wiederaufgebaut. Luftangriffe während des Zweiten Weltkriegs hatten einen erneuten Einsturz des damals 119 Meter hohen Turms und große Schäden am Kirchenschiff zur Folge. Die Kirche wurde erneut wiederaufgebaut, die Nordwand erhielt dabei eine moderne Fassade im Stil der 1950er Jahre. Sie ist heute die Kathedrale des katholischen Erzbistums Stettin-Cammin.
- Das Alte Rathaus stammt aus dem 14. Jahrhundert und wurde ab 1677 im barocken Stil wieder aufgebaut. Nach der Zerstörung während des Zweiten Weltkrieges erfolgte die Rekonstruktion der ursprünglichen gotischen Gestaltung. Die Nordfassade zum Neuen Markt (Rynek Nowy) erhielt einen vereinfacht rekonstruierten, durchbrochenen gotischen Ziergiebel, die Südfassade zum Heumarkt zeigt Formen der Renaissance. Im Alten Rathaus befindet sich heute das Museum für Stadtgeschichte. Im Ratskeller befindet sich ein Restaurant.
- Der Heumarkt (Rynek Sienny) erhält zurzeit seine historische Gestalt wieder. An seiner Ostseite entstehen Neubauten, deren Platzfassade am historischen Vorbild orientiert ist. Die westliche Platzseite ist noch nicht geschlossen.
- Den Rossmarkt (heute Plac Orła Białego = „Platz des weißen Adlers“) nördlich der Jacobikirche ziert eine Grünanlage mit einer Statue der Göttin Flora (18. Jh.) und dem barocken Rossmarktbrunnen. Das große Gründerzeitbauwerk auf der Westseite des Platzes war die Preußische Nationalversicherung. Im Vorgängerbau (1723–1726) wurde 1759 die spätere russische Zarin Maria Fjodorowna geboren. In dem benachbarten Barockhaus, erbaut vom niederländischen Kaufmann Georg Christian Velthusen, produzierte vor dem Zweiten Weltkrieg die Firma Georg Wolkenhauer Klaviere. Heute beherbergt es eine Musikhochschule. Ebenfalls an der Westseite des Platzes steht das Grumbkow-Palais, erbaut 1724/25 als Sitz des damaligen Regierungspräsidenten des (preußischen) Herzogtums Pommern, Philipp Otto von Grumbkow. Wegen seines Giebelaufsatzes wird es heute Pałac pod Globusem („Palais unter dem Globus“) genannt.
- Mietshaus Koński-Kierat-Straße 12 (Roßmarktstraße)
- Der barocke Palast des Architekten G. C. Wallrave in der ulica Staromłyńska („Altmühlenstr.“, früher Luisenstraße) Nr. 27 beherbergte früher das pommersche Provinzparlament (Landhaus), seit 1928 einen Teil des Pommerschen Landesmuseums, heute Muzeum Narodowe w Szczecinie (Nationalmuseum Szczecin). Im ehemaligen preußischen Generalkommando direkt gegenüber befindet sich heute das Museum für polnische Kunst des frühen 20. Jahrhunderts.
- Das barocke Königstor (Brama Królewska, 1725–1727) an der nördlichen Begrenzung der Altstadt und das Berliner Tor (Brama Portowa, 1725–1729) am plac Zwycięstwa („Siegesplatz“, früher Hohenzollernplatz) sind prächtige Schmuckbauten des preußischen Festungsbaumeisters Gerhard Cornelius von Walrave. Die Wandreliefs im Torgebäude erinnern an die Erwerbung Pommerns durch Preußen.

### Neustadt

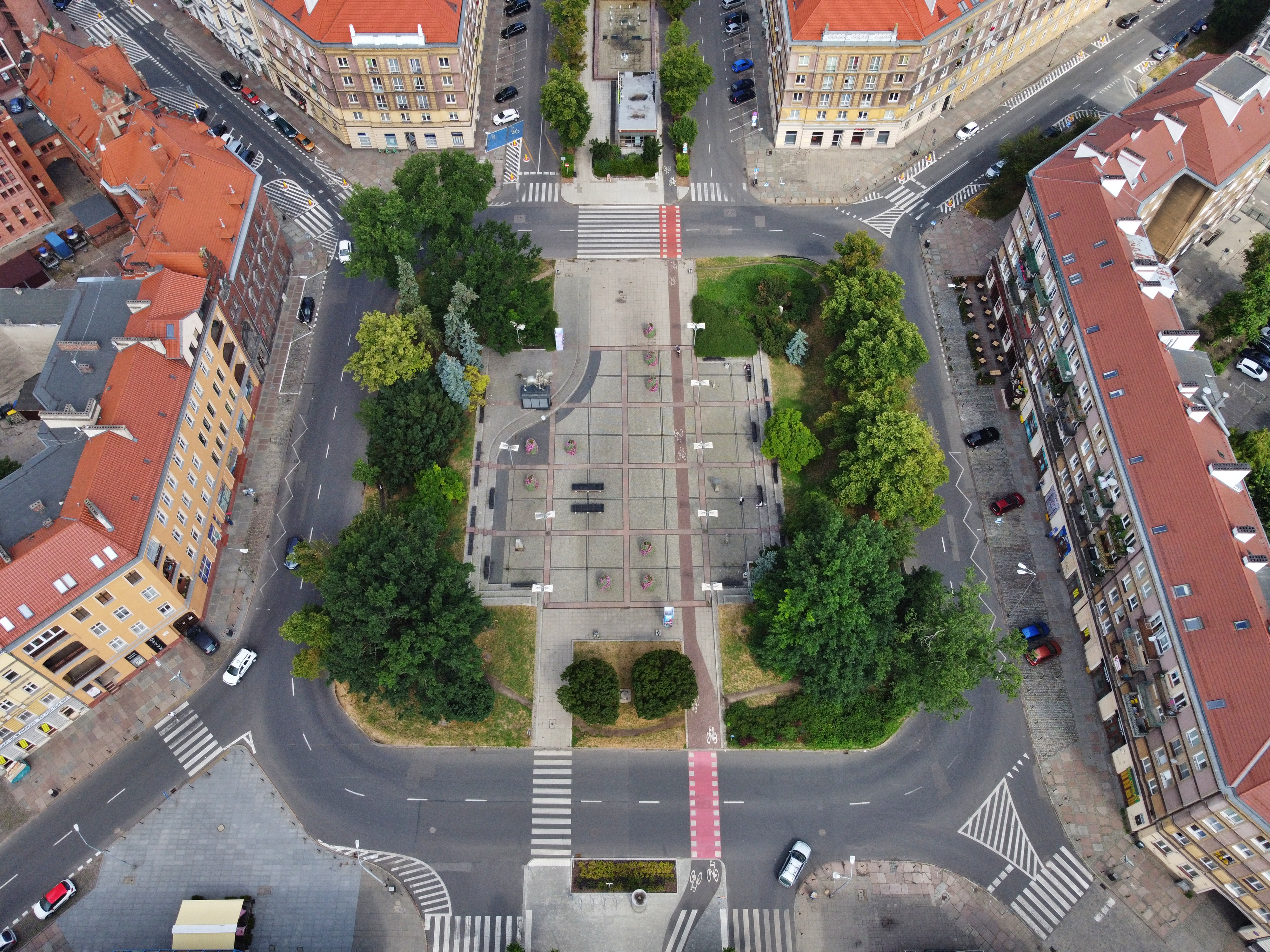
plac Lotników (Augusta-Platz)

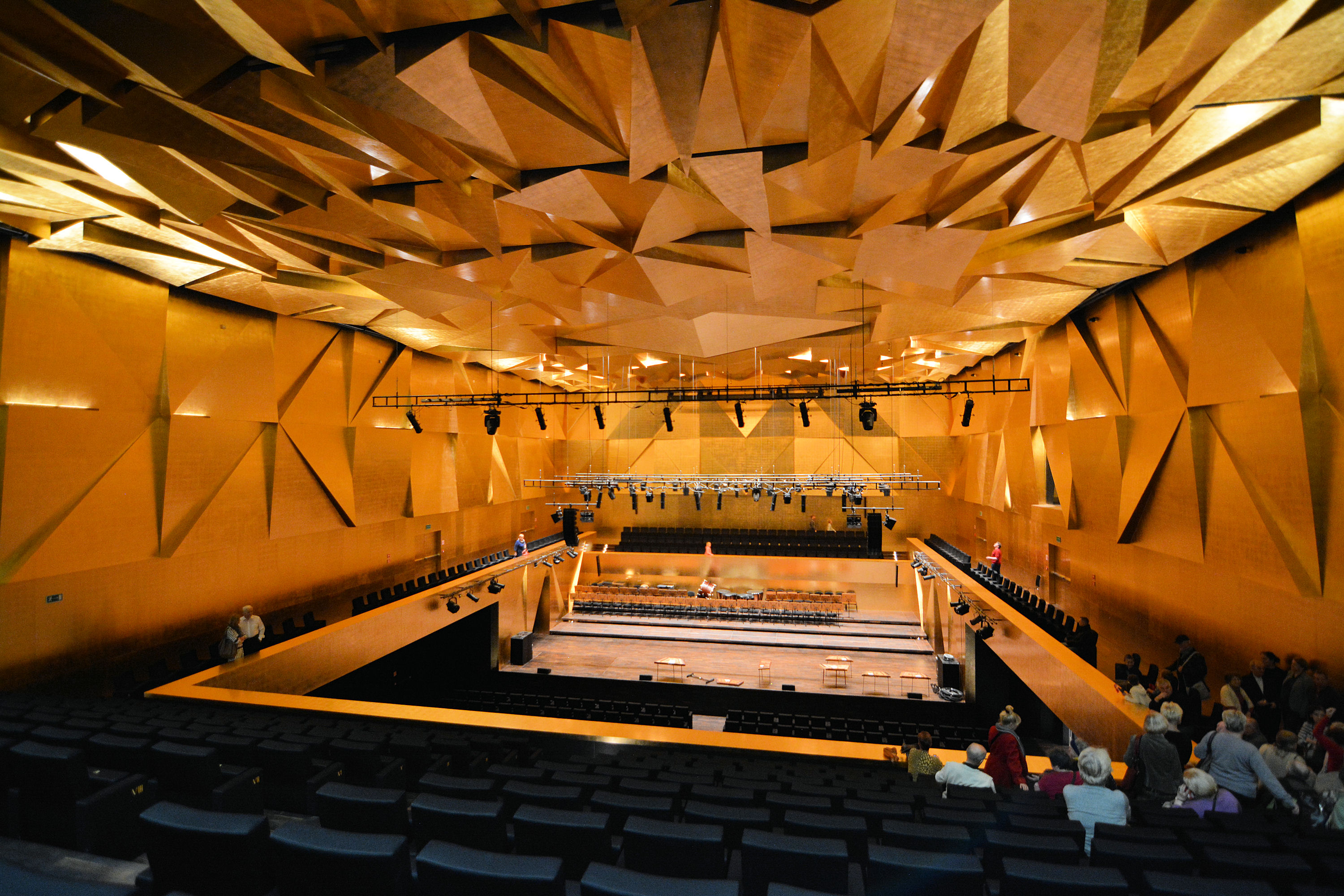
Philharmonie Stettin (2014)

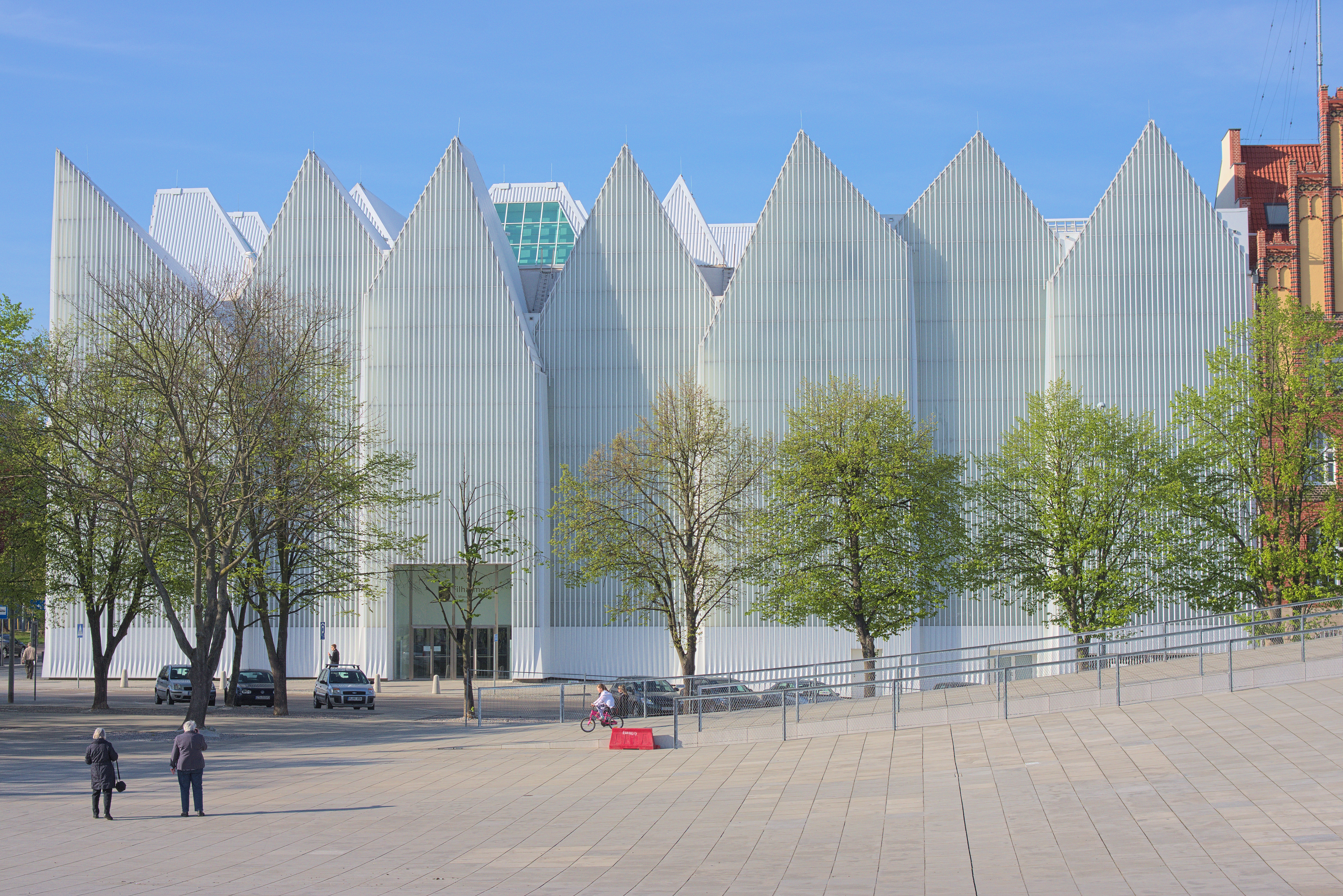
Philharmonie Stettin, Sicht vom plac Solidarności

- Die Hakenterrasse (Wały Chrobrego) ist das bekannteste Bauensemble und ein Wahrzeichen Stettins. Die baumbestandene, hoch über der Oder gelegene Uferstraße entstand zwischen 1900 und 1914 auf dem Gelände des aufgegebenen Forts Leopold nördlich der Altstadt. Drei monumentale öffentliche Gebäude stehen hier. Die Seefahrthochschule, das südliche Bauwerk, ist ein Bau der deutschen Neorenaissance. Ihr folgt ein heller Jugendstilbau mit markantem, kupfergedeckten Mittelturm. Er beherbergt einen Theatersaal, Spielstätte des Teatr Współczesny („Theaters der Gegenwart“), und das Meeresmuseum, eine Abteilung des polnischen Nationalmuseums, früher war hier das Städtische Museum Stettin. Das dritte Großbauwerk, in nordischer Renaissance für die Regierung von Pommern errichtet, hat heute die gleiche Funktion als Sitz der Wojewodschaft Westpommern. Vor dem mittleren Bau öffnet sich die Allee zwischen zwei Jugendstil-Pavillons zur Oder, eine breite Freitreppe führt hinunter zum Fluss.

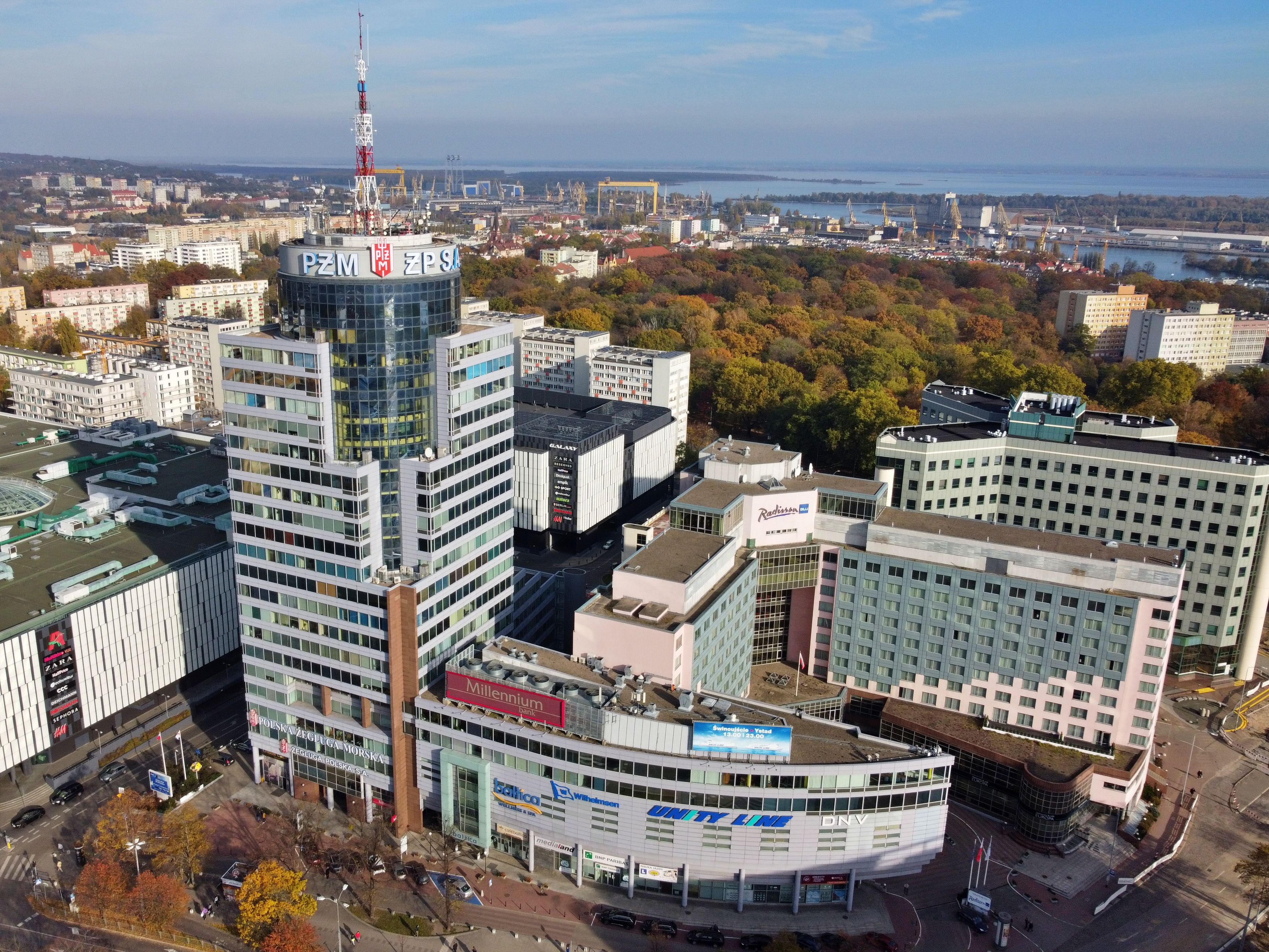
Hochhauskomplex PAZIM

- Der Hochhauskomplex PAZIM wurde 1992 fertiggestellt, er beherbergt ein Hotel der Radisson-Kette sowie Büros. Das Hochhaus hat 22 Etagen und ist 92 m hoch. Es ist damit aber nur das zweithöchste Bauwerk der Stadt. Der 2008 wiederhergestellte Turm der Jacobikirche hat eine Höhe von 110,18 m. Neben dem PAZIM befindet sich das 2003 eröffnete Einkaufszentrum Galaxy Center (Aleja Wyzwolenia).
- Die Aleja Papieża Jana Pawła II („Allee Papst Johannes Paul II“; früher Kaiser-Wilhelm-Straße; 1945–2007 Aleja Jedności Narodowej („Allee der nationalen Einheit“)) ist die größte der Straßenachsen der Neustadt. Auf ihr liegen zwei große Plätze, der plac Grunwaldzki (sinngemäß „Tannenbergplatz“, früher Kaiser-Wilhelm-Platz) und der plac Lotników („Platz der Flieger“, früher Augustaplatz). Das Reiterstandbild auf letzterem stellt den Condottiere Bartolomeo Colleoni dar. Es wurde 1913 als Kopie des seit 1493 auf dem Campo Santi Giovanni e Paolo in Venedig stehenden Reiterstandbildes des italienischen Bildhauers Andrea del Verrocchio geschaffen und stand bis zum Zweiten Weltkrieg im Kuppelsaal des Theater- und Museumsbaus an der Hakenterrasse.
- Der plac Jasne Błonia, früher Quistorp-Aue, am nördlichen Ende der Straße wurde der Stadt von einem Bürger, dem Großunternehmer und Zementfabrikanten Johannes Quistorp, unter der Bedingung geschenkt, dass sie für immer von Bebauung freizuhalten sei. Hier feierte Papst Johannes Paul II. 1987 mit rund einer Million Gläubigen die heilige Messe.

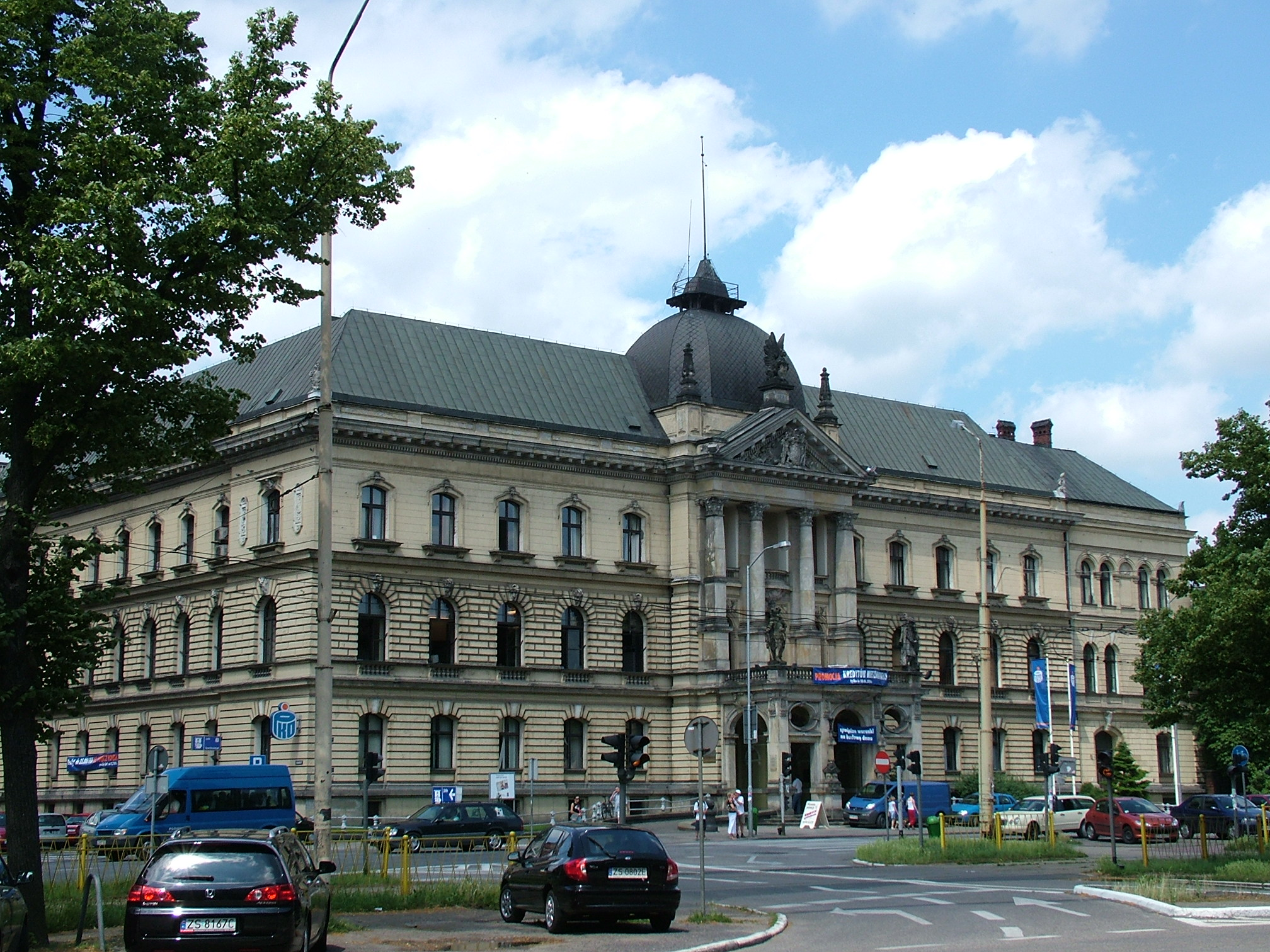
PKO-Bank an der Aleja Niepodległości, ehem. Zentrale der Generallandschaft

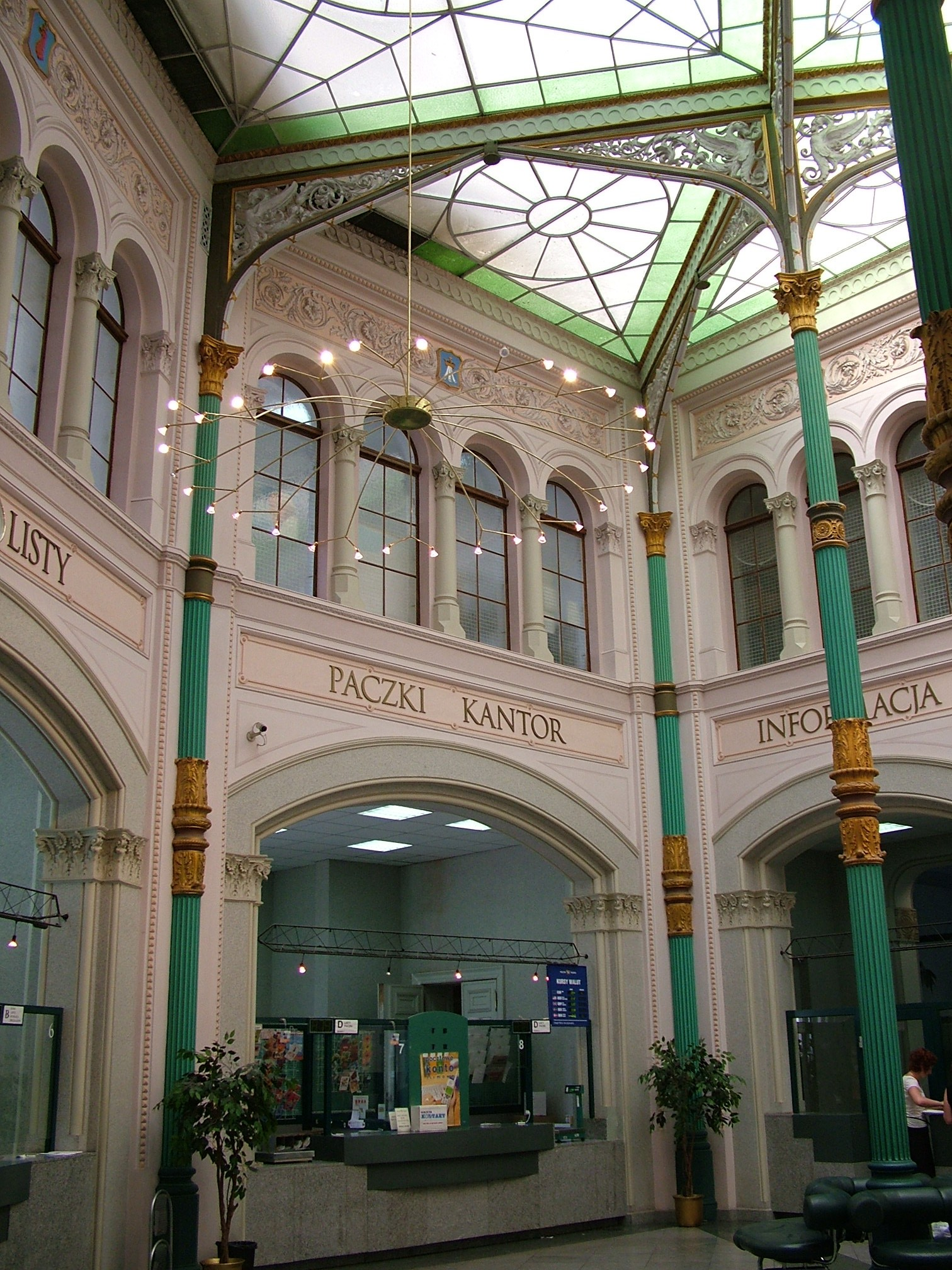
Im Postamt (Dworcowa 20)

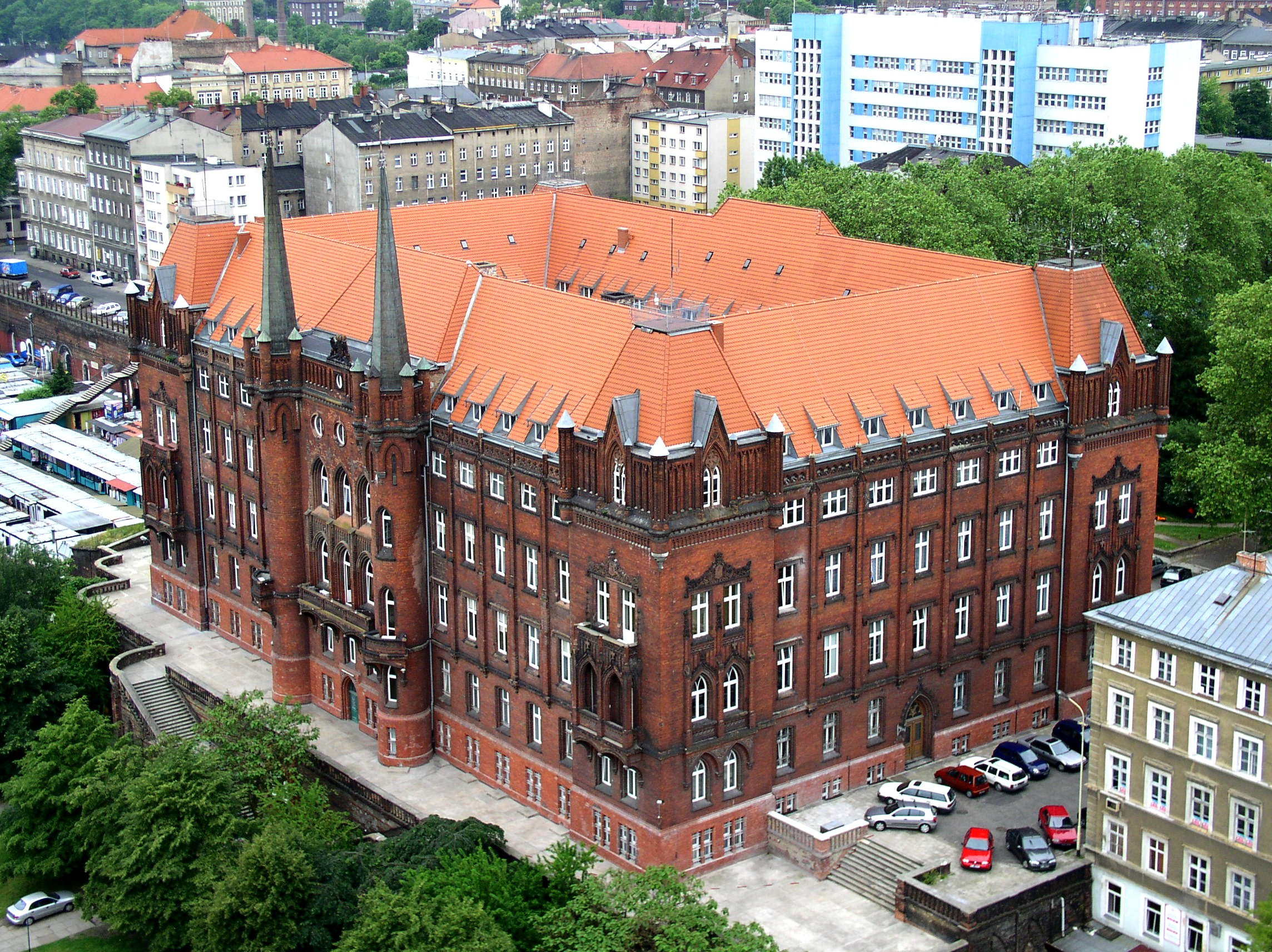
Neues Rathaus (1879)

- Die aleja Niepodległości („Unabhängigkeitsallee“, früher Paradeplatz) ist heute der wichtigste Straßenzug der Innenstadt. Auf der östlichen Straßenseite gibt es Geschäfte und Restaurants, auf der westlichen Seite repräsentative bis pompöse Großbauten, darunter der neobarocke Sitz der Pekao-Bank, erbaut 1891–1895 von Emil Drews als Sitz der staatlichen Pfandbriefanstalt Pommersche Landschaft und die benachbarte ehemalige neugotische Oberpostdirektion (1903–1905).
- Am südlich angrenzenden plac Zwycięstwa („Siegesplatz“, früher Hohenzollernplatz) stehen außer dem Berliner Tor zwei große Kirchen, die Bugenhagenkirche (neugotische und Jugendstilformen, 1906–1908) und die ehemalige Garnisonkirche (1913–1915, Jugendstil). Letztere ist als erste in Deutschland aus Beton errichtet. Auf dem ehemaligen Friedhof hinter dieser Kirche war der Feldmarschall Friedrich von Wrangel, genannt Papa Wrangel beigesetzt, der hier in Stettin auch geboren war.
- Neues Rathaus (1879 vollendet), neugotisch
- Auf dem Rathausplatz stand einst der Manzelbrunnen (1898). An der Stelle der früheren Brunnenfigur Sedina, einer allegorischen die Stadt Stettin verkörpernden Frauenfigur, steht derzeit ein Anker; es gibt aber konkrete Bestrebungen zur Wiedererrichtung der Sedina.[42] In der Nähe steht das ehemalige Stadthaus, heute medizinische Akademie, ein monumentaler Jugendstilbau mit hohem Turm.
- Der unten beschriebene Hauptbahnhof hat ein schlichtes Empfangsgebäude aus den 1950er Jahren. Das Innere ziert eine große Landkarte Pommerns.
- Philharmonie Stettin, 2014 eröffnet.[43] Architekten waren Fabrizio Barozzi (* 1976) und Alberto Veiga (* 1973) aus Barcelona.[44]
- Hanza Tower

### Äußere Stadtteile
- Dammscher See (Jezioro Dąbie)
- Hauptfriedhof Stettin
- Jezioro Szmaragdowe („Smaragdsee“, früher Herta-See)
- Kartäuserkloster Grabow

## Partnerstädte
Die Partnerstädte von Stettin sind:
- Bari (Italien)
- Bezirk Friedrichshain-Kreuzberg von Berlin (Deutschland)
- Bremerhaven (Deutschland)
- Dalian (Volksrepublik China)
- Dnipro (Ukraine)
- Esbjerg (Dänemark)
- Greifswald (Deutschland)[46][47]
- Jinan (Volksrepublik China)
- Kingston upon Hull (Vereinigtes Königreich)
- Klaipėda (Litauen)
- Malmö (Schweden)
- Murmansk (Russland)
- Rostock (Deutschland)
- St. Louis (Vereinigte Staaten)

Ferner übernahm die Stadt Lübeck im Jahre 1953 die „Patenschaft für die Stadt Stettin“.

## Öffentliche Einrichtungen

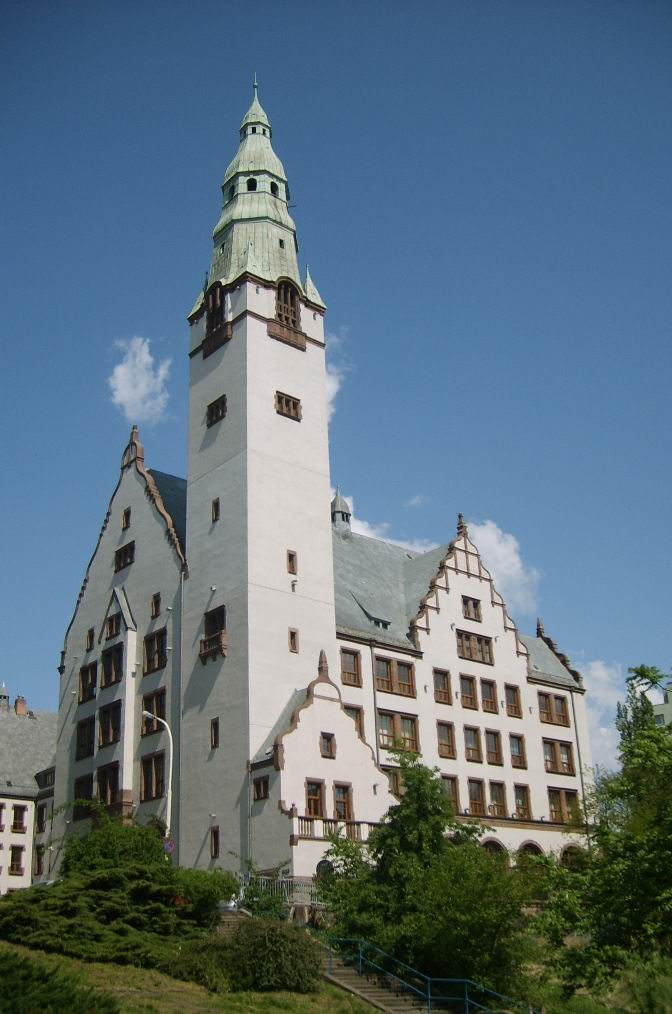
Pommersche Medizinische Universität Stettin

### Garnison
Seit dem 18. September 1999 liegt der Stab des Multinationalen Korps Nord-Ost in Stettins Baltischen Kasernen. In der Stadt sitzt eine der Bundeswehrverwaltungsstellen im Ausland.

### Hochschulen
Die Eröffnung einer Universität in Stettin wurde schon im 16. Jahrhundert geplant, die ersten echten Hochschulen entstanden jedoch erst im Jahr 1946.
Heutige Hochschulen mit Promotionsrecht
- Westpommersche Technische Universität Stettin (poln. Zachodniopomorski Uniwersytet Technologiczny, Abk. ZUT)
- Pommersche Medizinische Universität Stettin (poln. Pomorski Uniwersytet Medyczny, Abk. PUM)
- Universität Stettin (poln. Uniwersytet Szczeciński, Abk. US)
- Politechnika Morska (Maritime Technische Universität); bis 2022 Akademia Morska (See-Akademie)
- Akademia Sztuki (Akademie der Kunst)

Weitere Hochschulen
- Arcybiskupie Wyższe Seminarium Duchowne w Szczecinie (Theologisches Seminar)
- Wyższa Szkoła Administracji Publicznej w Szczecinie
- Wyższa Szkoła Ekonomiczno-Turystyczna
- Wyższa Szkoła Humanistyczna TWP
- Wyższa Szkoła Pedagogiczna TWP
- Wyższa Szkoła Integracji Europejskiej
- Wyższa Szkoła Języków Obcych
- Wyższa Szkoła Techniczno-Ekonomiczna w Szczecinie
- Szczecińska Szkoła Wyższa – Collegium Balticum
- Wyższa Szkoła Zawodowa „OECONOMICUS“ PTE
- Wyższa Szkoła Zarządzania
- Zachodniopomorska Szkoła Biznesu

### Innere Sicherheit
In Stettin, wie in jeder Hauptstadt einer Woiwodschaft, befindet sich ein Polizei- (Komenda Wojewódzka Policji) sowie ein Feuerwehrpräsidium (Komenda Wojewódzka Państwowej Straży Pożarnej). Außerdem betreibt die Stadt Stettin, wie die meisten Städte Polens, einen eigenen Ordnungsdienst – die Stadtpolizei (Straż Miejska).
Der polnische Grenzschutz (Straż Graniczna) unterhält eine Dienststelle in Stettin (Placówka Straży Granicznej w Szczecinie), die ist für die Stadt Stettin, die Gemeinde Goleniów (samt Flughafen Stettin-Goleniów) und die Landkreise Myślibórz, Gryfino, Police, Stargard, Choszczno, Pyrzyce und Wałcz zuständig.
Das Zentralarchiv des Grenzschutzes (Archiwum Straży Granicznej) ist in Stettin ansässig.

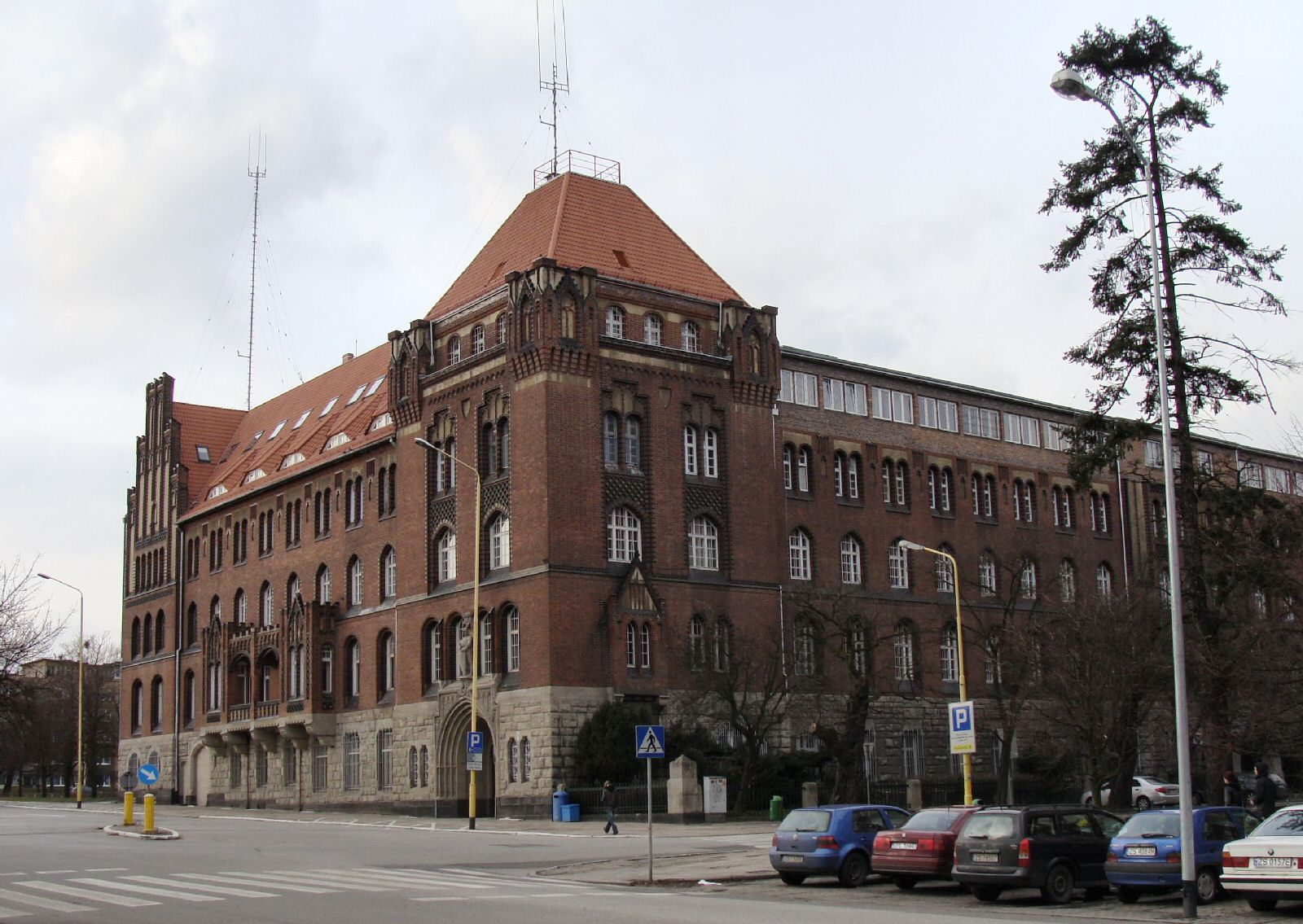
Das Gebäude am plac Solidarności diente schon der deutschen Polizei
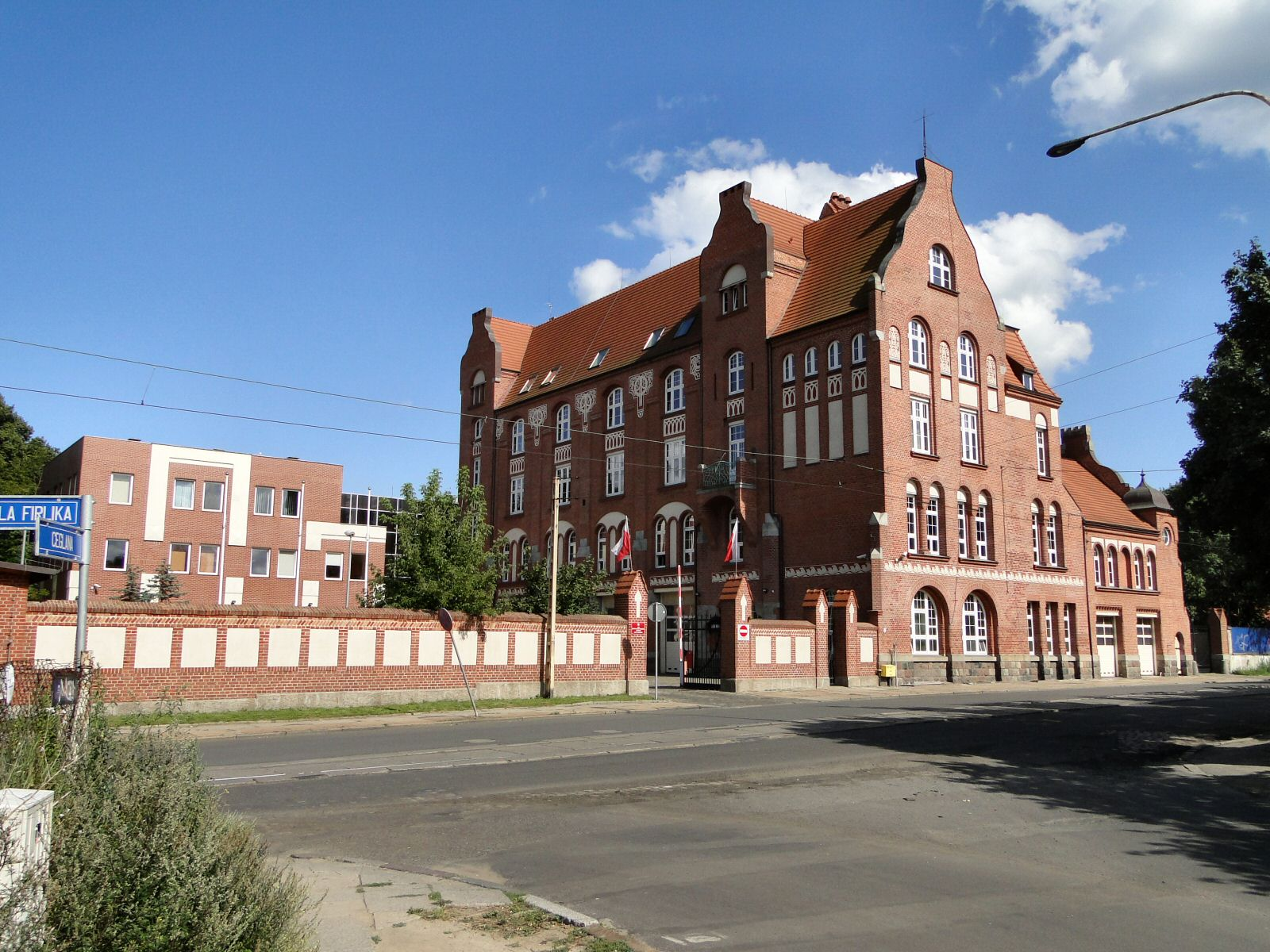
Feuerwehr – Komenda Wojewódzka Państwowej Straży Pożarnej
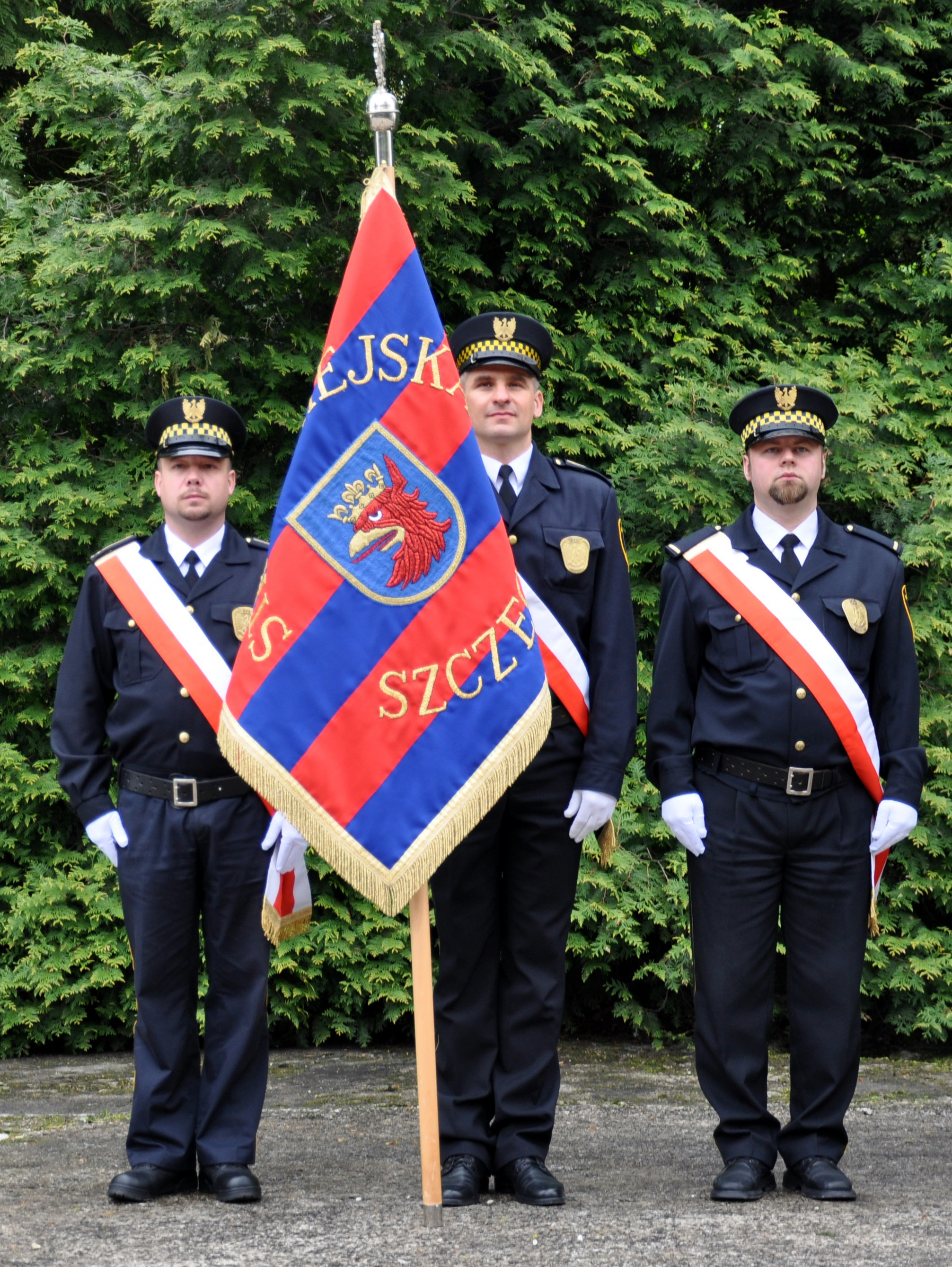
Beamte der Stadtpolizei
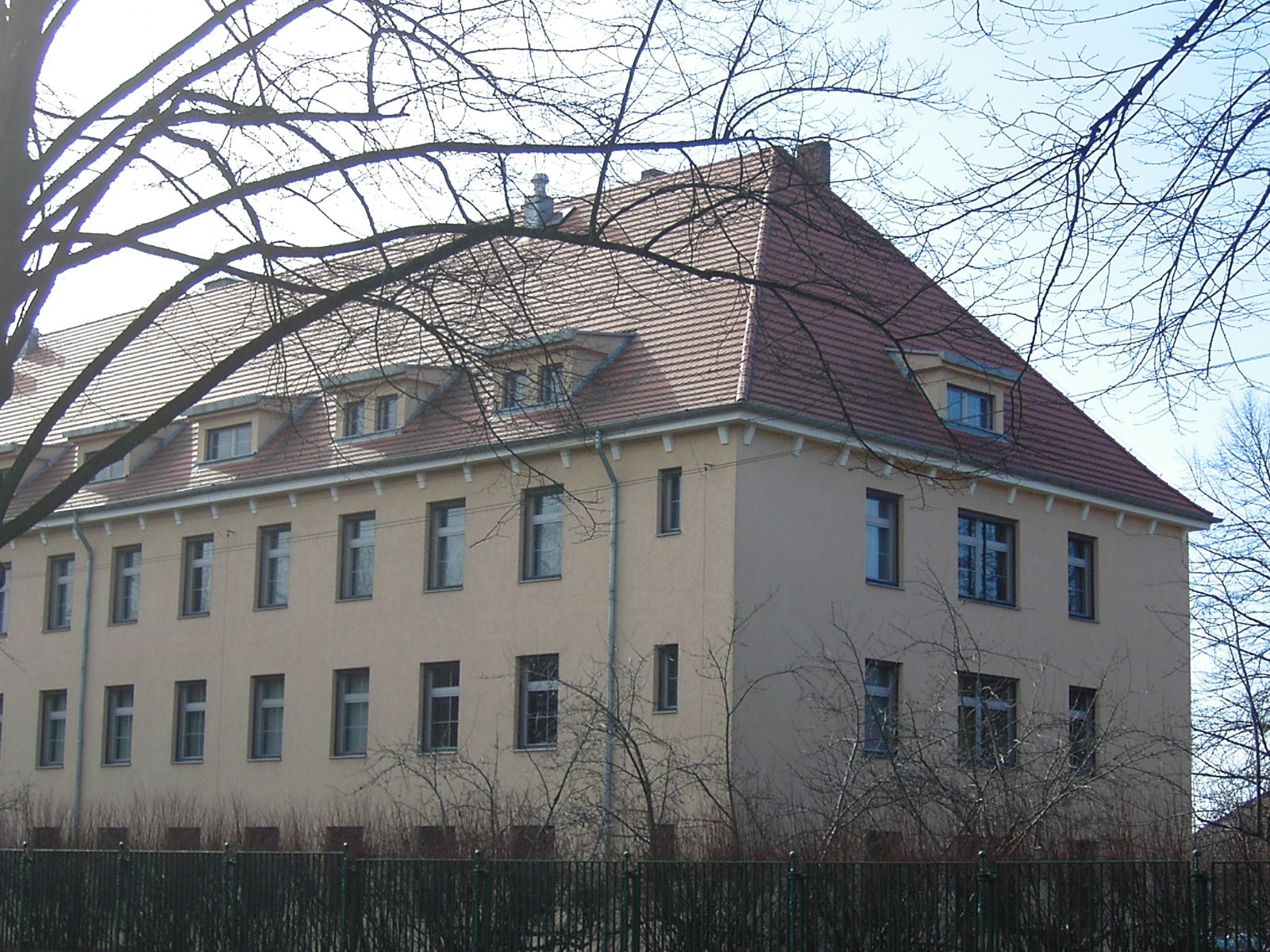
Archiv des Grenzschutzes

## Wirtschaft und Verkehr
Das Stettiner Bruttoinlandsprodukt betrug im Jahr 2014 4,84 Mrd. Euro bzw. 11.827 Euro pro Kopf. Nach Angaben des Bezirksarbeitsamtes in Szczecin beträgt der Mindestlohn ab dem 1. Januar 2023 3.490 PLN, während der Durchschnittslohn der Einwohner der Hauptstadt der Woiwodschaft Westpommern 6.733,49 PLN beträgt. Die Arbeitslosenquote lag Ende 2016 bei 5,0 Prozent.
Von zunehmender Bedeutung für die Stadt Stettin sind der Tourismus und der Dienstleistungssektor. Das akademische Umfeld mit vielen Hochschulen und Forschungsinstitutionen begünstigt das Wachstum im Bereich der Spitzentechnologien wie Informationstechnik (IT), Biotechnologie, Medizin und Materialwissenschaft.
Zu den aktiven Brauereien in Stettin gehören die Bosman Browar Szczecin und die Browar Stara Komenda.

### Maritime Industrie

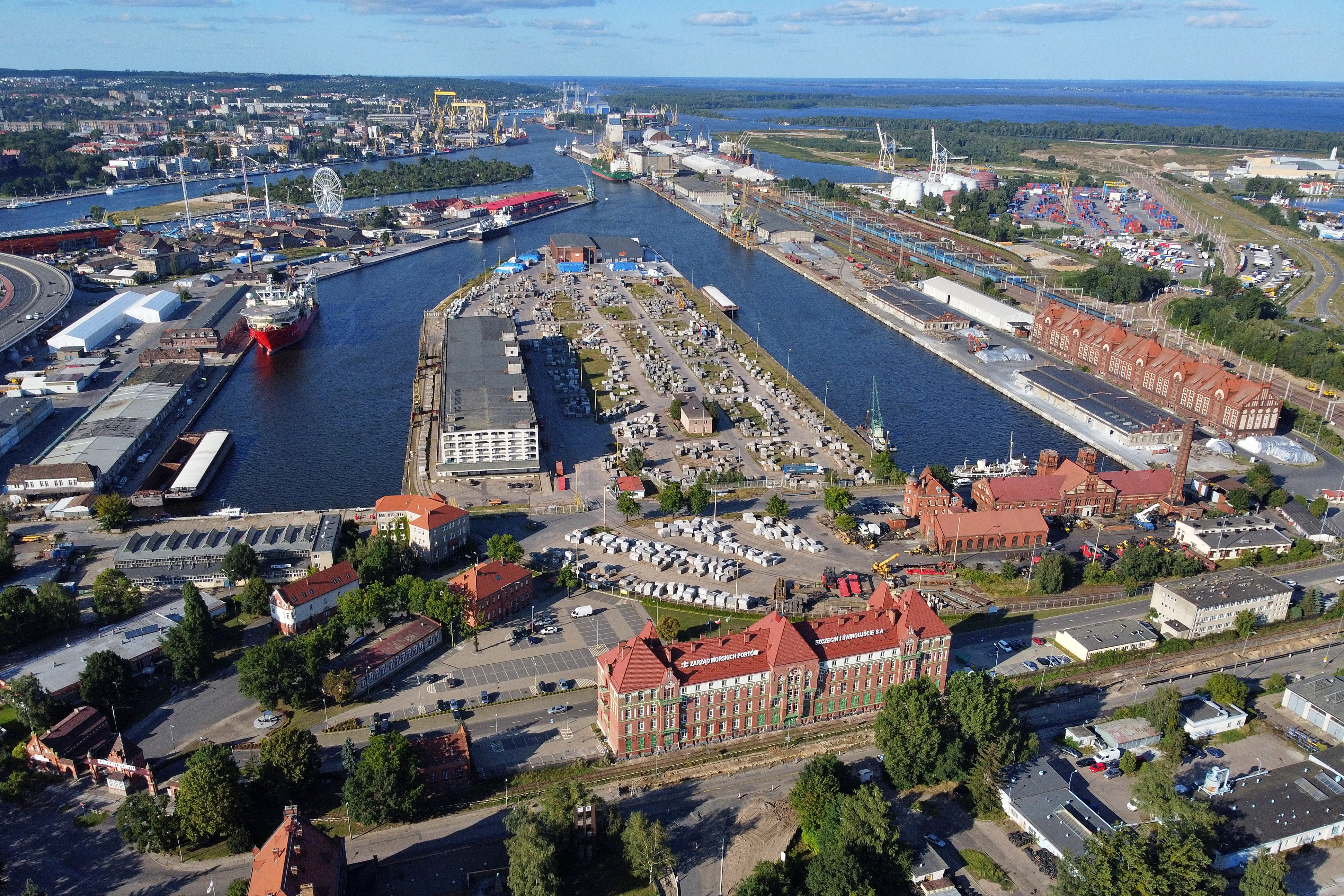
Seehafen Stettin

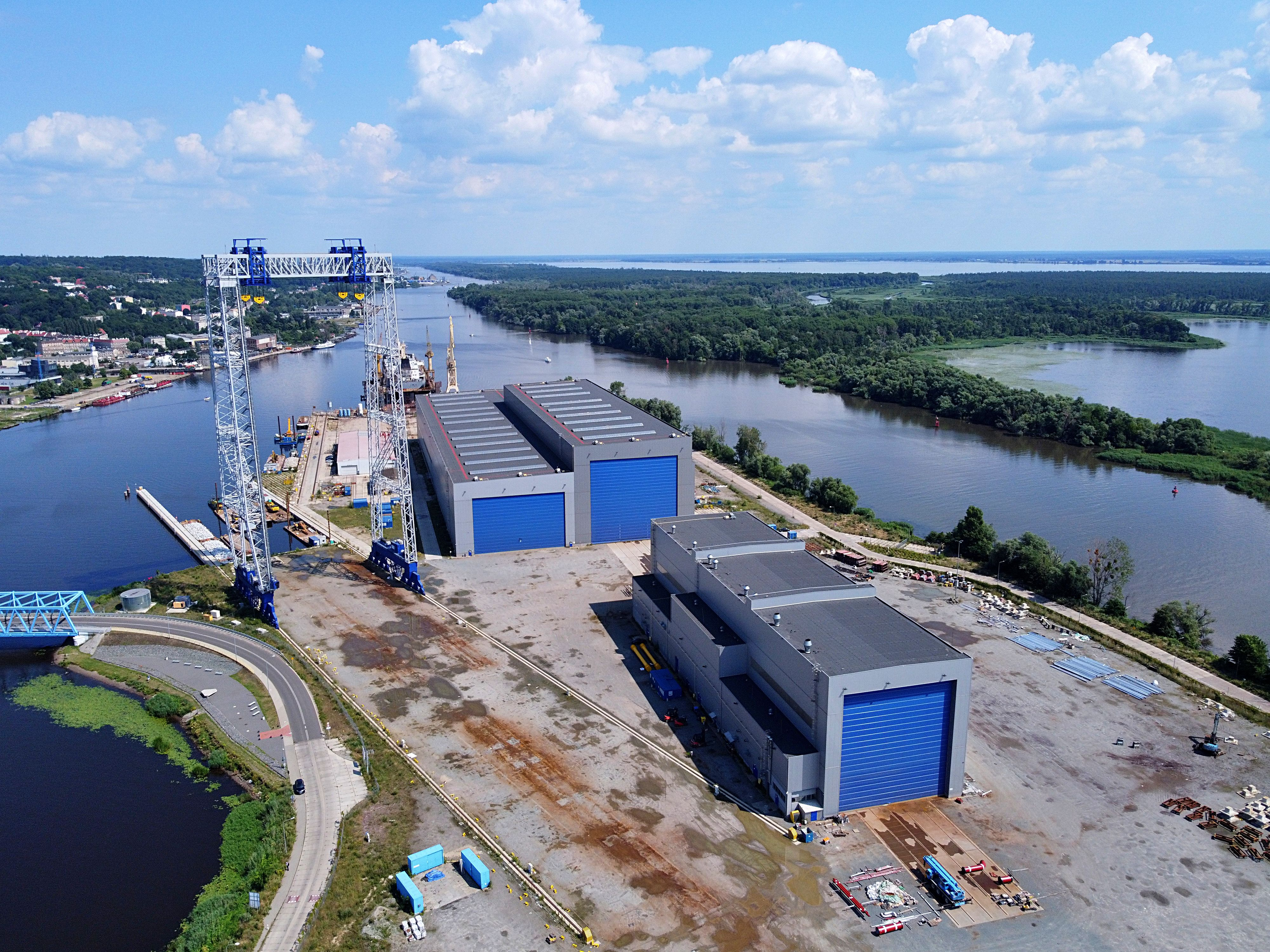
Werft für Offshorebauwerke

Besonders bedeutend für Stettin ist die maritime Wirtschaft, zu der die Stettiner Werft, die Reparaturwerft Gryfia Yard, die Werft Stocznia Pomerania und zwei der größten polnischen Reedereien zählen, Euroafrica Shipping und Polsteam. Als bedeutsamer Schiffbaustandort war allein die Stettiner Werft mit rund 10.000 Beschäftigten bis 2009 die größte in Europa.
Der Seehafen an der Odermündung in das Stettiner Haff ist für die gesamte polnische Wirtschaft wichtig – der Hafen Stettin-Świnoujście ist nach Danzig der zweitgrößte Seehafen des Landes. Der Seehafen ist auch gleichzeitig eine Sehenswürdigkeit der Stadt. Die Lage an der Odermündung macht Stettin zum natürlichen Seehafen für das gesamte Einzugsgebiet dieses Stroms. Dies betrifft seit 1945 zuallererst die Produktion des oberschlesischen Industriegebiets um Katowice, des größten Ballungsraums des Landes. Der örtliche Steinkohlebergbau bildet die wirtschaftliche Grundlage dieser Region, die dortige Stahlindustrie benötigt außerdem Eisenerz. Das für Oberschlesien bestimmte Eisenerz wird deshalb über Stettin-Swinemünde importiert und dort auf Binnenschiffe verladen, die zu exportierenden fertigen Stahlprodukte nehmen den umgekehrten Weg, ebenfalls über Stettin.
Schon 1848 waren in Stettin 202 Handelsschiffe beheimatet. Bis 1945 war Stettin außerdem der Ein- und Ausfuhrhafen für Berlin. Die zeitweise größte Industriestadt Europas war über den bereits 1605 (und nach Zerstörung 1743 wieder) eröffneten Finowkanal sowie ab 1917 über den moderneren Oder-Havel-Kanal mit der Oder verbunden. Die enge wirtschaftliche Symbiose zwischen beiden Städten riss nach Krieg, Vertreibung und Grenzziehung weitgehend ab. Dass Stettin (weit vor Hamburg) nach wie vor der wichtigste Hafen für Berlin ist, zeigt der Ersatz des Schiffshebewerks Niederfinow. Das Schiffshebewerk Niederfinow Nord ging im November 2021 in Betrieb.
Der Seehafen Stettin-Swinemünde hatte 2004 einen Gesamtumschlag von 15,5 Millionen t und 27.700 Standardcontainern. Der Fährhafen (die meisten Verbindungen beginnen in Swinemünde) zählte 740.000 Passagiere, die die Verbindungen nach Skandinavien benutzten. Im Jahr 2014 wurden im Doppelhafen Stettin-Swinemünde 23,4 Mio. t Güter umgeschlagen.
Seit 2017 förderte die Europäische Investitionsbank die Ansiedlung von Offshore-Industrie im Hafen. Der Ausbau erneuerbarer Energien mit Offshore-Windparks findet auch in der Ostsee statt. 2021 ging zunächst die ST3-Werft für Offshorebauwerke bankrott. Sie wurde 2023 vom dänischen Hersteller von Windkraftanlagen Vestas Wind Systems ersteigert. Derselbe Hersteller kündigte später zwei weitere Werke für Turbinen und Rotorblätter an. Außerdem will das spanische Stahlbau-Unternehmen Windar Renovables in ein neues Werk für Monopiles investieren.

### Straßenverkehr
Stettin ist mit der Autobahn A6 und den Schnellstraßen S3 und S6 an das polnische Fernstraßennetz und mit den Europastraßen E28 und E65 an das europäische Straßennetz angebunden.

### Eisenbahnverkehr

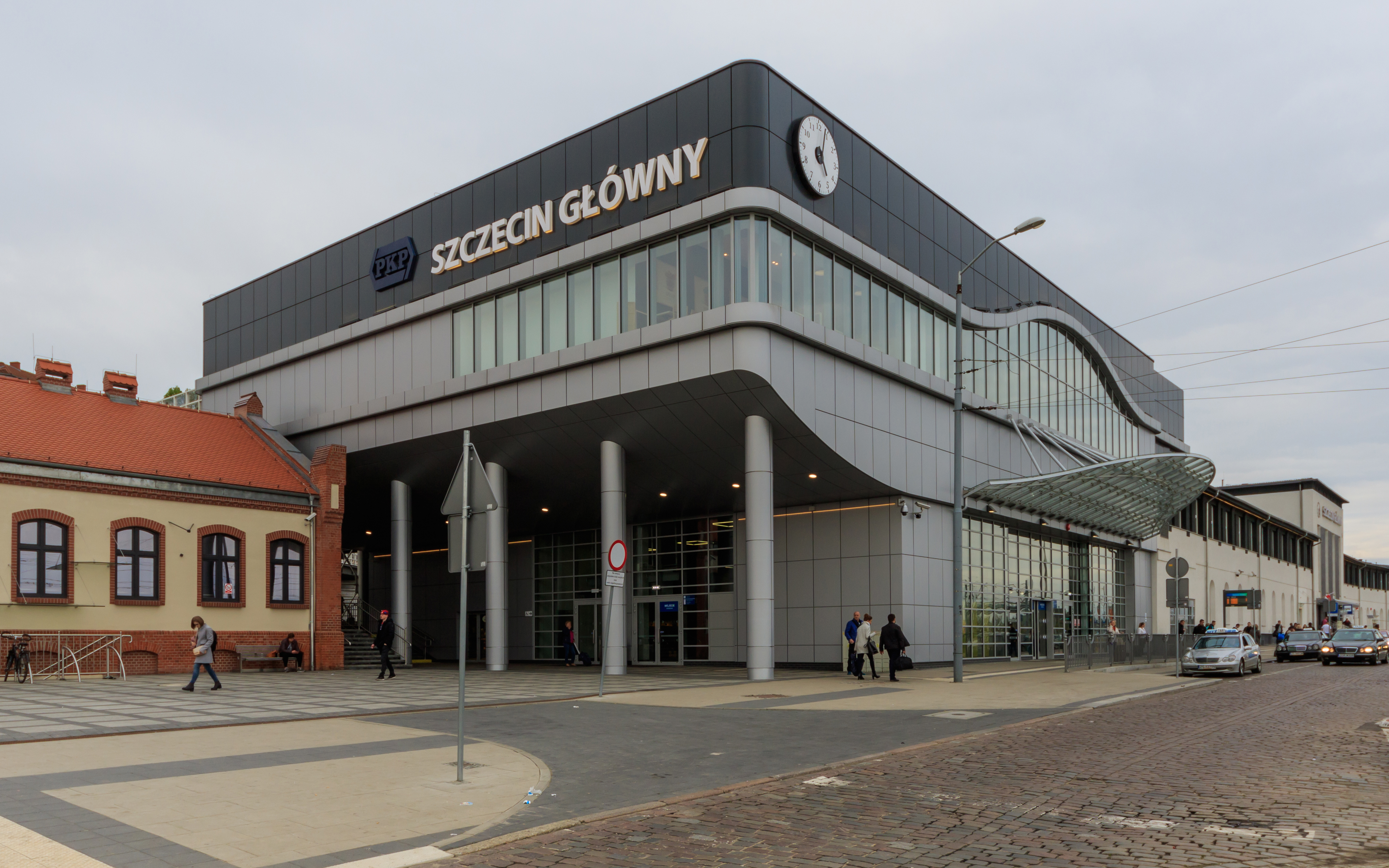
Szczecin Główny, der Hauptbahnhof

Stettin ist bereits seit 1843 an das Eisenbahnnetz angebunden. In jenem Jahr erreichte die Stettiner Bahn ihren Endpunkt in der pommerschen Hauptstadt. Die Strecke begann in Berlin im Stettiner Bahnhof und führte über Bernau, Eberswalde und Angermünde nach Stettin. Es war die erste Eisenbahnverbindung der preußischen Hauptstadt mit einem Seehafen. Der Endbahnhof am Oderufer hieß demnach zunächst Berliner Bahnhof; aus ihm entwickelte sich der heutige Hauptbahnhof Szczecin Główny. 1879 wurde die königliche Eisenbahndirektion Stettin gegründet (spätere Reichsbahndirektion Stettin).
Neben der Strecke nach Berlin gibt es heute die Bahnstrecke Bützow–Szczecin, die beide eingleisig und nicht elektrifiziert sind. Innerhalb Polens sind die Strecken bei Stettin überwiegend zweigleisig und mit Oberleitung für 3000 V DC elektrifiziert. Entlang der Oder nach Süden verläuft die Bahnstrecke Szczecin–Wrocław, nach Osten die (Stargard–Posen–Warschau und Stargard–Koszalin) sowie über Goleniów zur Insel Wollin bis nach Świnoujście. Von dieser Strecke zweigen eine Strecke nach Kamień Pomorski und eine entlang der Ostseeküste nach Kołobrzeg ab, die sich in Koszalin mit der Strecke über Stargard nach Danzig trifft. In nördliche Richtung dient die Strecke am westlichen Oderufer seit 2002 nur noch dem Güterverkehr, soll aber bis Police (Pölitz) als S-Bahn wieder in Betrieb genommen werden.
Neben dem Hauptbahnhof besteht ein weiterer Fernbahnhof in Stettin: Bahnhof Szczecin Dąbie, im Stadtteil Dąbie. Die Bahnstrecke dorthin führt unmittelbar nordöstlich des Hauptbahnhofs in einem weiten Bogen über die Oder, die Insel Silberwiese (Kępa Parnicka) und die Parnitz. Jenseits dieses Oderarms erreicht die Bahn das Hafengebiet, ein großer Güterbahnhof (Port Centralny) schließt sich dort an.
Die Strecken nach Angermünde und Lübeck Hbf werden von Zügen der DB Regio je zweistündlich bedient. Das Brandenburg-Berlin-Ticket und das Mecklenburg-Vorpommern-Ticket gelten bis Stettin inklusive des Stadtverkehrs.
Nacht- bzw. Schlafwagenzüge verkehren nach Krakau, Przemyśl und (von Swinemünde kommend) nach Warschau, saisonal auch nach Breslau (von Łeba), nach Zakopane und über Masuren nach Bialystok.
Unter dem Namen Szczecińska Kolej Metropolitalna wird derzeit ein S-Bahn-System realisiert. Die Strecke nach Gryfino nahm bereits im März 2024 den Betrieb auf. Weitere Strecken nach Police, Goleniów und Stargard sind im Bau.

### Flughafen Stettin-Gollnow
Der Flughafen in Goleniów (35 Kilometer nordöstlich) verzeichnete 2016 rund 468.000 Passagiere und etwa 8700 Flugbewegungen bei steigender Tendenz. Die meisten Linienflüge gehen mit LOT nach Warschau, die irische Billiglinie Ryanair fliegt nach London, Edinburgh, Liverpool und Dublin. Die norwegische Fluggesellschaft Norwegian Air Shuttle bietet Flüge nach Oslo an (Stand April 2012).

### Oderbrücken

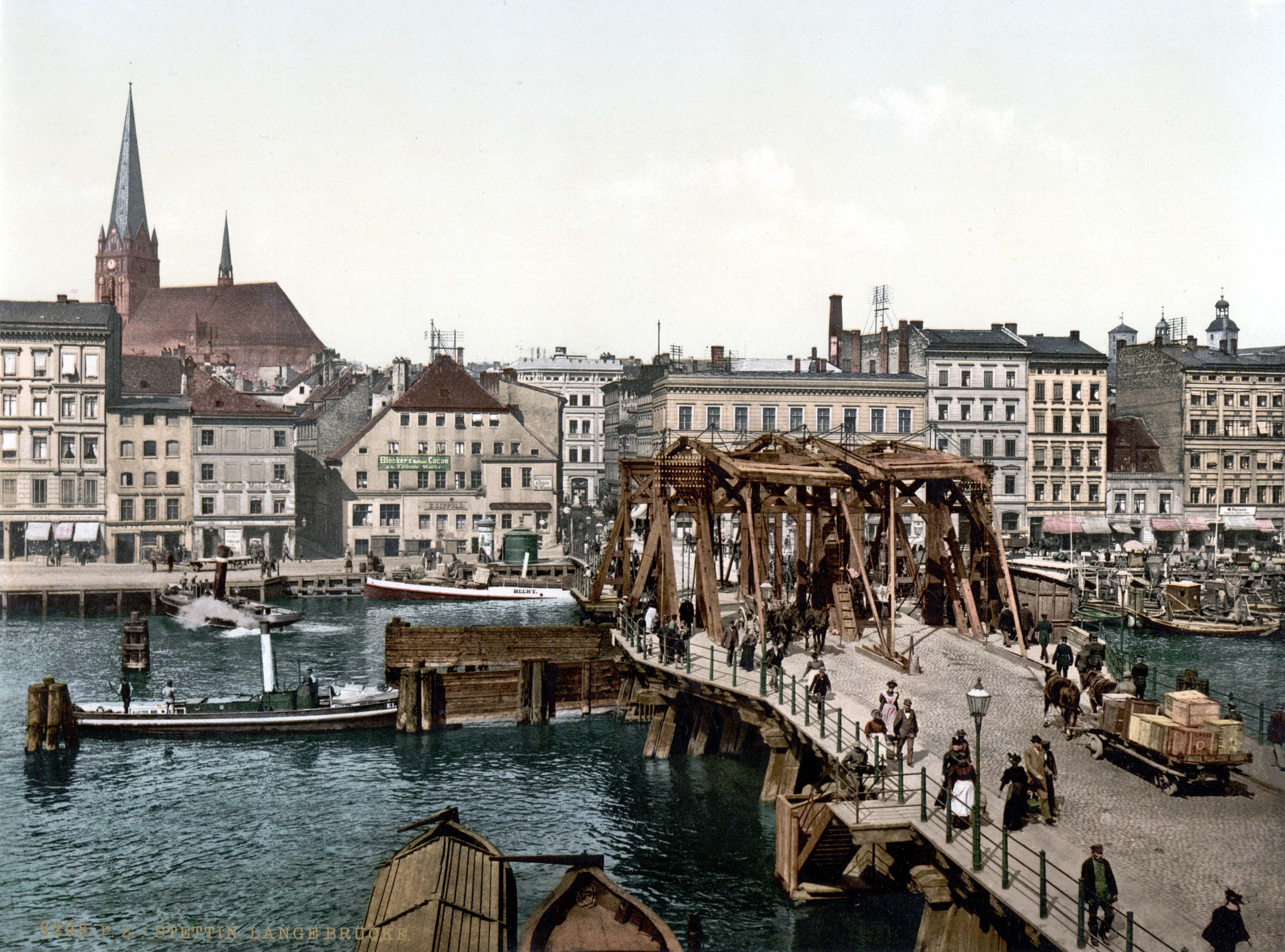
Hansabrücke, um 1900

In Stettin befinden sich die letzten festen Querungen der Oder vor ihrer Mündung. Im Stadtgebiet und der näheren Umgebung kreuzen vier Straßen und zwei Eisenbahnstrecken den in viele Flussarme geteilten Strom.
- Südlich der Stadt, bereits im Bereich des Landschaftsschutzparks Unteres Odertal gelegen, verläuft die Autostrada A6.
- Am südlichen Stadtrand verläuft die Straße DK31 nach Posen (Autostrada Poznańska), die auch vom Stadtbus benutzt wird. Direkt parallel zur Straße verläuft eine Eisenbahnstrecke, die von Güterzügen zur Umfahrung des Hauptbahnhofs genutzt wird. Straße und Eisenbahn kreuzen West- und Ostoder jeweils auf gemeinsamen Brücken.
- Die im Krieg zerstörte Bahnhofbrücke wurde nicht wiederaufgebaut, ihre Reste verbinden heute nur noch die Ahrensinsel mit der Silberwiese.
- Die Eisenbahn quert unmittelbar nordöstlich des Hauptbahnhofs die Westoder, die anschließende Insel Silberwiese und die Parnitz.
- Die traditionelle Stadtbrücke in der Altstadt war die Hansabrücke, an ihrer Stelle steht heute die Lange Brücke (Most Długi). Es ist die Querung der Landesstraße 10.
- Zwischen Schloss und Hakenterrasse kreuzt die am Königstor beginnende, autobahnähnliche Schlossstraße (Trasa Zamkowa) als Droga wojewódzka 115 die Oder. Sie ist die letzte Oderbrücke vor der Mündung.

### Stadtverkehr

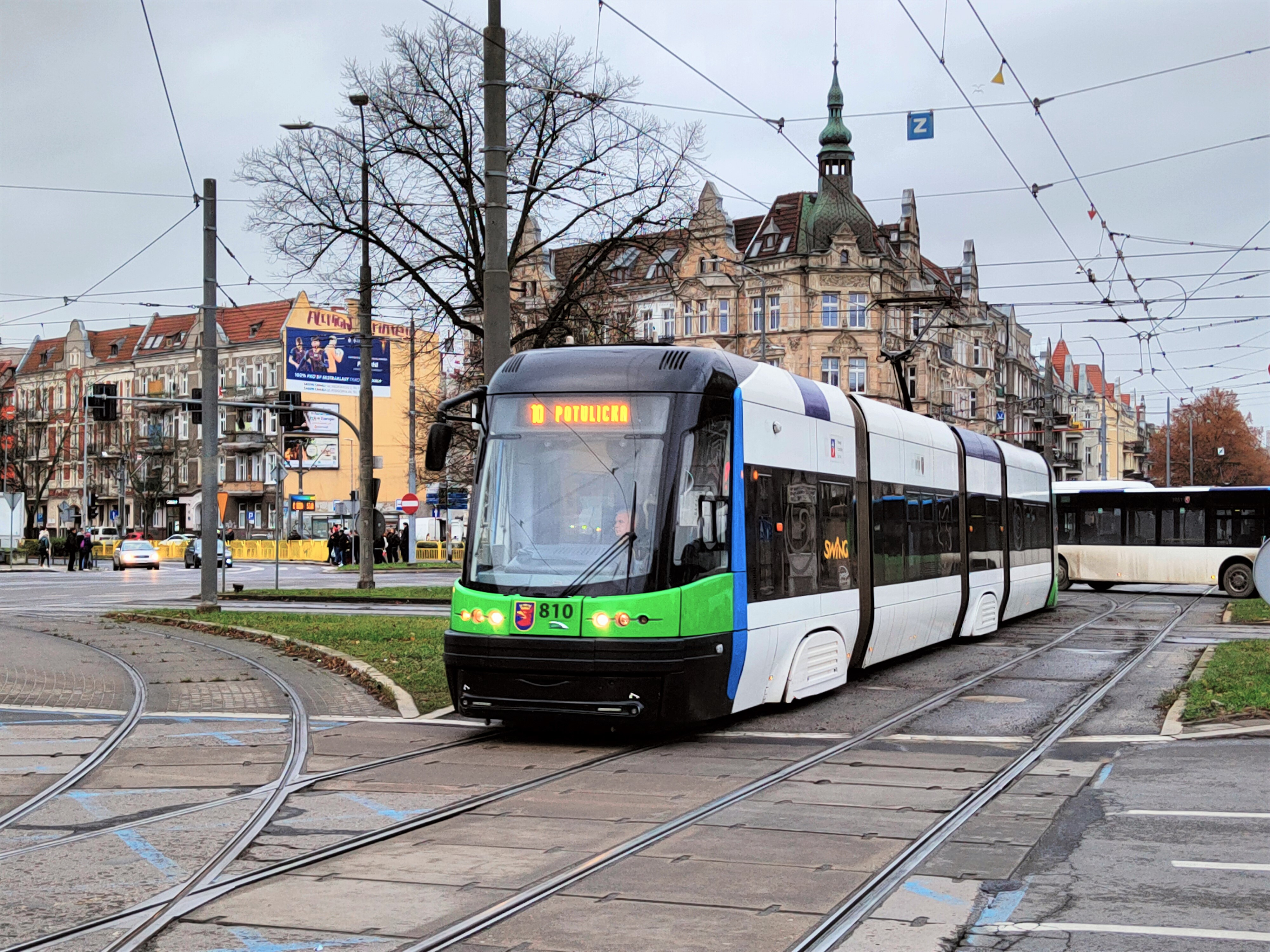
Niederflur-Triebwagen PESA 120NaS2

Die von der Stettiner Straßen-Eisenbahn-Gesellschaft 1879 als Pferdebahn eröffneten und ab 1897 elektrifizierten Straßenbahnlinien fuhren im Stadtgebiet und in einige nördliche Nachbarorte.
Die Straßen- und Stadtverkehrsverwaltung (polnisch Zarząd Dróg i Transportu Miejskiego w Szczecinie) hat Verkehrsunternehmen mit dem Betrieb von zehn Straßenbahnlinien (Straßenbahn Stettin) und über 50 Buslinien beauftragt. Wichtige Umsteigeknoten sind Brama Portowa und Plac Rodła am Radisson-Hotel. Personen ab 70 Jahren können, wie in polnischen Großstädten üblich, den ÖPNV kostenlos benutzen.
Die innerstädtischen Verkehrsmittel können mit dem Mecklenburg-Vorpommern-Ticket und dem Brandenburg-Berlin-Ticket benutzt werden.
Unter dem Namen Bike_S besteht in Stettin ein Fahrradverleihsystem.

## Ehrenbürger
Mehr als 30 Personen sind zu Ehrenbürgern Stettins geworden, unter anderem:
- Hermann Haken (1828–1916), Oberbürgermeister von Stettin zwischen 1878 und 1907
- Friedrich Ackermann (1866–1931), Oberbürgermeister von Stettin von 1907 bis 1931
- Lech Wałęsa (* 1943), polnischer Politiker
- Aleksander Wolszczan (* 1946), polnischer Astronom

Der Stadtrat von Stettin beschloss im Jahr 2014, die vor 1945 von Stettin verliehenen Ehrenbürgerschaften als nichtig zu betrachten, weil Szczecin kein Rechtsnachfolger der deutschen Stadt Stettin ist. Die meisten zwischen 1945 und 1990 verliehenen Ehrentitel wurden 2017 abgeschafft (mit der Ausnahme von Eugeniusz Kwiatkowski).

## Politik

### Stadtpräsident
An der Spitze der Verwaltung der Großstadt Stettin steht gemäß polnischem Selbstverwaltungsrecht ein Stadtpräsident.
Seit der Kommunalwahl 2006 hat dieses Amt der 1973 in Stettin geborene Jurist Piotr Krzystek inne, der sich als Kandidat der Bürgerplattform in einer nötig gewordenen Stichwahl gegen Jacek Piechota, den Kandidaten eines linken Wahlbündnisses, durchsetzen konnte. Nachdem Krzystek vom Regionalverband der Bürgerplattform für die Kommunalwahl 2010 nicht erneut aufgestellt wurde, trat er aus dieser aus und gründete eine eigene Wählergemeinschaft unter dem Motto Stettin für Generationen (poln. Szczecin dla Pokoleń), mit der ihm schließlich auch die Wiederwahl gelang.
Bei der Kommunalwahl 2024 entfielen die Stimmen der Wähler auf die angetretenen Kandidaten wie folgt:
- Piotr Krzystek (Wahlkomitee lokale Verwaltungskoalition Piotr Krzystek), 60,4 % der Stimmen
- Zbigniew Bogucki (Prawo i Sprawiedliwość), 27,0 % der Stimmen
- Bogdan Jaroszewicz (Lewica), 8,7 % der Stimmen
- Dariusz Olech (Konfederacja und unabhängige lokale Verwaltungen), 3,9 % der Stimmen

Damit wurde Amtsinhaber Krzystek bereits im ersten Wahlgang wiedergewählt.
Bei der Kommunalwahl 2018 entfielen die Stimmen der Wähler auf die angetretenen Kandidaten wie folgt:
- Piotr Krzystek (Wahlkomitee lokale Verwaltungskoalition Piotr Krzystek), 47,3 % der Stimmen
- Bartłomiej Sochański (Prawo i Sprawiedliwość), 22,0 % der Stimmen
- Sławomir Nitras (Wahlbündnis Koalicja Obywatelska), 21,8 % der Stimmen
- Dawid Krystek (Wahlbündnis Sojusz Lewicy Demokratycznej / Lewica Razem), 3,8 % der Stimmen
- Piotr Czypicki (kommunales Wahlkomitee Stettiner Stadtbewegung), 3,1 % der Stimmen
- Jakub Kozieł (parteilos), 2,1 % der Stimmen

In der nötig gewordenen Stichwahl setzte sich Krzystek dann deutlich mit 78,2 % der Stimmen gegen Bartłomiej Sochański, den Kandidaten der Partei Prawo i Sprawiedliwość, durch. Dieser hatte mit 21,8 % der Stimmen sogar den Stimmenanteil des ersten Wahlgangs verfehlt.

### Stadtrat
Der Stadtrat von Stettin besteht aus 31 Mitgliedern und wird direkt gewählt. Die Kommunalwahl 2024 führte zu folgendem Ergebnis:
- Koalicja Obywatelska, 43,8 % der Stimmen, 19 Sitze
- Prawo i Sprawiedliwość, 24,5 % der Stimmen, 7 Sitze
- Wahlkomitee lokale Verwaltungskoalition Piotr Krzystek, 16,5 % der Stimmen, 5 Sitze
- Lewica, 6,4 % der Stimmen, kein Sitz
- Konfederacja und unabhängige lokale Verwaltungen, 4,9 % der Stimmen, kein Sitz
- übrige, 4,0 % der Stimmen, kein Sitz

Die Kommunalwahl 2018 führte zu folgendem Ergebnis:
- Koalicja Obywatelska, 34,3 % der Stimmen, 13 Sitze
- Wahlkomitee lokale Verwaltungskoalition Piotr Krzystek, 26,5 % der Stimmen, 8 Sitze
- Prawo i Sprawiedliwość, 26,1 % der Stimmen, 10 Sitze
- Sojusz Lewicy Demokratycznej / Lewica Razem, 7,3 % der Stimmen, kein Sitz
- Wahlkomitee Stettiner Stadtbewegung, 3,0 % der Stimmen, kein Sitz
- Wahlkomitee Antisystemkoalition, 2,6 % der Stimmen, kein Sitz
- übrige Einzelkandidaten, 0,2 % der Stimmen, kein Sitz

## Persönlichkeiten

### Persönlichkeiten, die in der Stadt gewirkt haben
Nach Geburtsjahr geordnet
- Peter Artopoeus (1491–1563), eigentlich Peter Becker, Pastor Primarius an der Marienkirche, Reformator
- Elisabeth von Doberschütz († 1591), in einem Hexenprozess verurteilt und auf dem Stettiner Heumarkt enthauptet
- Sidonia von Borcke (1548–1620), eine pommersche Adelige, in einem Hexenprozess verurteilt und in Stettin hingerichtet
- Philipp Dulichius (1562–1631), Komponist, ab 1587 Kantor am Fürstlichen Pädagogium in Stettin
- Daniel Cramer (1568–1637), lutherischer Theologe, Chronist und Autor
- Sebastian Hempel (1593–1650), deutscher Jurist, Direktor des Hofgerichts Stettin von 1641 bis 1650
- Georg Wehling (1644–1719), Schullehrer und Schriftsteller, Leiter der Ratsschule in Stettin von 1682 bis 1719
- Christian Zickermann (1672–1726), Pfarrer an der Stettiner Peter-Paulskirche und Geschichtsforscher
- Christian August von Anhalt-Zerbst (1690–1747), preußischer General, von 1729 bis 1742 Gouverneur von Stettin
- Jacob Schimmelmann (1712–1778), lutherischer Geistlicher, lebte seit 1765 in Stettin und übersetzte hier die altisländische Edda ins Hochdeutsche
- Joachim Bernhard Steinbrück (1725–1789), Pfarrer an der Stettiner Peter-Paulskirche und Geschichtsforscher
- Johann Jacob Meyen (1731–1797), deutscher Mathematiker, Professor am Akademischen Gymnasium zu Stettin
- Johann Christian Albinus (1741–1807), preußischer Kammerbeamter, Geheimer Kriegsrat bei der Pommerschen Kriegs- und Domänenkammer in Stettin
- Johann George Gotthelf Auen (1745–1822), Kriegs- und Domänenrat sowie Regierungsrat
- Johann Friedrich Albinus (um 1748–1797), preußischer Beamter, Regierungsrat bei der Regierung in Stettin
- Karl Friedrich Wilhelm Hasselbach (1781–1864), Historiker und Gymnasiallehrer, Leiter des Marienstiftsgymnasiums von 1828 bis 1854
- August Ferdinand Wasserfuhr (1787–1867), General-Divisionsarzt beim II. Armee-Korps in Stettin
- Carl Loewe (1796–1869), Komponist, Gymnasiallehrer und städtischer Musikdirektor in Stettin
- Christian Heß (1803–1874), Botaniker und Wetterbeobachter, Rektor der Ottoschule in Stettin von 1835 bis 1874
- Gustav Flügel (1812–1900), Komponist, Organist an der Schlosskirche
- Wolf Alois Meisel (1815–1867), erster von der jüdischen Gemeinde Stettins angestellter Rabbiner (von 1848 bis 1859)
- Theodor Wehrmann (1819–1892), Gymnasiallehrer, wirkte in Stettin als Provinzialschulrat von 1856 bis zu seinem Tode
- Wilhelm Kornhardt (1821–1871), Gasindustrieller und Fabrikant, Direktor des Stettiner Gaswerks und Mitbegründer der Stettiner Chamottefabrik F. Didier
- Hermann Grieben (1822–1890), Journalist und Dichter, arbeitete 1850/1851 an der Ostsee-Zeitung und von 1853 bis 1859 an der Pommerschen Zeitung in Stettin
- Johannes Quistorp (1822–1899), Industrieller, Wohltäter der Stadt
- Heinrich Friedrich Haker (1823–1907), Kaufmann, ab 1885 Vorsteher der Stettiner Kaufmannschaft
- Otto Haupt (1824–1899), deutscher Schuldirektor, Leiter der Kaiserin-Auguste-Viktoria-Schule in Stettin
- Friedrich Wilhelm Gesenius (1825–1888), Anglist, gründete in Stettin die Geseniussche Höhere Mädchenschule
- Christian Wilhelm Ludwig Abel (1826–1892), deutscher Militärarzt, war Generalarzt des II. Armee-Korps in Stettin
- Gottfried von Bülow (1831–1907), Archivar und Historiker, Leiter des Staatsarchivs Stettin
- August Todt (1833–1900), deutscher Organist und Komponist, wirkte ab 1863 in Stettin
- Wilhelm Heinrich Meyer (1834–1896), deutscher Kaufmann und Autor, unbesoldeter Stadtrat und Mitinhaber der Firma F. Hessenland in Stettin
- Hugo Lemcke (1835–1925), deutscher Historiker, Direktor des Stadtgymnasiums von 1881 bis 1906
- Thekla von Hünerbein (1840–1902), deutsche Diakonisse, gründete und leitete das Diakonissenhaus Stift Salem in Stettin
- Heinemann Vogelstein (1841–1911), liberaler Rabbiner, wirkte ab 1880 in Stettin
- Hugo Rühl (1845–1922), Turnlehrer, Stadtschulrat und Sportfunktionär
- Karl Böddeker (1846–1924), Anglist, Romanist und Schulbuchautor, Direktor an der Kaiserin-Auguste-Viktoria-Schule von 1898 bis 1916
- Paul Lehmann (1850–1930), deutscher Geograph, leitete von 1890 bis 1913 das Schiller-Realgymnasium in Stettin
- Fritz Godow (1851–1932), plattdeutscher Schriftsteller, Mittelschullehrer in Stettin
- Siegmund Schlichting (1853–1924), deutscher Komponist, arbeitete seit 1880 in Stettin und komponierte die Stettiner Kreuzpolka
- Karl August Schuchardt (1856–1901), Chirurg und Gynäkologe, arbeitete ab 1889 an der chirurgischen Klinik des Städtischen Krankenhauses
- Hildegard Voigt (1856–1936), Schriftstellerin, lebte seit früher Jugend in Stettin
- Philipp Gretscher (1859–1937), deutscher Sänger und Komponist, war ab 1901 in Stettin tätig
- Alfred Haas (1860–1950), Historiker, Volkskundler und Gymnasiallehrer; Sammler pommerscher Sagen
- Fritz Herbert (1860–1925), Gründer der Zeitung Volksbote, Reichstagsabgeordneter, Konsumgenossenschafter, Aufsichtsrat der GEG
- Carl von Wichmann (1860–1922), Kommandeur des Füsilier-Regiments „Königin Viktoria von Schweden“ (Pommersches) Nr. 34 von 1913 bis Kriegsbeginn
- Wilhelm von Beczwarzowski (1862–1932), Stabsmitglied des Füsilier-Regiments „Königin Viktoria von Schweden“ (Pommersches) Nr. 34 von 1913 bis 1915
- Hugo Kaeker (1864–1940), deutscher Schullehrer und Schriftsteller, ab 1890 Schulrektor in Stettin
- Ernst-Oldwig von Natzmer (1868–1942), deutscher Konteradmiral
- Ulrich Hildebrandt (1870–1940), Kirchenmusiker, Organist an der Schlosskirche
- Otto Walter (1872–1925), deutscher Jurist und Schriftsteller, arbeitete als Staatsanwalt in Stettin
- Paul Richter (1873–1945), deutscher Arzt und Schriftsteller, arbeitete ab 1901 als Frauenarzt in Stettin
- Otto Bollnow (1877–1959), Schullehrer und Heimatforscher, arbeitete von 1902 bis 1914 in Stettin, zuletzt an der 2. Mädchenmittelschule
- Oskar Pröscholdt (1878–1971), deutscher Veterinär, Direktor des Tiergesundheitsamtes der Landwirtschaftskammer der Provinz Pommern in Stettin
- Hermann Bernhard Braeuning (1880–1946), Gründer und Direktor des Tuberkulose-Hospitals in Hohenkrug
- Erwin Ackerknecht (1880–1960), Leiter der Stadtbücherei Stettin von 1907 bis 1945
- Paul Robien (1882–1945), Vordenker der Umweltbewegung, lebte in der Naturwarte Mönne an der Ostodermündung in den Dammschen See
- Otto Kunkel (1895–1984), Prähistoriker, bis 1945 Direktor des Pommerschen Landesmuseums in Stettin
- Hans Bernhard Reichow (1899–197 (4), Architekt und Städteplaner, von 1936 bis 1945 Baudirektor in Stettin
- Konstanty Ildefons Gałczyński (1905–1953), polnischer Dichter
- Jerzy Andrzejewski (1909–1983), polnischer Schriftsteller
- Witold Wirpsza (1916–1985); polnischer Dichter, Übersetzer, Journalist
- Władysław Filipowiak (1926–2014), polnischer Historiker, Archäologe
- Roman Kłosowski (1929–2018), polnischer Schauspieler
- Zbysław Zając (1933–1985), polnischer Bahnradsportler
- Marian Jurczyk (1935–2014), polnischer Gewerkschafter, Stadtpräsident
- Wiesław Maniak (1938–1982), polnischer Leichtathlet, Sprinter
- Karol Czejarek (* 1939), polnischer Germanist, Übersetzer, Kulturmanager
- Bogusław Kierc (* 1943), polnischer Dichter, Schauspieler, Regisseur
- Czesław Polewiak (* 1944), polnischer Radrennfahrer
- Wojciech Matusiak (* 1945), polnischer Radrennfahrer
- Marek Jasiński (1949–2010), polnischer Komponist, Hochschulprofessor
- Danuta Stenka (* 1961), polnische Film- und Theaterschauspielerin
- Monika Pyrek-Rokita (* 1980), polnische Leichtathletin, Stabhochspringerin
- Marcin Robak (* 1982), polnischer Fußballspieler
- Piotr Celeban (* 1985), polnischer Fußballspieler
- Mateusz Sawrymowicz (* 1987), polnischer Schwimmer
- Piotr Lisek (* 1992), polnischer Stabhochspringer
- Sofia Ennaoui (* 1995), polnische Leichtathletin, Mittelstreckenläuferin
- Kacper Kozłowski (* 2003), polnischer Fußballspieler

### Preußische Gouverneure der Festung Stettin
- 1678–1680 Ernst Gottlieb von Börstel, Obrist (später: Zitadelle Magdeburg)
- Schwedisch
- 1713? Graf Adrian Bernhard von Borcke, Generalfeldmarschall (auch: Memel)
- 1741 Fürst Christian August (Anhalt-Zerbst)
- 1746 Herzog August Wilhelm von Braunschweig-Bevern
- 1781 Levin Friedrich von Hacke, Generalleutnant
- 1785 Freiherr Johann Georg Wilhelm von Keller, Generalleutnant
- 1786 Matthias Wilhelm von Below, Generalleutnant
- 1799 Gisbert Wilhelm von Romberg, Generalleutnant
- 1806 Übergabe an die Franzosen

### Schrifttum zur älteren Stadtgeschichte vor 1945
- Stettin, Stadtkreis und Hauptstadt der preußischen Provinz Pommern und des Regierungsbezirks Stettin, an der Oder und deren Abflüssen Parnitz und Dunzig (rechts zum Dammschen See) mit Kanälen, in: Meyers Gazetteer, mit Eintrag aus Meyers Orts- und Verkehrslexikon, Ausgabe 1912, sowie einer historischen Landkarte der Umgebung von Stettin (meyersgaz.org).
- Wilhelm Heinrich Meyer: Stettin in alter und neuer Zeit. Stettin 1887, F. Hessenland (Google Books).
- Fr. Thiede: Chronik der Stadt Stettin – Bearbeitet nach Urkunden und den bewährtesten historischen Nachrichten. Müller, Stettin 1849, 936 Seiten; bis zur Mitte des 19. Jahrhunderts reichende detaillierte Stadtchronik (Google Books).
- Heinrich Berghaus: Geschichte der Stadt Stettin, der Hauptstadt von Pommern – Topographisch-statistisch beschrieben nach allen Richtungen ihres politischen, bürgerlichen, merkantilischen und kirchlichen Lebens. Zwei Bände, Berlin/Wriezen 1875–1876 (erster Band 1102 Seiten, zweiter Band 1115 Seiten).
- Reisebücher von Anno dazumal – Stettin, Reprint von 1929, Ein Führer durch die Hafen- und Industriestadt im Grünen. Stettiner Verkehrsverein G.m.b.H., Stettin, Berliner Tor Nr. 5, Verlag Gerhard Rautenberg, Leer 1989, ISBN 3-7921-0387-7.
- Otto Kunkel, Hans Bernhard Reichow: Stettin – so wie es war. Fotografierte Zeitgeschichte Droste, 2. Auflage, Droste, Düsseldorf 1975, ISBN 3-7700-0351-9.
- Gustav Kratz: Die Städte der Provinz Pommern – Abriß ihrer Geschichte, zumeist nach Urkunden. Berlin 1865 (Nachdruck 1996 durch Sändig Reprint Verlag, Vaduz, ISBN 3-253-02734-1), S. 376–412 (Google Books). (Bis in die 1860er Jahre reichende Stadtchronik mit zahlreichen Quellenangaben).
- Martin Wehrmann: Geschichte der Stadt Stettin. Weltbild, Augsburg 1993 (unveränderter Nachdruck der Ausgabe von Stettin 1911), ISBN 3-89350-119-3 (Letzte größere Stadtchronik in deutscher Sprache).
- Ortschaftsverzeichnis des Regierungs-Bezirks Stettin nach der neuen Kreis-Eintheilung vom Jahr 1817 nebst alphabetischem Register. Stettin 1817, gedruckt bei Carl Wilhelm Struck. – VI. Stettiner Stadtkreis (Google Books).
- Königliches Statistisches Bureau: Die Gemeinden und Gutsbezirke der Provinz Pommern und ihre Bevölkerung. Nach den Urmaterialien der allgemeinen Volkszählung vom 1. December 1871 bearbeitet und zusammengestellt. Berlin 1874, S. 32–33 (Google Books).
- Ernst Völker:  Stettin – Daten und Bilder zur Stadtgeschichte. G. Rautenberg, Leer 1986, ISBN 3-7921-0317-6.
- Stettin – Ein Führer durch die Hafen- und Industriestadt im Grünen. Hrsg. Stettiner Verkehrsverein, Stettin 1929, Berliner Tor Nr. 5, Reprint dieser Ausgabe durch den Verlag G. Rautenberg, Leer 1989, ISBN 3-7921-0387-7.
- Herman Schulze: Der Stettiner Hafen. Sonderabdruck in: Jahrbuch Hafenbautechnischen Gesellschaft 1922/23. Hamburg 1926.
- Stettiner Verkehrsverein (Hrsg.): Stettin. Das Tor der Ostsee. Mit Texten von Lina Rosenberg. Stettin, 1935, urn:nbn:de:gbv:9-g-5272951.
- Bernd Aischmann: Mecklenburg-Vorpommern, die Stadt Stettin ausgenommen. Eine zeitgeschichtliche Betrachtung. 2.  Auflage. Thomas Helms Verlag, Schwerin 2009, ISBN 978-3-935749-89-3.
- Olgierd Rozycki, Jaroslaw Filipiak: Stettin auf alten Ansichtskarten, Verlag ROLHELP, Szczecin 1997, ISBN 83-904200-5-8.
- Die Staatskräfte der preußischen Monarchie unter Friedrich Wilhelm III. Band 3, S. 213 (Google Books).
- Gunthard Stübs und Pommersche Forschungsgemeinschaft: Der Stadtkreis Stettin in der ehemaligen Provinz Pommern (2011).
- Dirk Schleinert: Die schwedische Landesaufnahme von Vorpommern 1692–1709. Karten und Texte. Städte. Band 3, Teil 2: Stettin. Passauer Viertel. Verlag Ludwig, Kiel 2005, ISBN 3-937719-29-6.

### Aktuelle Darstellungen
- Roswitha Schieb: Allmählich schwindet das Gefühl der Vorläufigkeit – Die einstige deutsche Hansestadt Stettin war in Polen lange ein Stiefkind – jetzt erstrahlt sie in neuem kulturellem Glanz. In: Neue Zürcher Zeitung Internationale Ausgabe (NZZ Intern). 15. April 2016, Feuilleton, S. 27, (ganzseitig, mit 2 Abb.).
- Grażyna Kling, Wolfgang Kling: Polen: Ostsee & Masuren. Verlag Peter Meyer, Frankfurt 2007, ISBN 978-3-89859-139-3 (darin 48 Seiten zu Stettin und der Insel Wollin).
- Jan Musekamp: Zwischen Stettin und Szczecin. Metamorphosen einer Stadt von 1945 bis 2005. Harrassowitz, Wiesbaden 2010, ISBN 978-3-447-06273-2.
- Stettin-Szczecin 1945–1946, Dokumente-Erinnerungen, Dokumenty-Wspomnienia. Hinstorff, Rostock 1995, ISBN 3-356-00528-6, Dokumente und Augenzeugenberichte aus der Zeit 1945/1946.
- Eckhard Wendt: Stettiner Lebensbilder (= Veröffentlichungen der Historischen Kommission für Pommern. Reihe V, Band 40). Böhlau, Köln/Weimar/Wien 2004, ISBN 3-412-09404-8.
- Ernst Zahnow: Wanderziele in und um Stettin. Ein Ratgeber für Schulen, Jugendverbände und Heimatfreunde. Leon Saunier, Stettin 1933.
- Edda Gutsche: Stadt der Magnolien – Spaziergänge durch Stettin. Edition Pommern, Stralsund 2004, ISBN 978-3-939680-79-6.